# Kurfürstentum Sachsen

Das Kurfürstentum Sachsen (rot) im Jahr 1517 auf einer Europakarte. Vom Thesenanschlag 1517 bis zur Wittenberger Kapitulation 1547 standen der Kurkreis und die ernestinischen Besitzungen von Sachsen im Mittelpunkt der Weltöffentlichkeit, da hier die erste Phase der Reformation verankert wurde, die sich weltweit verbreitete.

Das Kurfürstentum Sachsen, kurz auch Kursachsen oder Chursachsen, war ein Territorium des Heiligen Römischen Reiches.
1356 wurde das Herzogtum Sachsen-Wittenberg durch Kaiser Karl IV. in der Goldenen Bulle zu einem der Kurlande ernannt. Ab da stellten die Askanier einen Kurfürsten. Nach dem Aussterben der sächsisch-wittenbergischen Linie der Askanier im Mannesstamm 1422 belehnte 1423 der römisch-deutsche König Sigismund den meißnischen Markgrafen Friedrich den Streitbaren aus der Linie der Wettiner mit dem Herzogtum, wodurch auch die sächsische Kurwürde 1423 an diesen überging. Aufgrund der Kurwürde des Herrschers wurde in der Folge der Name Kurfürstentum Sachsen auch für die meißnischen und thüringischen Besitzungen der Wettiner verwendet, obwohl die Kurwürde nur an einen Teil der kurfürstlichen Gebiete, die Kurlande, geknüpft war. Im Fall des sächsischen Kurfürstentums war dies der Kurkreis, das Gebiet des früheren Herzogtums Sachsen-Wittenberg.
Im Leipziger Vertrag von 1485 wurde die Teilung des wettinischen Adelshauses in die Ernestinische Linie und die Albertinische Linie vereinbart, wobei der Kurkreis an die Ernestiner ging. 1547 fielen in der Wittenberger Kapitulation Kurkreis und Kurwürde an Herzog Moritz von der Albertinischen Linie. Die Albertiner blieben Kurfürsten bis zur Auflösung des Heiligen Römischen Reiches 1806 und erlangten danach durch ein Bündnis mit Napoleon die sächsische Königswürde. Aus dem Kurfürstentum Sachsen wurde das Königreich Sachsen, ein Mitgliedsstaat des Rheinbundes.
Das Land entwickelte eine für diese Zeit starke und effektive Verwaltung, es besaß eine diversifizierte Wirtschaft bei gleichzeitig hohem Wohlstand. Gesellschaftlich blieben die bürgerlichen Strukturen im Vergleich zu den westlichen Staatswesen dieser Zeit wie beispielsweise den Generalstaaten zurück und wurden durch den Adelsstand und die Verwaltung in ihrer Entfaltung eingeschränkt. Dafür kamen von Sachsen durch die von dort ausgehende Reformation wichtige humanistische und bildungsorientierte Impulse. Kultur und Künste blühten im 18. Jahrhundert auf.
In der Frühen Neuzeit war das Kurfürstentum bis gegen Ende des 17. Jahrhunderts für etwa 200 Jahre das zweitbedeutendste Territorium und Schutzmacht der protestantischen Fürstentümer im Heiligen Römischen Reich. Zur Zeit seiner größten Ausdehnung 1807 (ein Jahr nachdem es zum Königreich erhoben worden war) hatte Sachsen eine Größe von 636,25 Quadratmeilen, was 34.994 Quadratkilometern entspricht, und eine Bevölkerung von 2,010 Millionen erreicht.

## Historische Geografie

### Politische Geografie

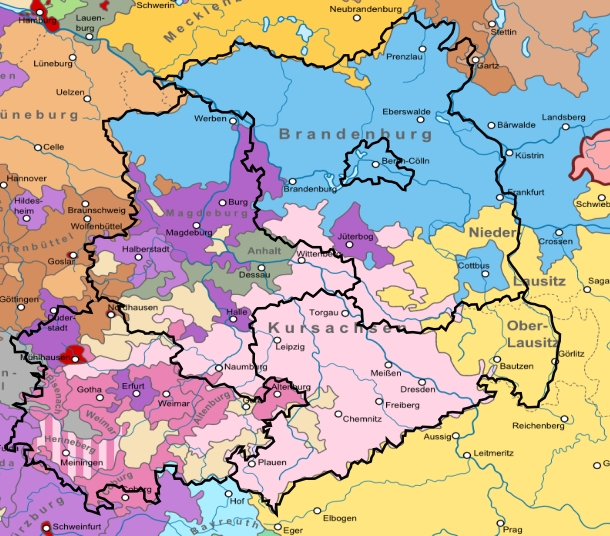
Kurfürstentum Sachsen um 1600. Das Territorium des Kurfürstentums erstreckte sich auf die vier heutigen Bundesländer Sachsen, Thüringen, Sachsen-Anhalt und Brandenburg. (schwarz: Grenzen heutiger Bundesländer)

Ein territorial gefestigtes Kursachsen hat es nie gegeben. Durch Ämterkauf und -verkauf, Erbteilung und Erbanfall, Kriegsverluste und -gewinne veränderte sich das territoriale Gebilde fortwährend. Von 1356 bis 1422 bestand das Kurfürstentum lediglich aus dem Raum um Wittenberg. Durch die Übernahme der Kurwürde des meißnischen Markgrafen 1422 erweiterte sich der territoriale Raum des Kurfürstentums Sachsen und erstreckte sich bis ins Vogtland und ins Elbsandsteingebirge. Im Dreißigjährigen Krieg wurden die beiden Lausitzen in den Staatsverbund inkorporiert. Dadurch vergrößerte sich das Landesgebiet nochmals erheblich und umfasste die weiter östlich gelegenen Gebiete entlang der Oder und Neiße. 1547 gingen nach der Wittenberger Kapitulation in Thüringen wiederum größere Teile dauerhaft für Kursachsen verloren.
Entsprechend den politischen Grenzen von 1550 wurde Sachsen im Süden und Osten vom durch die Habsburger beherrschten Königreich Böhmen, von der Markgrafschaft Niederlausitz, der Markgrafschaft Oberlausitz sowie im Norden durch das aufstrebende Brandenburg begrenzt. Im Südwesten grenzte Sachsen an das Fürstentum Bayreuth und das Hochstift Bamberg. Im Westen grenzte es an die Landgrafschaft Hessen und das Fürstentum Anhalt. Daneben gab es einige kleinere Grafschaften und Fürstentümer im Grenzbereich. Sachsen hatte im Westen selbst eine sehr unregelmäßig gegliederte Grenze. Auch innerhalb Sachsens gab es einzelne Enklaven. 1635 wurde mit den beiden Lausitzen ein geschlossenes Territorium angegliedert, seitdem grenzte Sachsen an das habsburgisch regierte Schlesien.

### Landschaftsgliederung
Die Landschaften Kursachsens reichten vom Norddeutschen Tiefland bis zur deutschen Mittelgebirgszone, die Vegetation von karger Heidenvegetation bis zum Mischwald. Die naturräumliche Gliederung teilt das kursächsische Land in drei große Zonen:
- die sächsische Bergland- und Mittelgebirgszone,
- die sächsische Lössgefildezone einschließlich des heutigen südlichen Sachsen-Anhalts
- und das nordsächsische Flachland einschließlich der heutigen südbrandenburgischen und ostsachsen-anhaltischen Gebiete.

In der Mittelgebirgszone lebte ein Großteil der Bevölkerung, am dichtesten besiedelt war der Raum um Annaberg und Freiberg im Erzgebirge. Der Boden war für die landwirtschaftliche Nutzung nur wenig ergiebig. Dafür dominierten Gewerbe, Manufakturen und Bergwerke. Im südlichen Sachsen sind das historische Vogtland, und die Oberlausitz mit dem Zittauer Gebirge, dem Lausitzer Bergland, die sächsische Schweiz räumlich prägnante Differenzierungen des kursächsischen Territoriums.
Zentralsachsen zerfällt in die Leipziger Tieflandsbucht, das sächsische Elbland und das Mittelsächsische Hügelland. Die mittlere Zone Sachsens wurde agrarisch sehr stark genutzt und war ein überregionales Verkehrsknotenzentrum mit den Zentren Leipzig und Dresden. Der Leipziger Raum entwickelte sich nach Dresden zum zweiten Zentrum in Sachsen.
Historische Landschaftszonen und Naturräume auf dem nördlichen Gebiet von Kursachsen sind der Fläming, der Spreewald, die Niederlausitz mit dem Lausitzer Grenzwall. Das ehemalige Zentrum Sachsens um Wittenberg bis Torgau war zunächst genau so dicht besiedelt wie beispielsweise der Elbkessel, fiel aber nach 1547 in der Entwicklung deutlich zurück, während der Dresdner Raum stark an Bevölkerung gewann. Der nördliche Bereich galt daher agrarisch und auch gewerblich wenig ergiebig und war insgesamt geringer bevölkert als die südlicheren Landesteile. Größere Siedlungen waren selten.
Der Hauptfluss des Kurfürstentum Sachsens war die Elbe mit der Saale als längstem Nebenfluss. Weitere Wasserstraßen waren die Schwarze Elster, die Neiße und die Weiße Elster.

### Anthropogeografische Einwirkungen

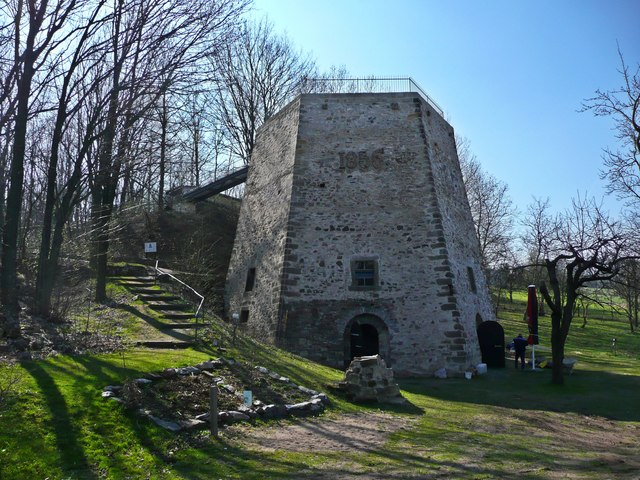
Historischer Kalkofen (Rumfordofen) aus dem Jahr 1856

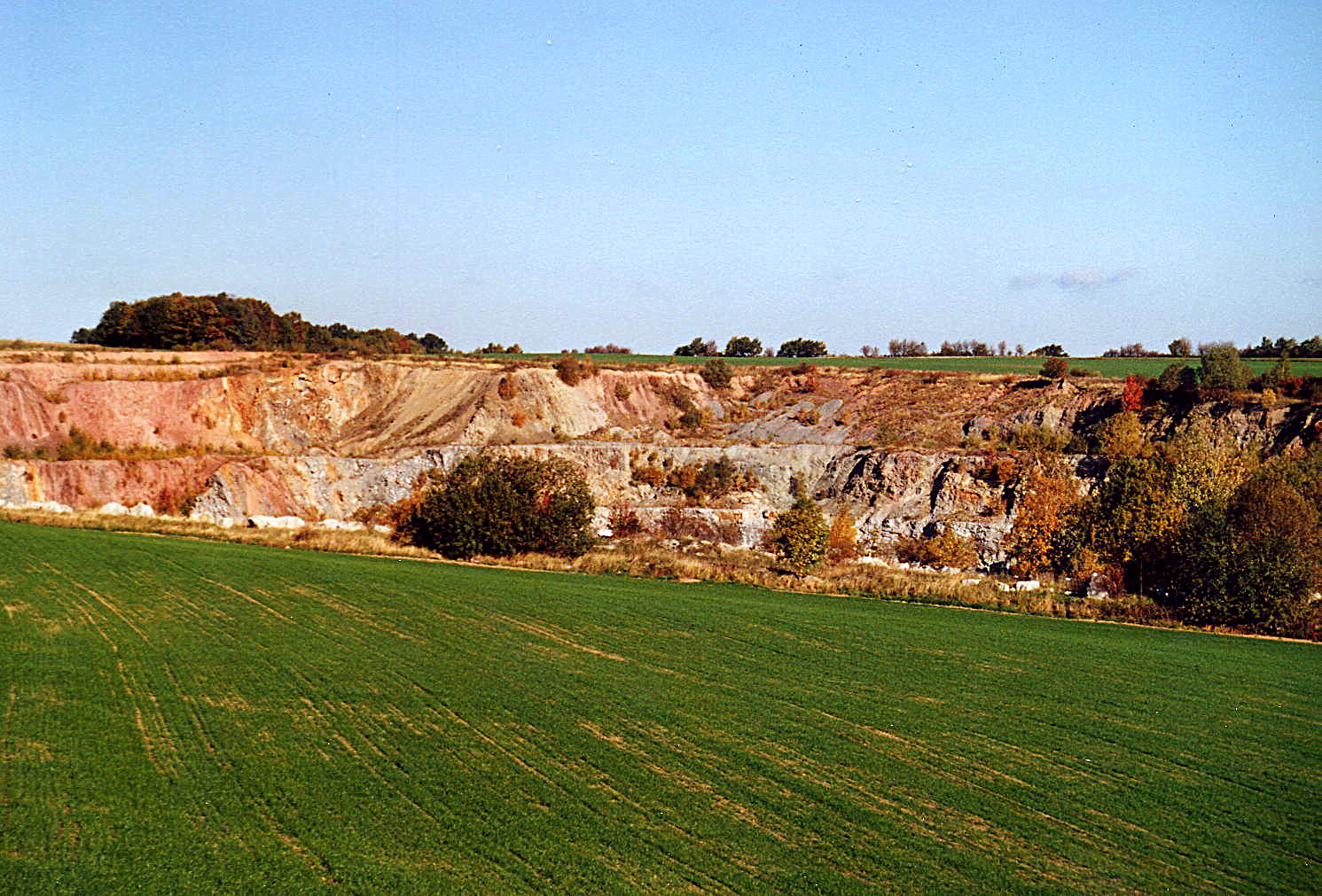
Steinbruch Borna

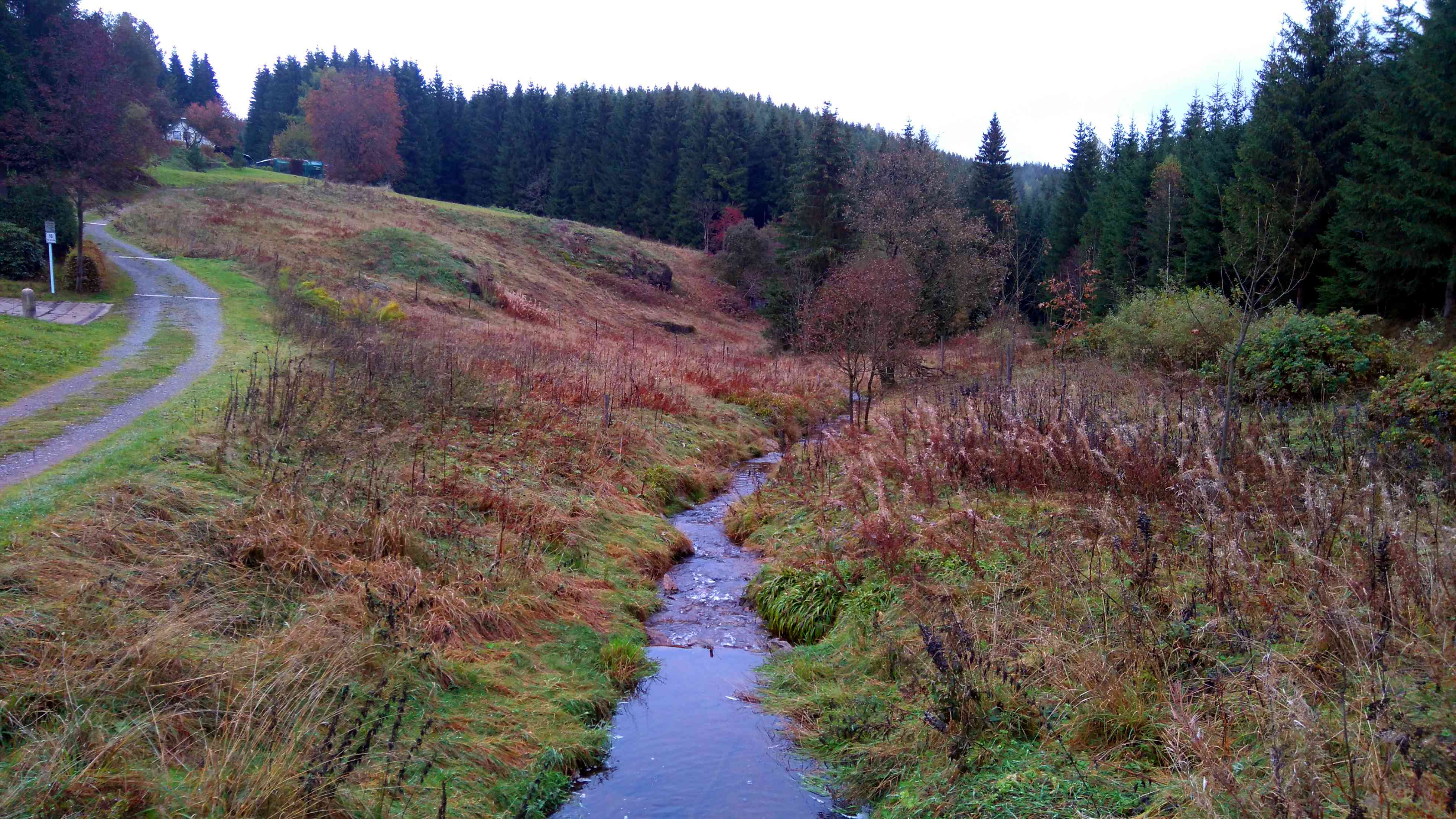
Von rechts kommend lief an dieser Stelle das Wasser des Überlaufs des Pechöfer Grabens in den Jugelbach

Kursachsen ist ein rohstoffreiches Land gewesen, so dass sich frühzeitig eine heterogene Produktionssparte im Bergbau entlang der Mittelgebirgszone im Süden Kursachsens, das Erzgebirge bildete. Neben Silber wurden dort seit Ausgang des Mittelalters Kupfer- und Zinnerze, Eisen, Kobalt und Wolfram abgebaut. Kalk wurde unter anderen im Kalkwerk Lengefeld seit 1528 abgebaut, im Kalkabbaugebiet von Maxen erfolgte seit 1546 der Abbau von Kalkstein und im Kalktagebau Borna wurde seit 1551 produziert. Von dort wurde unter anderen auch Marmor für den Ausbau der Dresdner Residenz bezogen. Das Kalkwerk Crottendorf lieferte seit 1587 Marmor, ebenso produzierten das Kalkwerk Hammerunterwiesenthal und das Kalkwerk Hermsdorf Marmor. Die Bedeutung des Bergbaus für die sächsische Wirtschaft stieg im 16. Jahrhundert stark an, so dass Kursachsen nach einer langen Wachstumsphase eines der wichtigsten Montanreviere Europas besaß. Negative Einwirkungen im Landschaftsbild durch den Bergbau zeigten sich vor allem durch den Holzeinschlag in den Wäldern des Erzgebirges. Das Holz wurde zur Befeuerung der Schmelzhütten benötigt, um Erz und Silber aus dem Erzgestein der Minen zu gewinnen.
Das Elbsandsteingebirge war wichtiger Baustofflieferant für die sächsischen Residenzen. Sandstein prägt die Altstadt und Neustadt Dresdens ganz erheblich. Die Tafelberge wurden auch als Festung genutzt. Die Festung Königstein ist ein solches Beispiel. Lausitzer Granit wurde vor allem in vielen Steinbrüchen der Ober-, insbesondere der Westlausitz gewonnen. Landschaftlich bedeutsame anthropologische Einwirkungen der Kursächsischen Zeit waren die vielen Kunstgräben, wie zum Beispiel der Pechöfer Graben, die zum Betrieb der vielen Bergwerke errichtet wurden. Weitere bedeutende heute noch existente Infrastrukturbauten aus der Zeit des Kurfürstentum sind:
- Erzkanal im Freiberger Nordrevier
- Neugraben (Großer Galgenteich)
- Neugrabenflöße
- Elsterfloßgraben
- Quergraben
- Altväterbrücke

Die Bodenwerte und auch das gemäßigte mitteleuropäische Klima ermöglichten eine allgemein extensive Landwirtschaft in Kursachsen außerhalb der südlichen Gebirgszone.
Die verkehrsseitige Durchdringung des Raums war in der vormodernen Zeit problematisch, da Wege und Flussübergänge und genaue Verzeichnisse nur geringe Standards aufwiesen. Zur Überwindung der Flüsse setzte frühzeitig ein behördlich regulierter Brückenbau in Sachsen ein. Viele dieser Brücken werden heute noch benutzt.

### Territorialbestandsänderungen

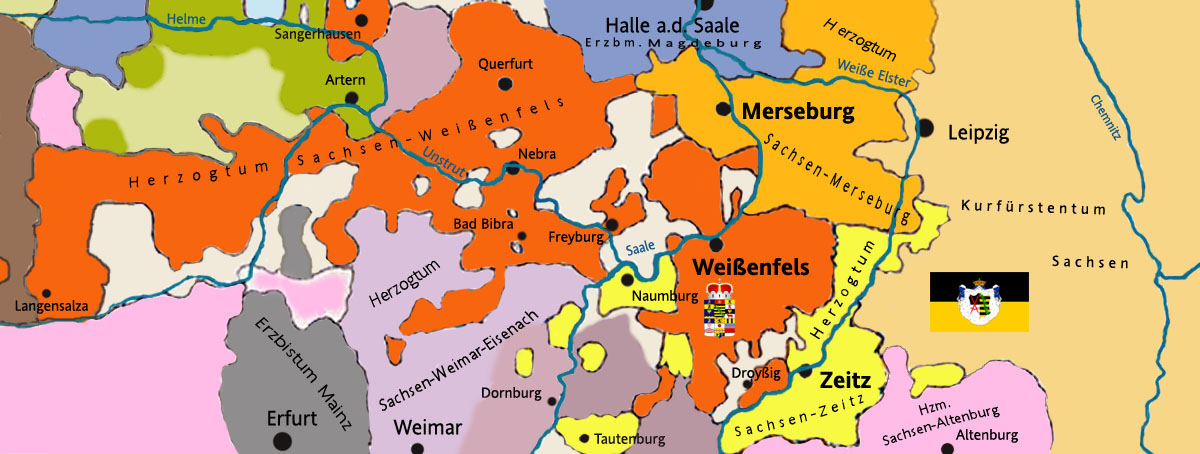
Die drei Sekundogeniturfürstentümer Sachsens 1656

Die Wettiner ermöglichten ihren nachgeborenen Söhnen die Bildung von Nebenlinien innerhalb des Gesamthauses. Diese so genannten Sekundogenituren bedeuteten keine Landesteilung, weil sie nach dem Aussterben der begünstigten Linie wieder an die Stammlinie zurückfielen. In Sachsen gab es zeitweise folgende Nebenlinien:
- Sachsen-Weißenfels von 1656/57 bis 1746
- Sachsen-Zeitz von 1656/57 bis 1718
- Sachsen-Merseburg von 1656/57 bis 1738

In dieser Aufstellung werden diese Länder flächenbezogen nicht zum Gesamterbe Sachsens dazugerechnet.
- 1697 wurde die Erbvoigtei von Quedlinburg, der Petersberg und drei Ämter an Brandenburg-Preußen (Umfang 2 geographische Quadratmeilen zu 7.420,439 Metern, 110 Quadratkilometer) verkauft.
- 1718 folgte der Erbfall der Länder der Linie von Zeitz (Umfang 62,28 Quadratmeilen, 3429,3 Quadratkilometer).
- 1736 erhielt Sachsen als Ausgleich für seine Ansprüche an Hanau die Ämter Landeck, Frauensee und den hessischen Anteil von Treffurt (Umfang 5,10 Quadratmeilen, 280,8 Quadratkilometer).
- 1737 fielen durch Erbschaft die Länder der Linie von Merseburg an Sachsen (Umfang 96,90 Quadratmeilen, 5335,6 Quadratkilometer).
- 1743 wurden Landeck und Frauensee an Hessen-Kassel verkauft (Umfang 5 Quadratmeilen, 275,3 Quadratkilometer).
- 1746 fielen die Länder der Linie Weißenfels an Sachsen (Umfang 60,75 Quadratmeilen, 3345 Quadratkilometer).
- 1780 kam das halbe Mansfeld hinzu (Umfang 8,50 Quadratmeilen, 468 Quadratkilometer).

Bereits als Königreich:
- 1807 erhielt Sachsen als Ergebnis des Vierten Koalitionskriegs den Cottbuser Kreis von Preußen (Umfang 20 Quadratmeilen, 1101 Quadratkilometer).
- 1808 trat Sachsen den größten Teil von Mansfeld, Treffurt, Dorla, Barby und Gommern an das Königreich Westphalen ab (Umfang 6,5 Quadratmeilen, 357,9 Quadratkilometer).

1807 umfasste das ein Jahr vorher zum Königreich erhobene albertinische Sachsen den territorialen Höchstbestand von 636,25 Quadratmeilen, 34.993,75 Quadratkilometern.
| Einheit          | 1694     | 1733     | 1763      | 1807      |
| ---------------- | -------- | -------- | --------- | --------- |
| Quadratmeile     | 398,22   | 458,5    | 616,25    | 636,25    |
| Quadratkilometer | 21.902,1 | 25.217,5 | 33.893,75 | 34.993,75 |

## Bevölkerung

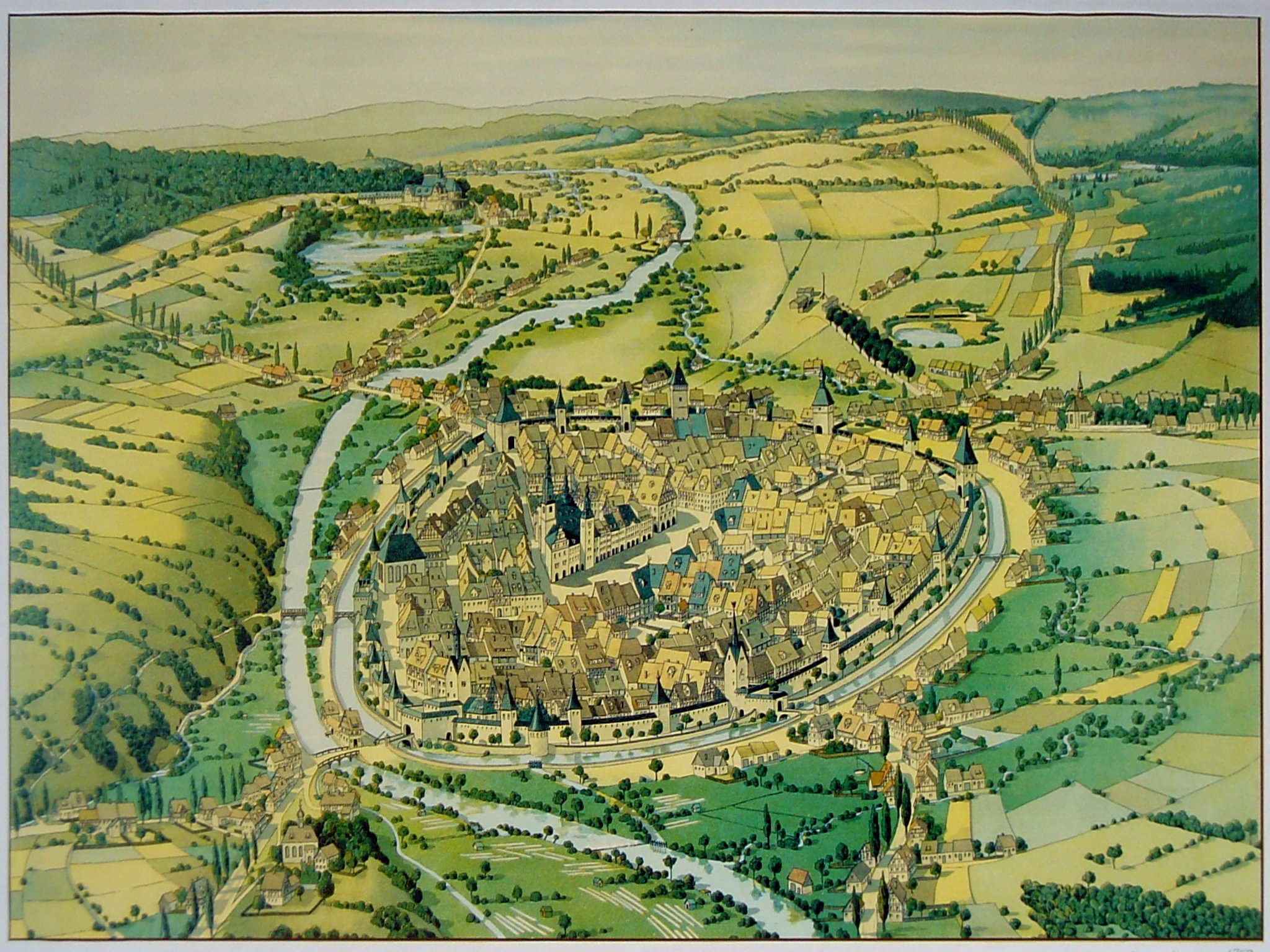
Rekonstruktion von Chemnitz um 1750 zeugt von den gewachsenen städtischen Strukturen im 18. Jahrhundert. Die Kleinstädte enthielten alle mehrere kurfürstliche Repräsentationsbauten mit 4 bis 5 Stockwerken. Das war das Amtshaus oder Rathaus, fast immer ein Schloss oder eine Burg und repräsentative Marktbauten. Dies färbte auf die weitere Bauausführung durch die Stadtbürger im Stadtgebiet ab.

Der Artikelabschnitt zur Bevölkerung des Kurfürstentums Sachsen untergliedert sich in einen statistischen Themenkomplex und einen sozialgeschichtlichen Abschnitt.
Der statistische Abschnitt wertet zahlenbezogen die Bevölkerungsstandesveränderungen aus und analysiert die Ausformung der Schichten und Sozialstrukturen. Das Verhältnis von Stadt und Umland, die regionale Verteilung der Einwohner, das soziale Gefälle, Bevölkerungszu- oder -abnahmen werden in dem Artikelabschnitt ebenso beleuchtet.
Im sozialgeschichtlichen Abschnitt werden die Bereiche Bildung, Forschung, Gesundheit und Soziales betrachtet. Diese Themen sind in der heutigen Zeit Politikfelder geworden. In der Frühen Neuzeit lagen diese Gesellschaftsthemen nicht im Fokus der staatlichen Betrachtung, da es keine ausgeformten Mitbestimmungsrechte der Volksmasse gab. Diese weichen Felder bedingten gleichzeitig die Entwicklung der Bevölkerung und damit der Gesellschaft, da sie direkt auf das tägliche Leben der Menschen einwirkten und die Entwicklung humanerer Lebensformen stimulierten, wodurch sich Veränderungen der Lebensformen ergaben.

### Bevölkerungsentwicklung
Das Landesgebiet wurde vermehrt seit dem Hochmittelalter im Rahmen der Ostsiedlung durch Deutschsprachige besiedelt. Die sorbischsprachige Vorbevölkerung wurde in den meisten Gebieten mit der Zeit sprachlich assimiliert. Die Besiedlung nahm rasch zu, es bildeten sich Städtestrukturen. Wirtschaft und Handel entwickelten sich. So hatte Kursachsen um 1600 etwa 750.000 Einwohner. Im Vergleich mit anderen Reichsterritorien dieser Zeit lag Kursachsen mit seiner Bevölkerungsanzahl im vorderen Bereich. Der am stärksten besiedelte Bereich waren die habsburgischen Länder, die über eine Gesamteinwohnerzahl von 5,8 Millionen Einwohnern verfügten, wovon zwei Millionen allein in den habsburgischen Erblanden lebten. Zweitgrößtes Territorium nach Einwohnern war das Kurfürstentum Bayern mit einer Million Einwohner. Sachsen folgte an dritter Stelle vor dem Kurfürstentum Brandenburg und dem Herzogtum Württemberg mit ihren jeweils 450.000 Einwohnern.
Während der Frühen Neuzeit führten äußere Umwelteinflüsse zu teils drastischen Schwankungen der Bevölkerungszahlen. Kriegsverluste unter der Zivilbevölkerung entstanden vor allem im Dreißigjährigen Krieg bedingt durch Kampfhandlungen, Seuchen, Hunger und Gewalttaten durchziehender Heere. Sachsen trat 1631 aktiv in den Dreißigjährigen Krieg ein, wodurch auch fremde Heere das Land durchzogen und in Kampfhandlungen verwickelten. Die Bevölkerungsverluste des Dreißigjährigen Krieges werden auf etwa 400.000 Personen geschätzt. Dies betrifft die tatsächlich entstandenen Verluste und den daraus resultierenden Geburtenausfall. Es dauerte 90 Jahre, bis Sachsen wieder den Vorkriegsstand der Bevölkerung erreicht hatte. Im Siebenjährigen Krieg von 1755 bis 1763 wurde Sachsen von Preußen besetzt und erneut Kriegsschauplatz. Dies führte ebenso zu hohen Verlusten unter der Zivilbevölkerung.
Weitere Schwankungen entstanden durch zeitlich kurz einwirkende Ereignisse wie Epidemien. Diese traten in der gesamten Zeit des Kurfürstentums auf und führten zu hohen Sterblichkeitsraten in der Bevölkerung. Die letzte und zugleich die meisten Opfer fordende Pest wütete von Frühjahr 1680 bis Januar 1681.
Solche Schwankungen wurden durch Migrationsbewegungen zum Teil ausgeglichen. Ein großer Teil der während der habsburgischen Gegenreformation aus Böhmen vertriebenen Protestanten emigrierte in das Nachbarland Sachsen. Schätzungsweise 50.000 bis 80.000 Exulanten ließen sich zwischen dem Beginn der Auswanderung 1620 und dem Toleranzpatent Kaiser Josefs II. 1781 im Kurfürstentum Sachsen nieder. Trotz der hohen Sterblichkeit und der kriegsbedingten Einwirkungen nahm die Bevölkerung zu und verdoppelte sich von 1600 bis um 1805 auf zwei Millionen Einwohner. Von diesen galten 1.849.400 als deutschsprachig. In der Lausitz lebten etwa 160.000 Sorben, die eine eigene Kultur und Sprache pflegten. Die Anzahl der Juden, die nur in einigen Städten geduldet wurden, wird für dieses Jahr mit 600 angegeben (1768: 459).
Die Bevölkerungsdichte Sachsens lag 1800 bei 50 Einwohnern pro Quadratkilometer, was zur damaligen Zeit als ein dicht besiedeltes Gebiet galt. Neben Württemberg war Kursachsen das am dichtesten besiedelte deutsche Land, es wies eine ähnliche Bevölkerungsdichte wie die Niederlande auf. Während in den Niederlanden 2150 Einwohner auf die Quadratmeile kamen, waren dies um 1700 in Kursachsen 2017. Brandenburg-Preußen hatte nur 919 Einwohner pro Quadratmeile.
| Jahr      | 1755      | 1763      | 1772      | 1780      | 1795      | 1798      | 1799      | 1802      | 1805      |
| --------- | --------- | --------- | --------- | --------- | --------- | --------- | --------- | --------- | --------- |
| Einwohner | 1.686.908 | 1.635.000 | 1.632.660 | 1.843.260 | 1.925.695 | 1.962.790 | 1.980.790 | 1.997.508 | 2.010.000 |

Nach anderen Angaben entwickelte sich die Bevölkerung wie folgt (in runden Tausend):
| Jahr      | 1608 | 1612 | 1630 | 1645 | 1720 | 1755 | 1772 | 1790 | 1800 | 1805 | 1810 | 1814 | 1815 | 1820 | 1829 |
| --------- | ---- | ---- | ---- | ---- | ---- | ---- | ---- | ---- | ---- | ---- | ---- | ---- | ---- | ---- | ---- |
| Einwohner | 845  | 932  | 1500 | 1000 | 1500 | 1695 | 1633 | 1885 | 1976 | 2052 | 2055 | 1946 | 1179 | 1249 | 1397 |

### Gesellschaftsstruktur
Die Gesellschaft des Kurfürstentums Sachsen war eine vormoderne. Viele mittelalterliche Strukturen und Ordnungen hielten sich bis zum Ende des Kurfürstentums. Die wichtigste soziale Gliederungsform war die Aufteilung der Gesellschaft in Stände unterschiedlicher Größe. Der zahlenmäßig kleinste war der Zweite Stand, dem 1805 7600 Menschen angehörten. Er setzte sich aus Adligen und den Staatsbeamten der kursächsischen Verwaltung zusammen. Neben dem Hochadel, der in Sachsen von den Wettinern gebildet wurde, gab es den Landadel und den Hofadel. Der Landadel unterhielt weiterhin Rittergüter. Um 1750 gab es etwa 800 schrift- und amtssässige Rittergüter. Insgesamt sind mit Stand August 2017 233 sächsische Adelsgeschlechter in Wikipedia erfasst und kategorisiert worden (vgl. Kategorie:Sächsisches Adelsgeschlecht). Dem nächstgrößeren Ersten Stand aus geistlichen Würdenträgern und Lehrern des niederen Klerus gehörten 1805 16.706 Menschen an. Die Größe des Dritten Standes aus Bürgern und freien Bauern ist nicht exakt bekannt, doch belief sich um das Jahr 1805 die Anzahl der Bürger und Stadtbewohner auf 592.000, die der Bauern und Landleute auf 1.342.703.
Gesellschaftlich war Sachsen seinem Nachbarn im Norden, aber auch dem habsburgischen Territorialkomplex im Süden weit überlegen. Es besaß eine wirtschaftlich aktive Bürgerschaft, ein gemessen an der Zeit hohes Bildungsniveau und sehr heterogene Gesellschaftsstrukturen. Im Norden des Landesterritoriums glichen sich die Verhältnisse mehr jenen Brandenburgs an. Dort gab es eine mächtige Grundherrschaft und ein ausgesprochen starkes mittelalterlich geprägtes Lehns- und Fronwesen auf dem Land. Städte hatten es auch in Sachsen gegenüber den Grundherren nicht leicht, doch konnten sie zumindest partiell autonome Strukturen entwickeln und sich behaupten, wenn sie die Patrimonialgerichtsbarkeit erlangten.
Die gesellschaftliche Entwicklung in Sachsen wurde eher direktiv von oben und nicht von der Mitte angeschoben. Die Mitte bildeten die Bürger. Damit unterschied sich Sachsen von England oder den Niederlanden, wo eine stark entwickelte Bürgerschicht sich über die feudalen Standesrechte hinwegsetzen konnte. Dies gelang etwa der Leipziger Kaufmannsschicht gegenüber den Adelsverbünden nicht. Das Bürgertum blieb in den Feudalstaat eingebunden und brachte sich in dessen Strukturen ein. Sachsen war auf dem Gebiet der gesellschaftlichen Liberalisierung überlegen und stimulierte den europäischen Osten in seiner eigenen Entwicklung, hier vor allem Polen-Litauen. Gegenüber den Fortschrittszentren des 18. Jahrhunderts, der Île-de-France, Holland und England, stand aber auch Sachsen zurück. Es adaptierte die dortigen Entwicklungen jedoch rasch und passte die Vorbilder den eigenen Bedürfnissen an. Dies galt für alle gesellschaftlichen Belange.

### Siedlungsstruktur

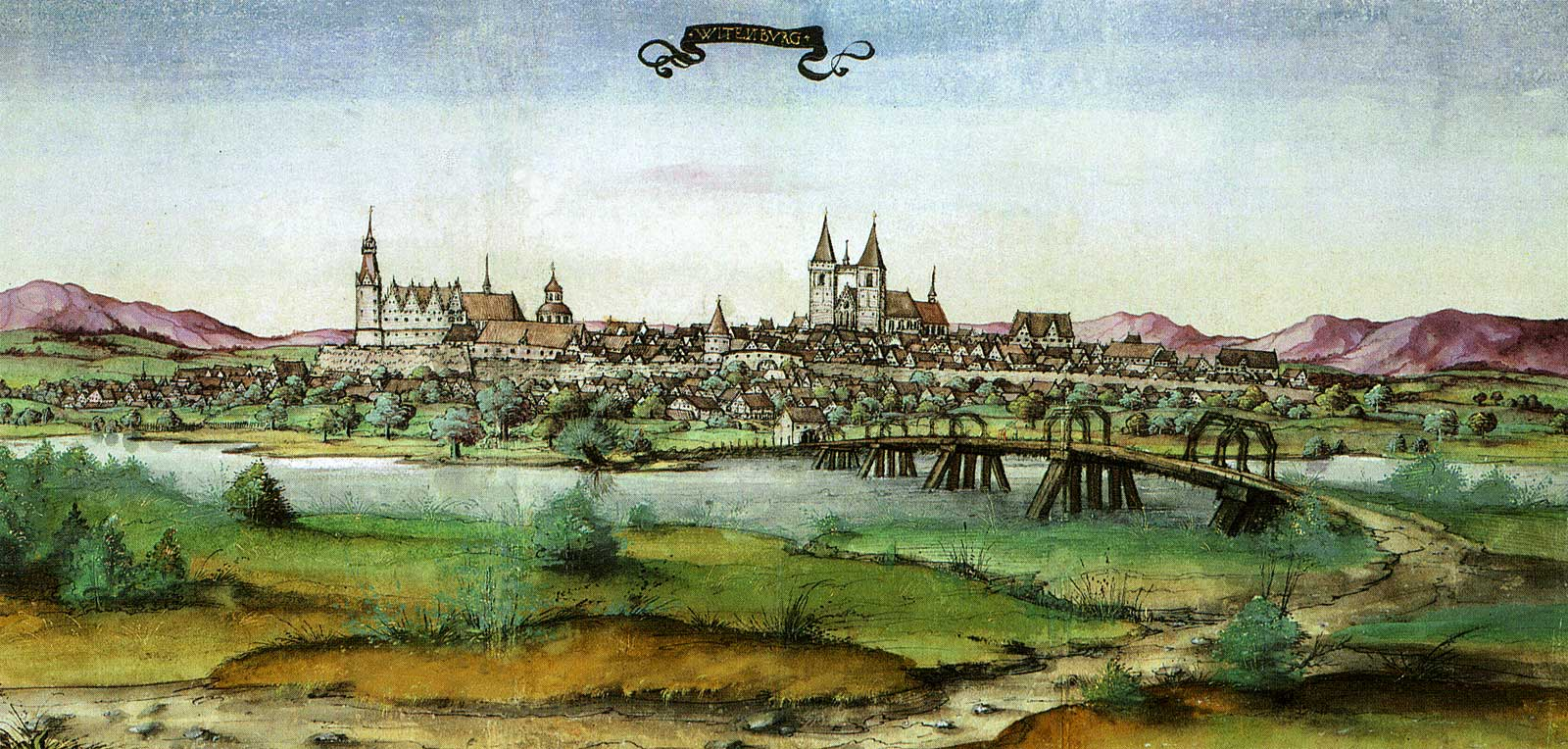
Stadtansicht von Wittenberg 1536/1537

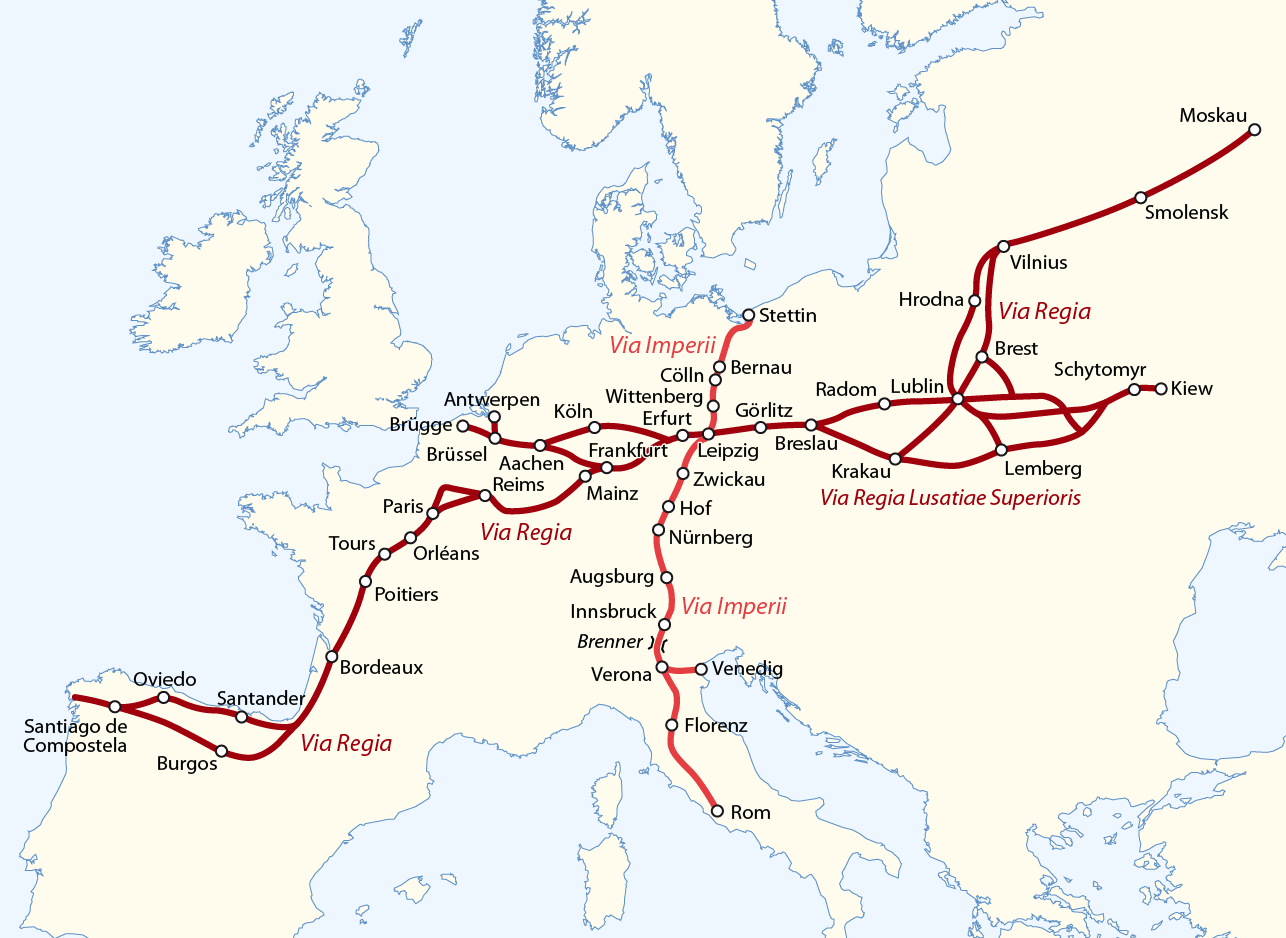
Verlauf der Via Regia und Via Imperii in Europa, mit Kreuzung im sächsischen Leipzig

Das Territorium von Sachsen war regional ungleich besiedelt, wurde jedoch seit Ausgang des Mittelalters von einem Städtenetz durchzogen. Es bildeten sich mehrere Handels-, Produktions- und Agrarzentren. Handelsstädte gab es vor allem an Verkehrsknotenpunkten oder entlang wichtiger Handelsstrecken. Leipzig war ein solches frühes großes Handelszentrum mit überregionaler Bedeutung. Die wichtigsten städtischen Zentren der Oberlausitz, die 1636 in das Kurfürstentum inkorporiert wurden, hatten sich seit dem Mittelalter im Oberlausitzer Sechsstädtebund formiert. Aus diesem Bund ragte die Stadt Görlitz als größte und bedeutendste Handelsstadt heraus. Einwanderung und Bevölkerungswachstum fanden vor allem im Erzgebirge im Raum um Freiberg, Plauen und Annaberg statt.
Dort waren die wirtschaftlichen Betätigungsmöglichkeiten durch den Bergbau höher als beispielsweise in nordsächsischen Gebieten, die für die Agrarwirtschaft unergiebige Böden aufwiesen. Neben den Produktions- und Gewerbestädten bildeten sich überall kleine Ackerbürgerstädtchen, wie Annaburg, Prettin, Schweinitz, Bad Schmiedeberg oder Seyda, die alle im Kurkreis lagen und in der Frühen Neuzeit etwa zwischen 800 und 1500 Einwohner zählten. Sie waren häufig Amtssitze und Anlaufstelle für teils mehrere Dutzend Siedlungen, Gehöfte oder Kolonien. Die fünf genannten Ackerbürgerstädte lagen jeweils 10 bis 15 Kilometer auseinander. So ergab sich seit dem 16. Jahrhundert ein dichtes und geschlossenes Städtenetz an Grundzentren in ganz Sachsen.
Um 1500 gab es in Sachsen etwa 150 Orte mit Stadtrechten, in denen etwa ein Drittel der Bevölkerung lebte. Aus dieser Zahl lässt sich aber keine entsprechende städtische Besiedlungsform für diese Orte ableiten, denn es gab zur Zeit der Reformation keine Stadt mit mehr als 10.000 Einwohnern in Sachsen. Die Städte verfügten über einen geschlossenen Siedlungskern und in der Regel über eine äußere Befestigung. Der Marktplatz, ein Rathaus und ein fürstlicher Residenzbau gehörten zu den Grundformen städtebaulicher Strukturen. Diese bildeten den Grundstock der städtischen Architektur, an denen sich die Bauten der oftmals repräsentativen Bürgerhäuser ausrichteten.

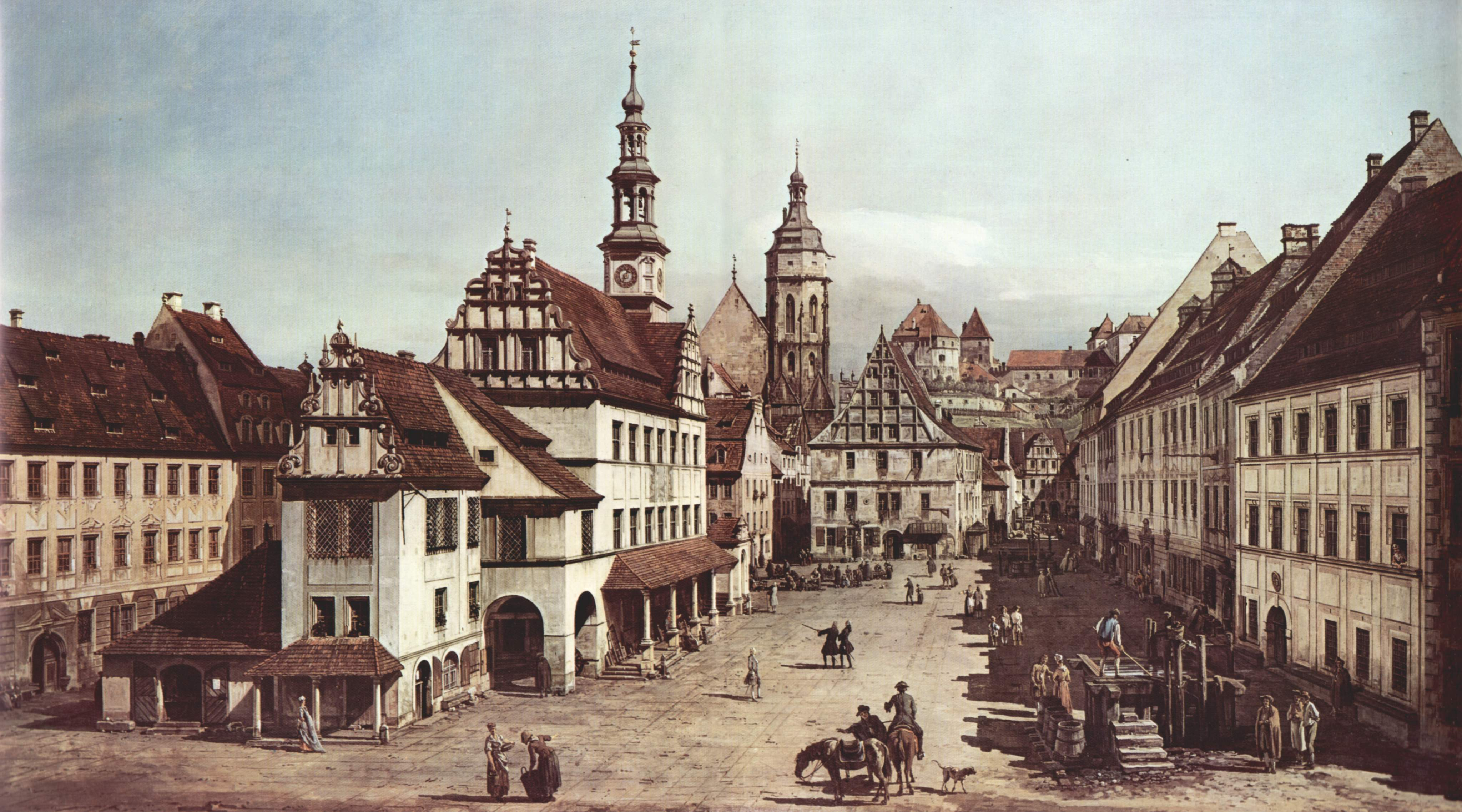
Bernardo Bellotto: Marktplatz von Pirna, 1753/54

Über die Steuerregister lassen sich annähernd genaue Zahlen für die einzelnen Städte rekonstruieren. Um das Jahr 1550 hatten Leipzig und Freiberg um die 7500, Zwickau 7000, Dresden 6500, Annaberg 5500, Chemnitz 4000 und Marienberg 4000 Einwohner. 95 sogenannte Städte hatten weniger als 100, etwa 50 Städte mehr als 1000 Einwohner. Diese Zahlen zeigen auf, wie kleinstädtisch die Städtelandschaft Sachsens noch war. Die Ausstrahlungseffekte der Städte auf ihr Umland waren noch nicht sehr groß. Verkehr und Beziehungen zwischen den Städten waren weit geringer ausgeprägt als zur Zeit der Industrialisierung.
1805 gab es 20 Städte mit mehr als 5000 Einwohnern in Sachsen. Die größten Städte um 1800 im Kurfürstentum Sachsen waren an erster Stelle Dresden mit 55.181 Einwohnern, an zweiter Stelle Leipzig mit 30.796 Einwohnern. An dritter Stelle folgt Chemnitz mit 10.835 Einwohnern. Diese Zahlen sind im Vergleich zu westeuropäischen Städten wie in Flandern oder in Holland oder auch in England nicht sehr hoch. Sieht man von Dresden und Leipzig ab, gab es um 1800 nur Städte mit Kleinstadtcharakter im Kurfürstentum Sachsen. Trotzdem hat es ein nachweisbares Wachstum der Städtelandschaft Sachsens gegeben, denn zur Reformationszeit waren nur fünf Städte Sachsens größer als 5000 Einwohner gewesen.

### Bildung
Im Zuge der Übernahme der Kirchenverwaltung in den 1540er Jahren nach Einführung der Reformation fiel dem entstehenden Landesstaat als neues Aufgabenfeld das Bildungswesen zu, das zuvor in der Kompetenz der Kirche gelegen hatte. Es entstanden drei sächsische Fürstenschulen aus säkularisiertem Klosterbesitz zur Vorbereitung auf die neu gegründeten Universitäten. Es wurden die Schulämter Pforta, Grimma und Meißen gebildet, die dem Unterhalt der drei Landes- und Fürstenschulen dienten. 1498 wurde die Ratsschulbibliothek Zwickau gegründet, die erste öffentlich-wissenschaftliche Bibliothek in Sachsen.

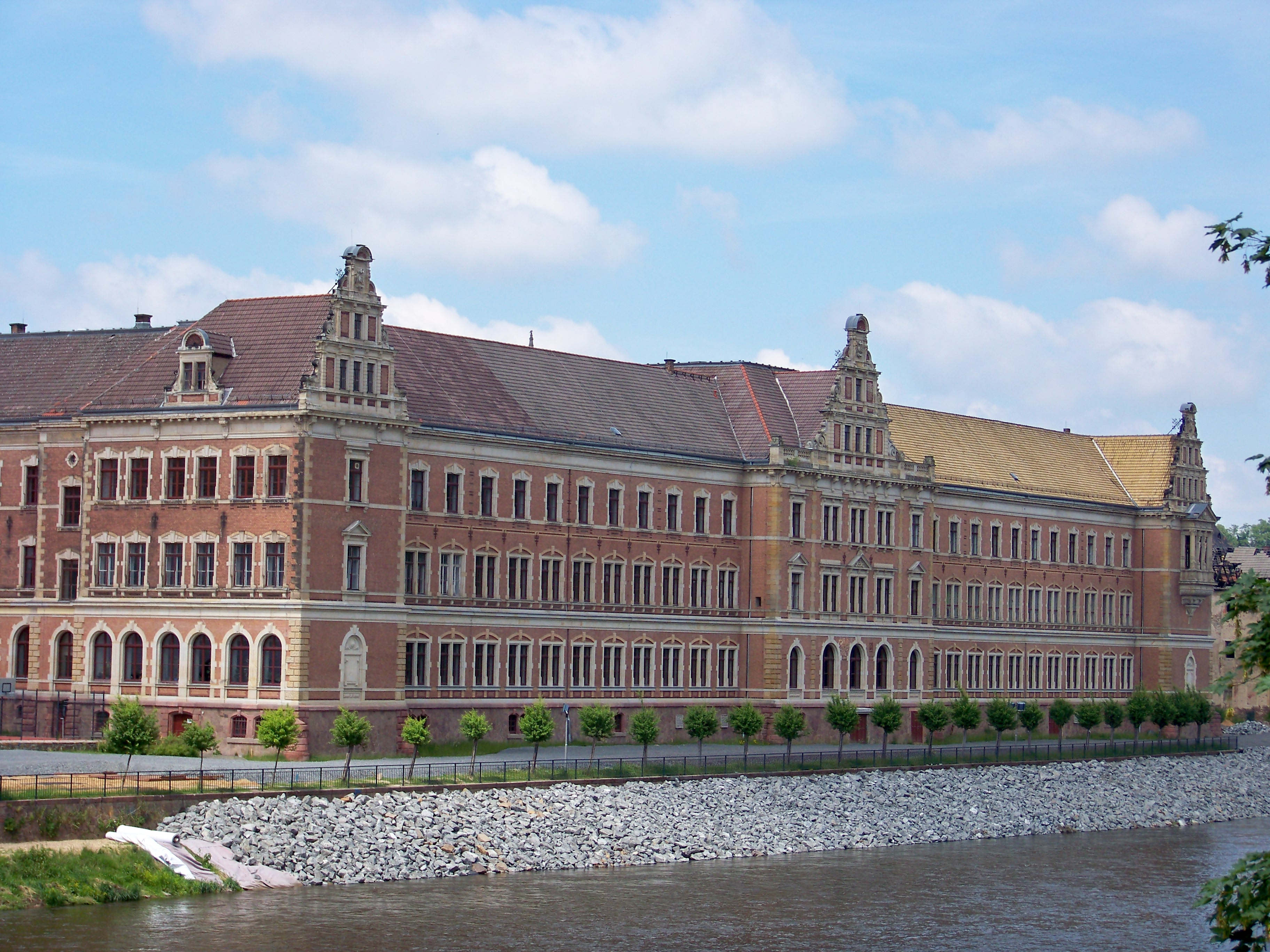
Grimma St. Augustin

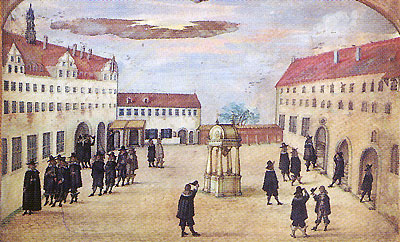
Universität Wittenberg im 17. Jahrhundert

Die erste flächendeckende Visitation zur Durchsetzung der Reformation in Kursachsen fand 1528 bis 1531 statt. Im Rahmen dieser Prüfungen erfolgte auch eine Bestandsaufnahme des Unterrichts durch die Küster und Pfarrer in den Kirchengemeinden. Ein flächendeckender sächsischer Schulplan innerhalb der entstehenden sächsischen Kirchenordnung fand 1580 ihren Abschluss in der Kursächsischen Kirchen- und Schulordnung. Diese regelte den Aufbau von städtischen Lateinschulen und ländlichen Küsterschulen, in denen das Lesen, das Schreiben und das Singen von Kirchenliedern für Jungen und Mädchen gefordert wurde. Die Zahl der Unterrichtsräume und der Schulorte nahm dadurch in Sachsen binnen weniger Jahrzehnte zu. Sachsens Städte wiesen im 16. Jahrhundert mit rund 100 Schulen eine hohe Dichte auf. Um 1600 gab es nur noch wenige Pfarrorte, die nicht über eine eigene Küsterei verfügten. Auch die Bildung von Mädchenschulen regten die Visitatoren an. Die Bestimmungen dieser Ordnung blieben zum Teil bis zum Ende des 19. Jahrhunderts maßgeblich und sorgten für die Hebung des Bildungsniveaus und den Abschluss vorangegangener Reformen in Kirche, Universitäten und Schulen.
Für weitere 300 Jahre waren die Träger der so entstandenen Schulen die Pfarreien und die Städte oder auch private Bildungseinrichtungen. Flächendeckende Bildungseinrichtungen für den dritten Stand, die über das Niveau einfacher Landschulen hinausgingen, fehlten im Kurfürstentum Sachsen. Eine Erhöhung des Niveaus des Bildungswesens auf die Allgemeinheit mit der Bildung staatlicher Bildungsinstitutionen erfolgte erst im 19. Jahrhundert zur Zeit des Königreichs. Die ersten beiden Universitäten im Kurfürstentum waren 1502 die Leucorea in Wittenberg und die 1409 gegründete Universität Leipzig. 1764 folgte die Gründung der Hochschule für Bildende Künste Dresden und der Hochschule für Grafik und Buchkunst Leipzig. 1765 wurde die Technische Universität Bergakademie Freiberg gegründet.
In der ersten Hälfte des 18. Jahrhunderts erfolgte im Zuge der Aufklärung die Bildung von Akademien der Wissenschaften in vielen europäischen Ländern. In Sachsen gab es das erst 1846, mehr als einhundert Jahre danach.

### Gesundheit und Sozialwesen

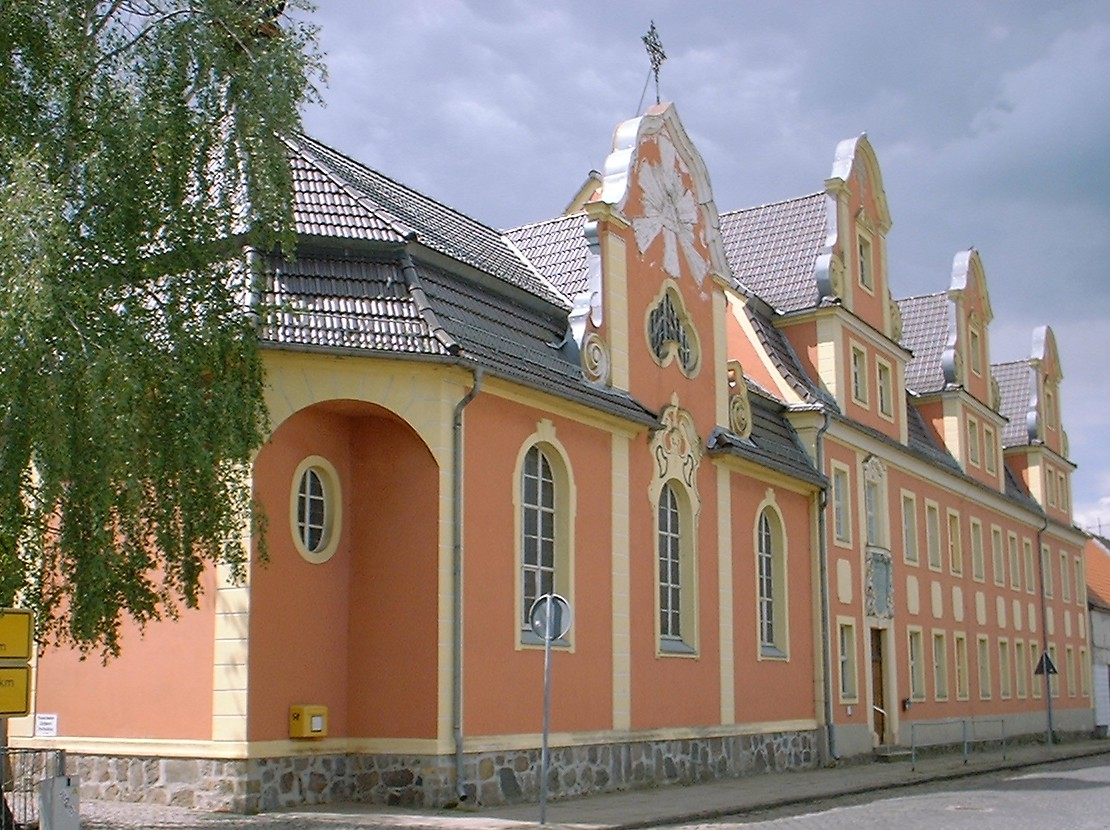
Stift zum Heiligen Geist in Zahna

Ein flächendeckendes zentral organisiertes Gesundheitswesen und Sozialwesen gab es noch nicht im Kurfürstentum Sachsen. Die Fürsorge für Arme und Kranke war seit dem Mittelalter im Wesentlichen eine Aufgabe kirchlicher Einrichtungen. Versorgungsleistungen für Arme oder Kranke fielen der Familie oder den Zünften für Zunftmitglieder zu. Mit der Reformation wurde die Armenversorgung auch eine kommunale Aufgabe.
Es gab in Dresden drei große Spitäler, die für die Krankenversorgung zuständig waren. Dies waren das Maternihospital, das Bartholomäus-Hospital und das Jakobshospital. In Leipzig gab es das Jacobshospital, das Johannishospital und das Hospital St. Georg. Auch auf dem Land gab es Armen- und Altenversorgungseinrichtungen, die kirchlich getragen, aber mitunter auch von fürstlichen Renten finanziert wurden, wie zum Beispiel das Hospital zum heiligen Geist in Zahna. Andere Städte Sachsens besaßen ebenfalls Spitäler, wie zum Beispiel das Heilig-Geist-Hospital in Görlitz.
In der Reformbewegung des Pietismus erlangten die Herrnhuter Brüdergemeine weitreichendere Bedeutung. Die evangelischen Freikirchen kamen zunehmend mit einem nicht unerheblichen Anteil für die versorgungsbedürftige Bevölkerung auf. Durch die Ausprägung eines sozialen Unternehmertums konnten sie die Mittel selbst erwirtschaften. Wichtigster Vorreiter auf dem Gebiet war ihr Gründer Nikolaus Graf von Zinzendorf (1700–1760).
Das Grundversorgungsniveau an ärztlichen und sozialen Dienstleistungen blieb auch im 18. Jahrhundert insgesamt niedrig und der Ausbildungsstand des Gesundheitspersonals schlecht. Erst am 18. November 1748 wurde in Sachsen das Collegium medico-chirurgicum nach dem Vorbild anderer Länder als erste ärztliche Ausbildungsstätte Dresdens gegründet.

### Kultur
Die sächsischen Verantwortungsträger der Frühen Neuzeit legten sehr großen Wert auf eine angemessene Berücksichtigung kultureller Belange. Diese Grundhaltung begünstigte eine starke Differenzierung der Gesellschaft und ein Anwachsen des zivilisatorischen Niveaus der Bevölkerung. Mit der Zeit entwickelte sich daraus ein großstädtisches und mondän geprägtes Bildungsbürgertum in mehreren sächsischen Städten. Die funktionalen Eliten in Sachsen der jeweiligen Zeit bildeten die Gesellschaft und führten sie an. Durch die Formierung internationaler Netzwerke fanden sie Anschluss an die Eliten der Vorreitergesellschaften im Westen, übernahmen von diesen wichtige Neuerungen und implementierten sie in Sachsen. Die Gesellschaftsstrukturen wandelten sich stetig und blieben offen für kulturelle Neuerungen. Dadurch gelang es der sächsischen Gesellschaft über die gesamte Frühe Neuzeit Anschluss an die westliche Entwicklung zu halten und nicht zurückzufallen.

#### Förderung der Zivilisation

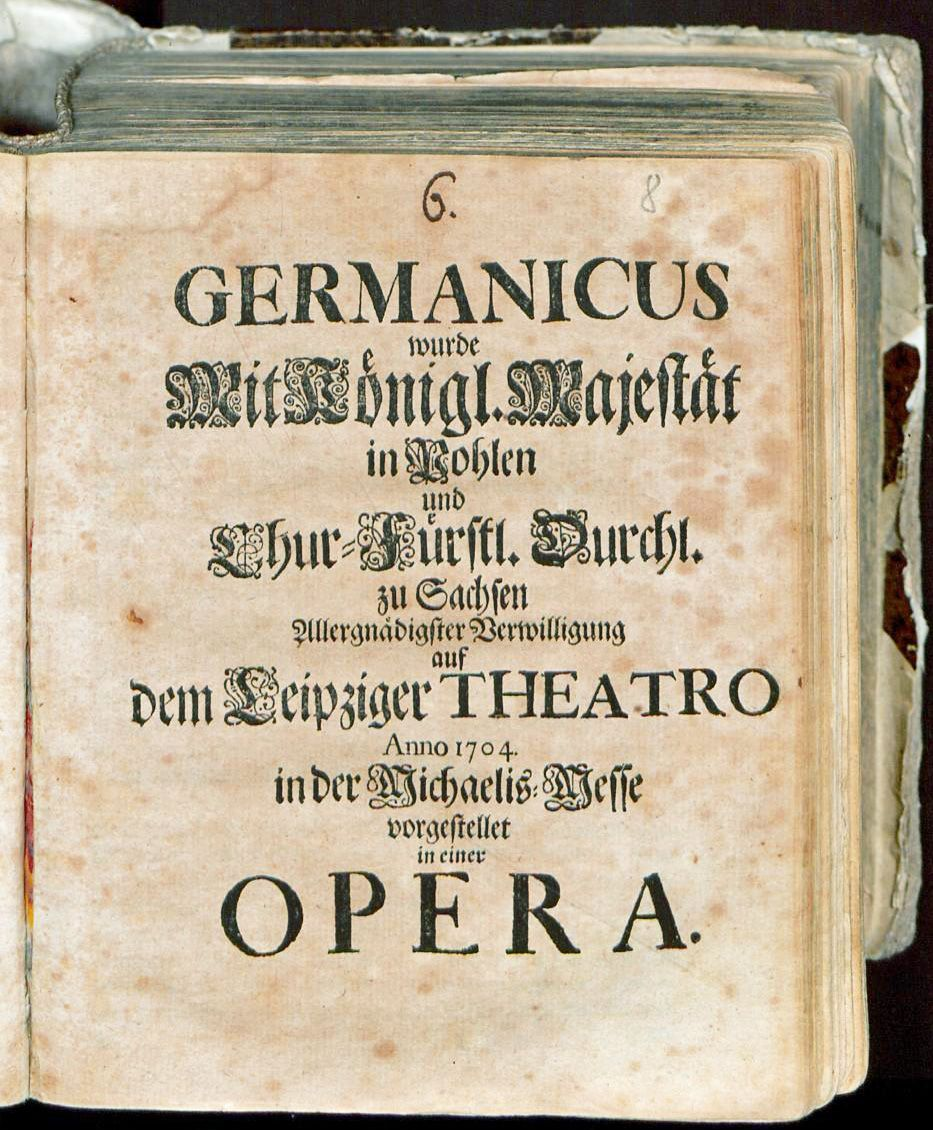
Titelblatt Telemanns Oper „Germanicus“ (am Brühl zur Michaelismesse 1704 uraufgeführt), Libretto von Christine Dorothea Lachs

In der Renaissance entwickelte sich eine regionale Form der Renaissancearchitektur, die als Sächsische Renaissance bezeichnet wird. Die Cranachhöfe in Wittenberg waren zeitgleich zu Albrecht Dürer in Nürnberg eine kulturelle Schaffensstätte, die ähnlich wie der Nürnberger Maler überregionale Bedeutung erlangte. Der sächsische Oberhofmaler Anton Raphael Mengs war ein Wegbereiter des Klassizismus und galt zu seiner Zeit als größter Maler.
Sachsen erlebte im 18. Jahrhundert ein zivilisatorisches Aufblühen. In Dresden und Leipzig, aber auch in den kleineren Amts- und Herrensitzen entwickelten sich im Zeitalter des Barock sehr feine Umgangsformen. Dies strahlte auch international aus. Dem Repräsentationsbedürfnis der sächsischen Kurfürsten entsprachen zahlreiche repräsentative Bauten in Dresden, aber auch im gesamten Land. Der Dresdner Hof wurde europaweit für seine opulenten Hoffeste bekannt. Das Zeitalter ging als augusteisches Zeitalter in die Geschichte ein. Das barocke Dresden wurde wesentlich von Matthäus Daniel Pöppelmann gestaltet, der neben zahlreichen Wohnhäusern, Kirchenbauten wie die Dreikönigskirche, den Zwinger, Schloss Pillnitz (1720) und das Jagdschloss Moritzburg (1723–33) schuf. In Dresden entstand ein einzigartiges Ensemble an Kulturformen und Gütern, die in den Staatlichen Kunstsammlungen Dresden zusammengeführt wurden.
Das regionale Engagement beziehungsweise die Ausformung des Kulturlebens unterschieden sich in eine Hochkulturformung und eine Breitenkultur. Leipzig wurde durch Johann Sebastian Bachs Wirken zu einer Musikstadt und damit zu einer Stätte der sächsischen Hochkultur, getragen und entwickelt durch die Bürgerschicht. Georg Philipp Telemann leitete die Oper am Brühl, das zweite bürgerliche Gesangshaus in Deutschland.
Im Erzgebirge entwickelten sich bedeutende Handwerksarbeiten im künstlerisch-gestaltenden Bereich, die eher der Breitenkultur zuzuordnen sind. Der Schwibbogen aus dem Erzgebirge oder der Nussknacker sind solche Kulturerzeugnisse. Andere Kulturformen des täglichen Lebens aus dieser Zeit sind die Entwicklung bestimmter Waren und Essformen in den verschiedenen Regionen. Die Entwicklung des Dresdner Christstollens geht beispielsweise auf eine politische Begebenheit, veranlasst durch den Dresdner Butterbrief zurück.

#### Kunstsammlungen

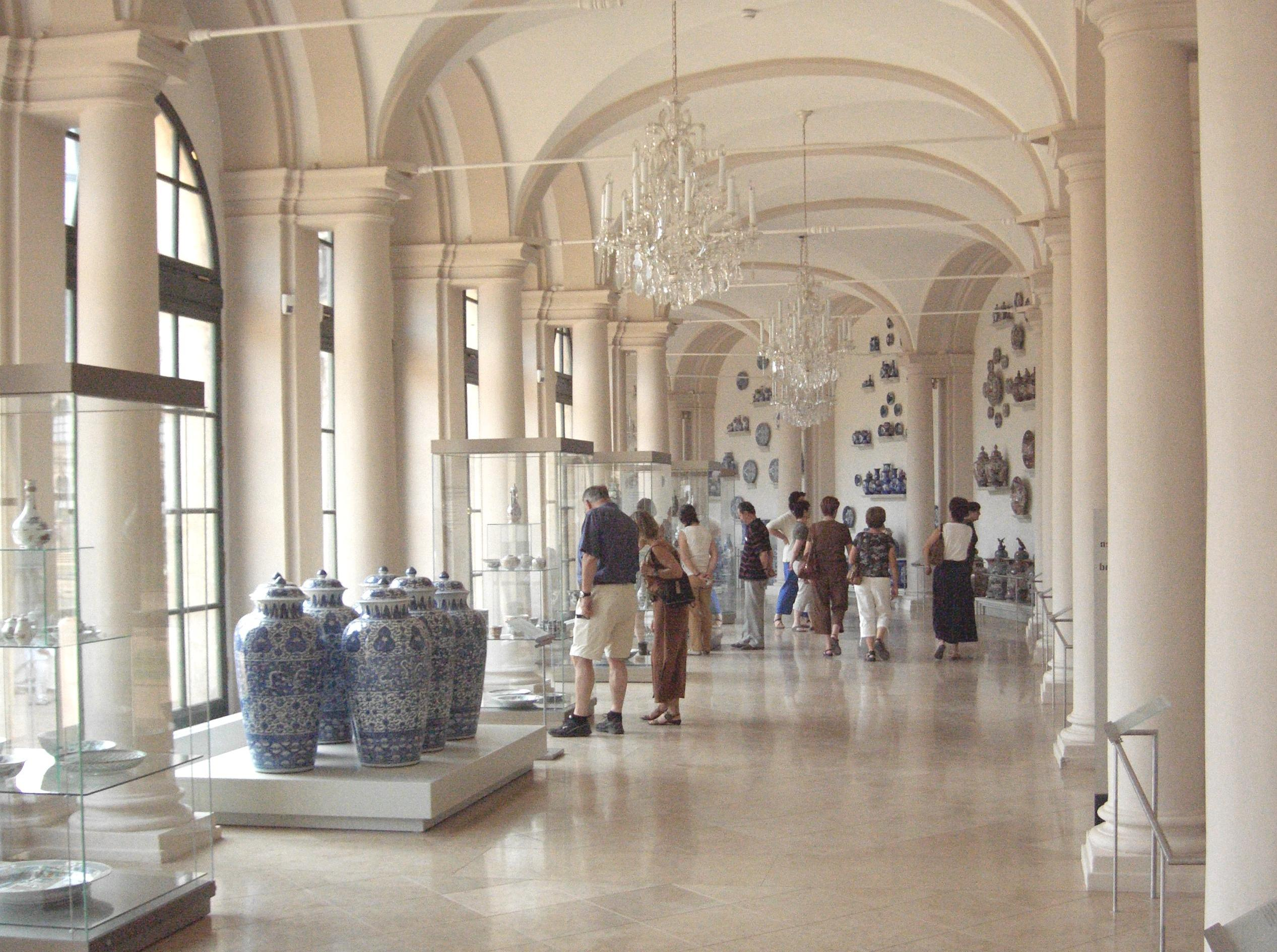
Porzellansammlung im Dresdner Zwinger

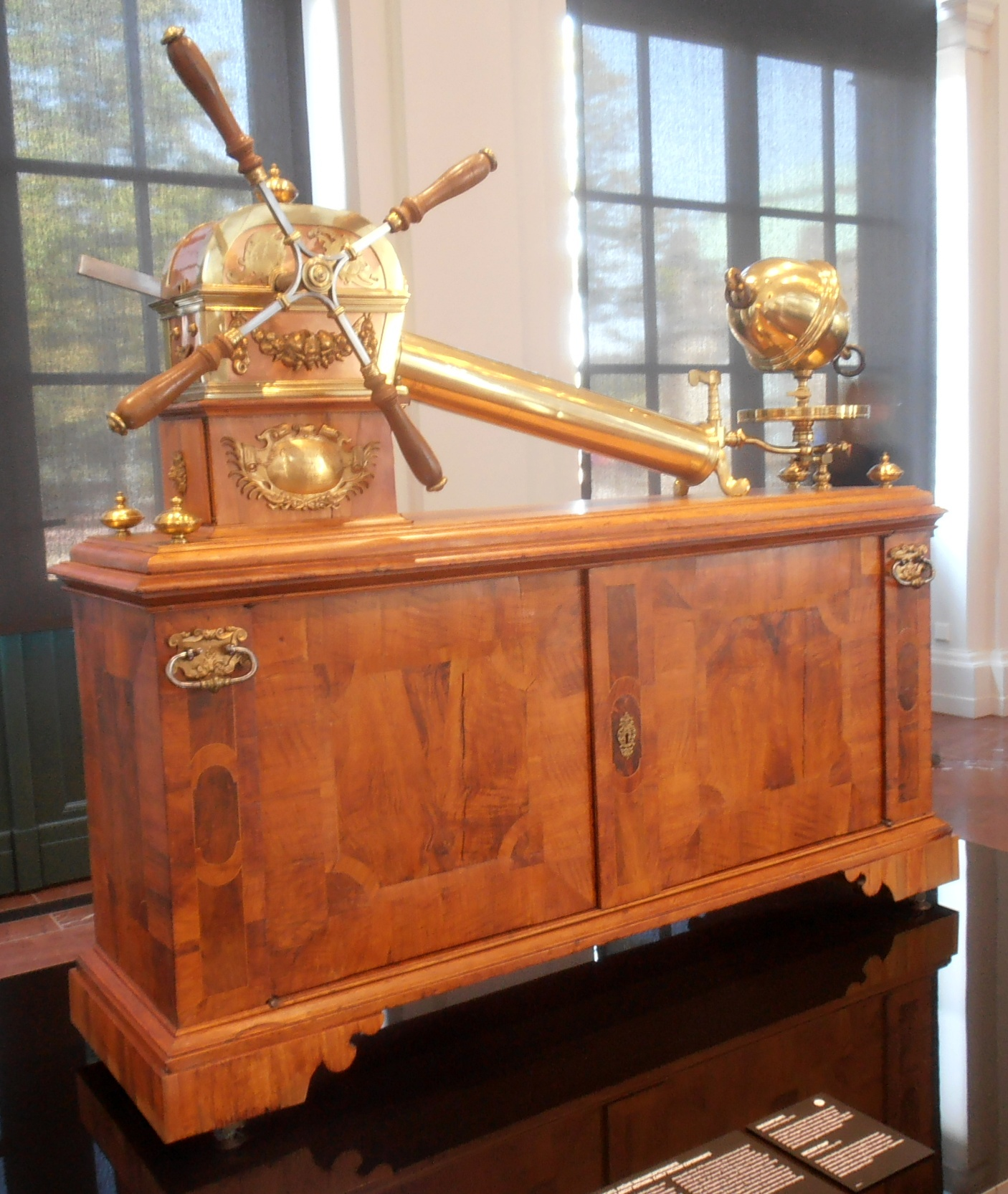
Sprudelnder Erfindergeist im Kurfürstentum, ermöglicht von einer humanistisch-zivilisatorischen Gestaltung der Gesellschaft durch die Kurfürsten
Vakuumpumpe von Jacob Leupold von 1709 im Mathematisch-Physikalischen Salon in Dresden

Die Kunstsammlungen der Kurfürsten dienten der Akkumulation und Verbreitung technischen Wissens. Die um 1560 von Kurfürst August angelegte Kunstkammer war nach Wien die zweite ihrer Art nördlich der Alpen. Die Sammlung war vor allem für die technische Bildung konzipiert. Drei Viertel aller Exponate waren Werkzeuge. Es bestand die Möglichkeit, Werkzeuge, Instrumente und Bücher auszuleihen.

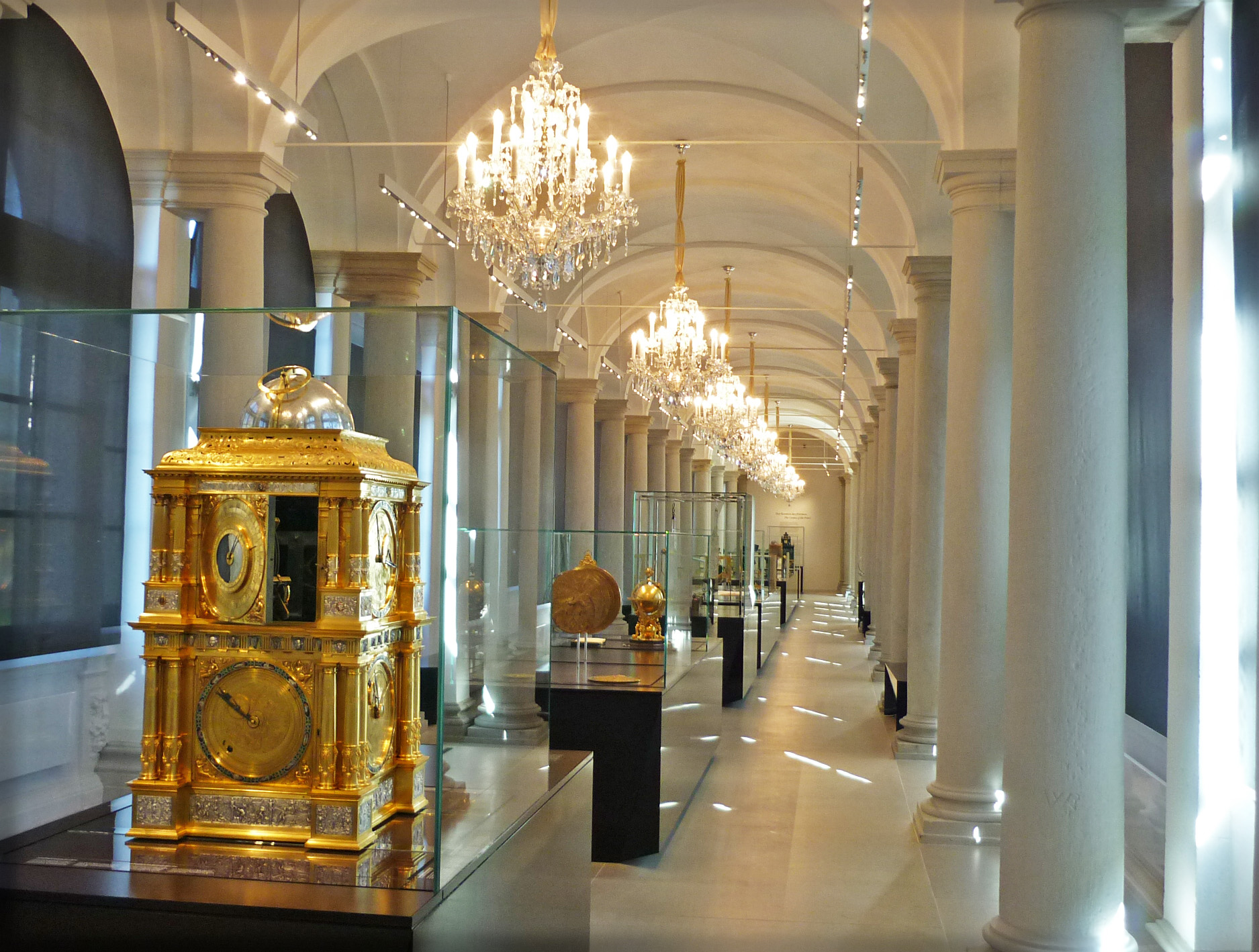
Kosmos des Fürsten in der Langgalerie
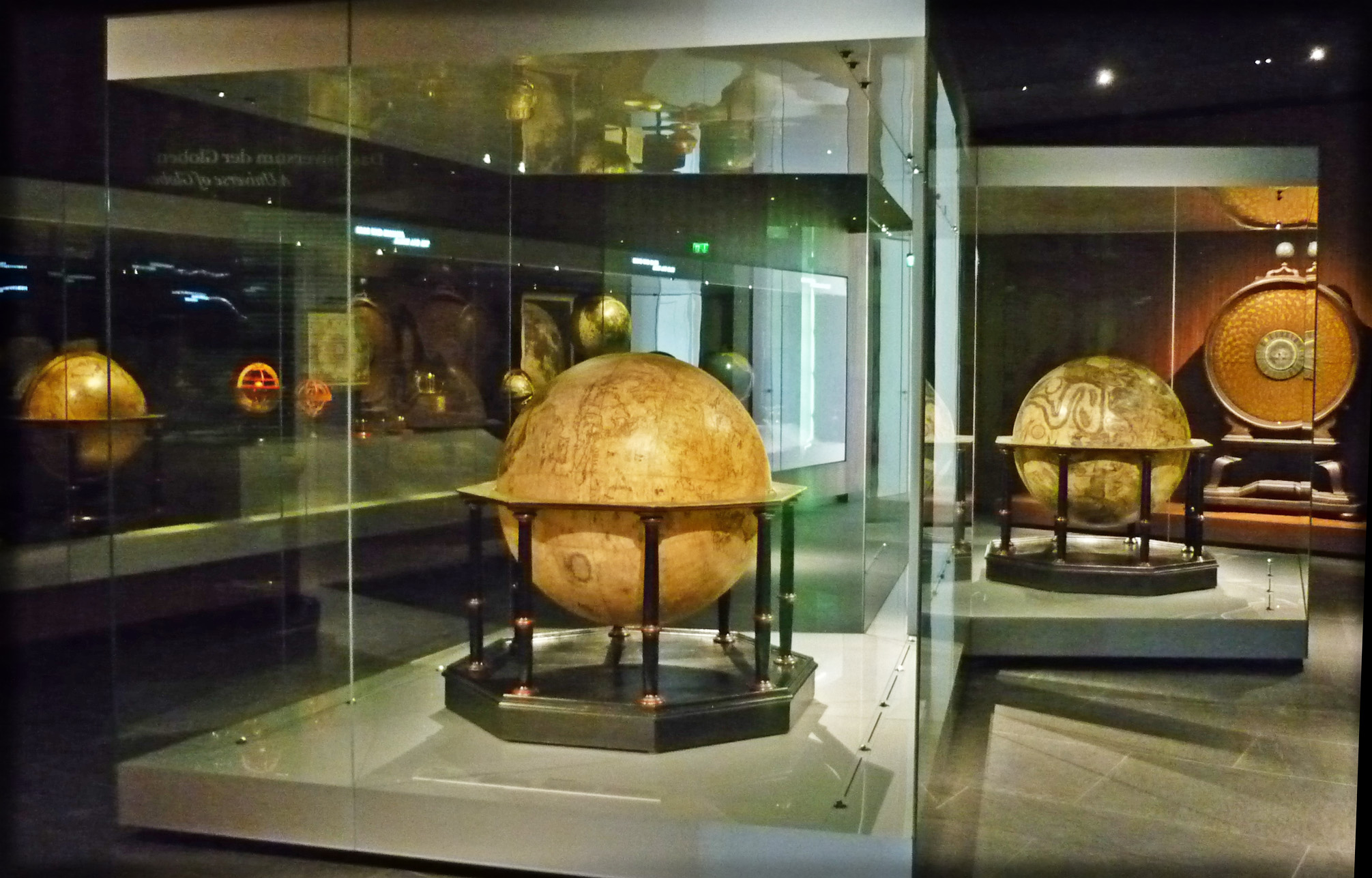
Universum der Globen im Neuen Saal im Zwingerwall
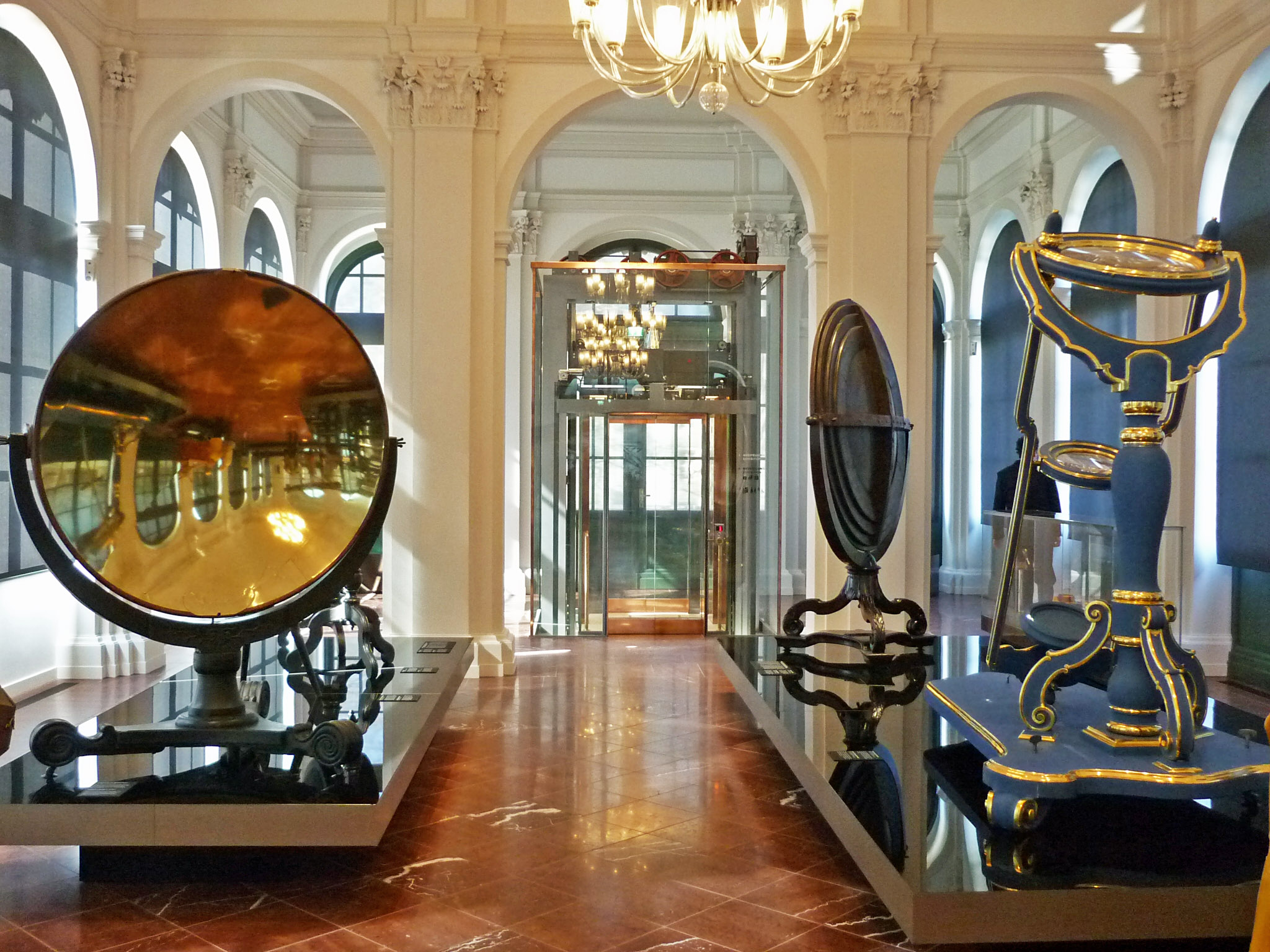
Instrumente der Aufklärung im ehemaligen Festsaal
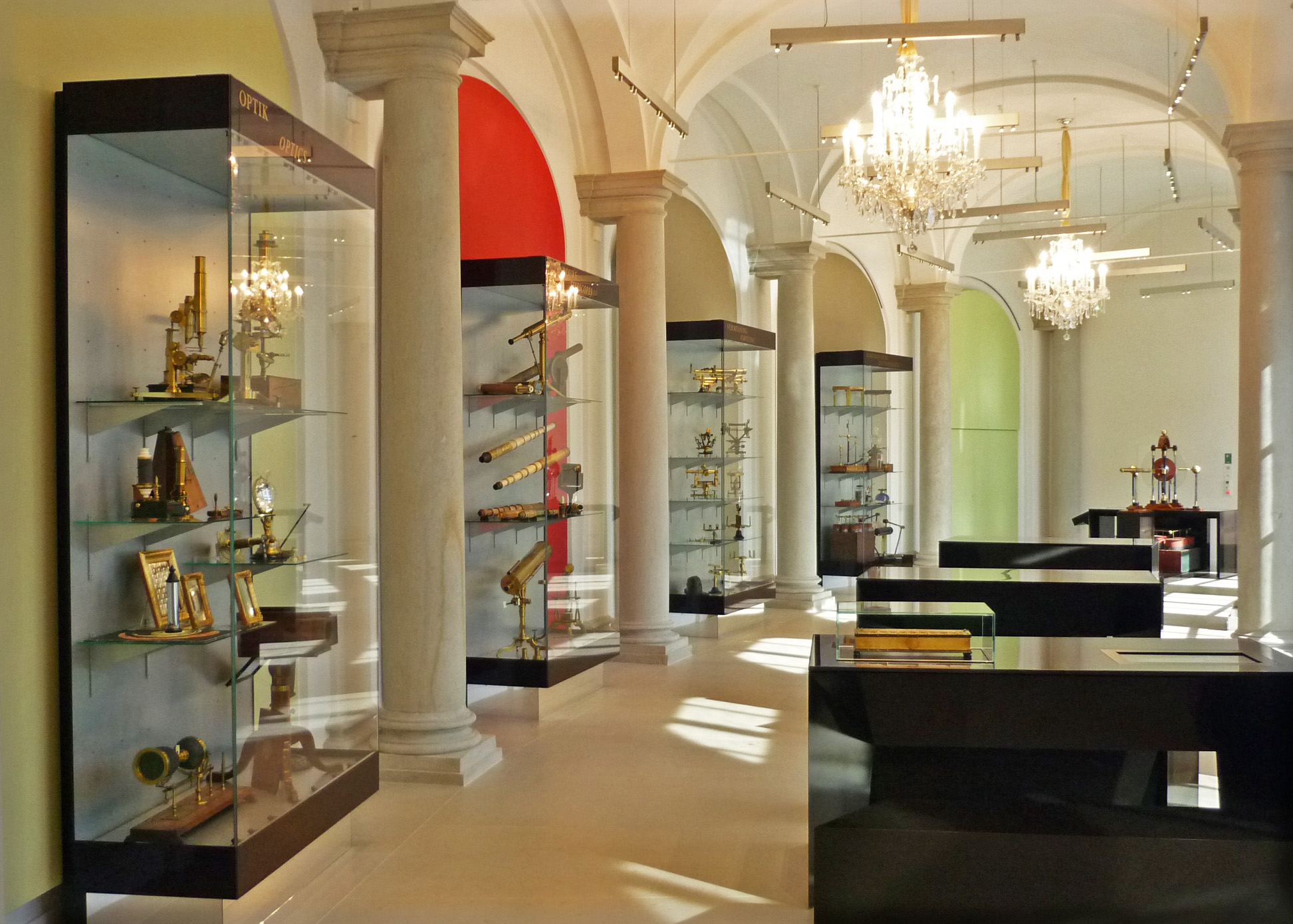
Lauf der Zeit in der Bogengalerie

### Forschung
Das hohe Kulturniveau in Sachsen bewirkte, das Neuerungen im technisch-gesellschaftlichen Leben entstehen konnten und immer wieder einzelne Anstöße zu Verbesserungen in allen gesellschaftlichen Feldern gaben. Porzellan wurde durch Johann Friedrich Böttger erfunden. Die erste Tageszeitung der Welt, die Einkommenden Zeitungen, wurde ab 1650 in Leipzig durch Timotheus Ritzsch publiziert, Adam Ries verfasste Rechenbücher und entwickelte die Mathematik. Gottfried Silbermann baute berühmte Orgeln in Sachsen. Die älteste technische Hochschule der Welt ist die 1765 vom sächsischen Generalbergkommissar Friedrich Anton von Heynitz gegründete Bergakademie in Freiberg. Die Homöopathie wurde 1796 von Samuel Hahnemann entwickelt. Bedeutend waren auch der Mineraloge Georgius Agricola, der als Begründer der modernen Geologie und Bergbaukunde gilt, und der Philosoph, Mathematiker und Experimentator Ehrenfried Walter von Tschirnhaus, dessen Arbeit die Entwicklung labortechnischer Untersuchungsmethoden, die Materialforschung, das Gießerei- und Hüttenwesen und den optischen Gerätebau voranbrachten. Weitere Erfinder waren der Mechaniker und Kunstmeister Jacob Leupold, der Hofmechanicus und Modellmeister Andreas Gärtner und der Wasserbauer und Oberbergmeister Martin Planer.

## Politische Geschichte
Die Zeit von 1180 bis 1356 kennzeichnete den Institutionalisierungsprozess der sächsischen Kurwürde. Neben der Bildung des Kurlandes unterlag auch die herrschaftsgeschlechtliche Zuordnung Schwankungen und war keinesfalls gesichert.
Die schriftlich fixierte Vergabe der Kurrechte 1356 bis zum Aussterben der Askanier 1423 bildete den nächsten Entwicklungsschritt hin zu dem, was das Kurfürstentum Sachsen einmal werden sollte. Mit der Übernahme der Kurwürde erlangten die Wettiner den Anschluss an die höchste Reichspolitik und formten so einen größeren Territorialkomplex, den sie bis 1806 im Reich zusammenhielten.

### Beginnende Institutionalisierung der Kurwürde im frühen 13. Jahrhundert

Gebiet des 1180 entstandenen askanischen Herzogtums Sachsen um das Jahr 1235 (grün hinterlegt), bestehend aus Teilen des ehemaligen Herzogtums Sachsen um Wittenberg und bei Lauenburg und dem Hadelner Gebiet

Vom ausgehenden 12. bis zur Mitte des 13. Jahrhunderts hatte sich ein engerer Kreis besonderer Königswähler (Kurfürsten) herausgebildet, denen es gelang, andere als Wahlberechtigte auszuschließen. Am Anfang des Institutionalisierungsprozesses bestand das Kurfürstenkollegium nur aus vier Fürsten, zwei weltlichen und zwei geistlichen. Der Herzog von Sachsen war neben dem Pfalzgrafen einer von zwei weltlichen Fürsten, die das Kurrecht beanspruchen durften. Dieser Kreis wurde im 13. Jahrhundert ausgedehnt auf die drei rheinischen Erzbischöfe von Mainz, Trier und Köln sowie den Pfalzgrafen bei Rhein, den Herzog von Sachsen, den Markgrafen von Brandenburg und den König von Böhmen.
Die Zuordnung der Kurrechte zu einzelnen Territorien erfolgte im frühen 13. Jahrhundert und verfestigte sich fortan.

### Transformation des Herzogtums Sachsen (1180–1260)
Der Festigungsprozess der Kurwürde vollzog sich zeitlich deckungsgleich mit der Formung des sächsischen Herzogtums. Das Herzogtum Sachsen, entstanden aus dem Volk der Sachsen, erlebte seit dem ausgehenden 12. Jahrhundert einen anhaltenden und mehrfachen Umwandlungsprozess. Die sächsische Herzogswürde blieb bestehen, doch das Territorium, das das Herzogtum Sachsen definierte, wandelte sich fortwährend und fand erst nach rund einhundert Jahren eine vorläufige Stabilisierung mit der Ausbildung des Herzogtums Sachsen-Wittenberg. Dieses Territorium hat keine Deckung mehr mit dem namensgebenden Vorgänger, sowohl bevölkerungsbezogen als auch territorial.
Das eigentliche Stammesherzogtum Sachsen (auch Altsachsen genannt) entsprach in etwa dem heutigen Territorium von Niedersachsen. Doch 1180 wurde der mächtige sächsische Reichsfürst Herzog Heinrich der Löwe entmachtet und sein Herzogtum geteilt: Der westliche Landesteil wurde als Herzogtum Westfalen dem Erzbischof von Köln unterstellt. Mit dem östlichen Landesteil, das weiter den Namen Sachsen trug, wurden die Askanier belehnt. Bernhard III. wurde der erste sächsische Herzog. Diesem gelang es jedoch nicht, eine weiträumige Territorialherrschaft über das ihm zugesprochene Gebiet des alten Herzogtums Sachsen aufzubauen, so dass das neue askanische Herzogtum Sachsen lediglich durch den Titel und einige Reichslehen (Lauenburg, Wittenberg) gebildet wurde. Als Herzog von Sachsen gehörte Bernhard III. zu den vornehmsten Fürsten des Reiches und in dieser Würde zählte er 1198 und 1208 zu den wichtigsten Königswählern.
Auf ihn folgte Albrecht I. Nach seinem Tod im Jahr 1260 teilten seine Söhne Johann I. und Albrecht II. sein Land entsprechend den Grundsätzen des askanischen Geschlechts, das erst 1727 die Primogenitur einführte. Daraufhin wurde das Herzogtum Sachsen in die Herzogtümer Sachsen-Wittenberg und Sachsen-Lauenburg aufgeteilt. Zunächst regierten beide Brüder gemeinsam, doch nach dem Erwerb der Burggrafschaft Magdeburg 1269 ist eine endgültige Aufteilung in zwei Herzogtümer Sachsen-Lauenburg unter der Herrschaft Johanns I. und Sachsen-Wittenberg unter der Herrschaft Albrechts II. nachgewiesen. Die Trennung wurde 1296 auch formal vollzogen. Letzterem Herzogtum gelang es, die Kurfürstenwürde dauerhaft und für sich alleine zu beanspruchen. In der Folge dieser Teilungen überschritt der Name Sachsen im Zuge der historischen Namensverschiebung die alte Kulturgrenze der Elbe-Saale-Linie.

### Sachsen-Wittenberg wird zu Kursachsen (1260–1423)
| Linie Sachsen-Wittenberg (Herzöge und ab 1355 Kurfürsten von Sachsen) | Linie Sachsen-Wittenberg (Herzöge und ab 1355 Kurfürsten von Sachsen) | Linie Sachsen-Wittenberg (Herzöge und ab 1355 Kurfürsten von Sachsen) |
| --------------------------------------------------------------------- | --------------------------------------------------------------------- | --------------------------------------------------------------------- |
| Albrecht II.                                                          | 1260–1298                                                             | Sohn von Albrecht I.                                                  |
| Rudolf I.                                                             | 1298–1356                                                             | Sohn des Vorgängers                                                   |
| Rudolf II.                                                            | 1356–1370                                                             | Sohn des Vorgängers                                                   |
| Wenzel I.                                                             | 1370–1388                                                             | Bruder des Vorgängers                                                 |
| Rudolf III.                                                           | 1388–1419                                                             | Sohn des Vorgängers                                                   |
| Albrecht III.                                                         | 1419–1422                                                             | Bruder des Vorgängers                                                 |

Die Wittenberger Askanier Albrecht I., Albrecht II. und Rudolf I. hatten als Herzöge von Sachsen sehr lange regiert, mit mehreren Söhnen den Fortbestand der Dynastie gesichert und sich als Erben der sächsischen Kurwürde durchgesetzt. Die Kurfürsten kümmerten sich vor allem um äußere Konflikte mit anderen Territorialherren und trieben den Landesaufbau des noch dünn besiedelten Gebiets voran. 1290 wurde dieses Herzogtum um die Burggrafschaft Magdeburg und um die Grafschaft Brehna erweitert. Es kam noch zu weiterem Gebietszuwachs.
Das Herzogtum Wittenberg in Verbund mit der Grafschaft Brehna formte Sachsen-Wittenberg. Dies entsprach in etwa dem heutigen Landkreis Wittenberg, dem Landkreis Elbe-Elster, Bad Belzig und Wiesenburg/Mark.
Die Kurwürde war bis 1356 institutionell nicht geregelt. Das Gewohnheitsrecht hatte einen quasirechtlichen Zustand erreicht, der in der Goldenen Bulle zusätzlich verbrieft wurde. Damit erhielt Rudolf I. als Herzog von Sachsen-Wittenberg von Kaiser Karl IV. dauerhaft die Kurwürde zugesprochen. Auch die Unteilbarkeit des Territoriums wurde festgelegt. Dadurch wurden Sachsen-Wittenberg das bereits vorher ausgeübte Recht der Königswahl sowie viele weitere Privilegien verbrieft, was die Herzöge unter die ranghöchsten Fürsten des Reiches aufsteigen ließ. Das Herzogtum an der mittleren Elbe und die Stadt Wittenberg erfuhren somit einen Bedeutungsgewinn, denn Sachsen-Wittenberg war endgültig zu einem der sieben deutschen Kurfürstentümer aufgestiegen. Von der Größe blieb es allerdings ein eher unbedeutendes Territorium im Reich. Die Fläche lag bei etwa 4500 bis 5000 km². Größere städtische Zentren gab es nicht. Interessant machte das Gebiet die strategische Lage entlang des mittleren Elbeverlaufs.
Die sächsischen Kurfürsten bekleideten zudem das Amt des Erzmarschalls des Heiligen Römischen Reiches.
Die Askanier von Sachsen-Lauenburg verloren daraufhin endgültig alle beanspruchten Forderungsrechte der Kurstimme, die allein auf Sachsen-Wittenberg übergingen. Dazu gehörte auch das Recht des Schwerttragens auf dem Reichstag.

### Neubelehnung des Kurfürstentums

Wappen des Reichsmarschalles des Heiligen Römischen Reiches

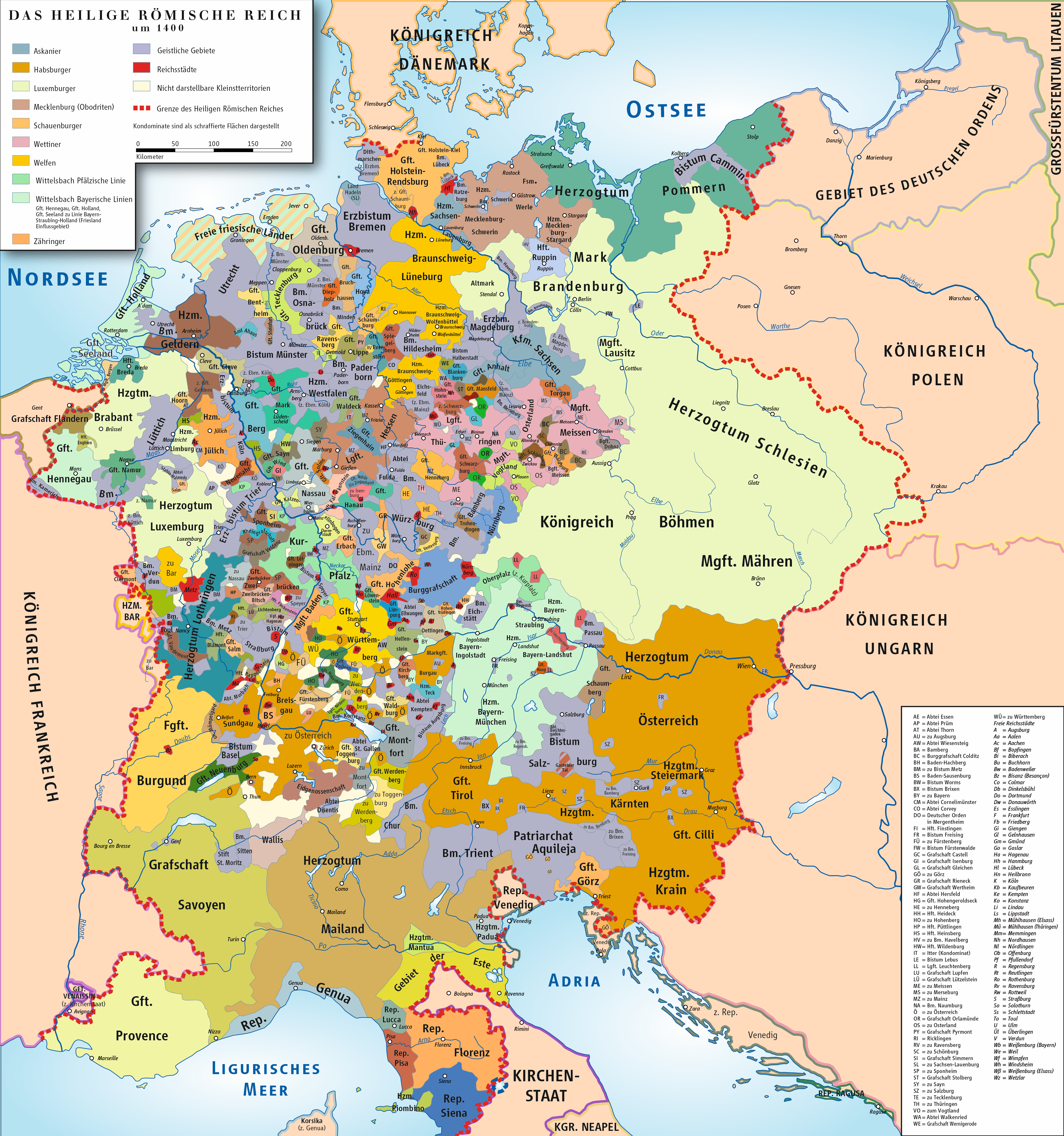
Das Heilige Römische Reich um 1400: Das damalige (askanische) Kurfürstentum Sachsen, die Markgrafschaft Meißen und die Landgrafschaft Thüringen wurden 1423 zum Kernland des modernen (nun wettinischen) Kurfürstentums Sachsen

Das askanische Haus Sachsen-Wittenberg wurde nach 1400 von einer erstaunlichen Zahl von Unglücksfällen heimgesucht. Im November 1422 verstarb Albrecht III., Kurfürst und Herzog von Sachsen-Wittenberg aus dem Geschlecht der Askanier, ohne erbberechtigte Nachkommen.
Der deutsche König zog das Herzogtum als erledigtes Reichslehen ein. Dies passierte auf Basis der Bestimmungen der Goldenen Bulle von 1356. Danach war bei Aussterben eines Kurhauses das Land mit der Kurstimme vom König neu zu vergeben. Sachsen-Wittenberg verfügte nur über geringe Macht, jedoch war es als Kurfürstentum mit einem hohen Rang ausgestattet. Deshalb war die Neubesetzung des Sachsen-Wittenberger Gebiets auch begehrt.
In der Folge erhoben sowohl die lauenburgischen Askanier unter Herzog Erich V. als auch die meißnischen Wettiner in Person von Friedrich I. Anspruch auf Sachsen-Wittenberg und die damit verbundene Kurwürde. Im Rahmen der deutschen mittelalterlichen Ostsiedlungen östlich von Saale und Elbe waren die Wettiner in ihren markgräflichen Stellungen zu größeren Territorialkomplexen gekommen, die südlich und östlich an Sachsen-Wittenberg angrenzten.
Der Anspruch Friedrichs I. begründete sich in seinem Engagement in Reichsangelegenheiten beim Kampf gegen die böhmischen Hussiten. 1423 sprach König Sigismund das politische Erbe Albrechts III. als erledigtes Reichslehen den wettinischen Markgrafen von Meißen zu und verlieh ihnen das Kurfürstentum Sachsen, womit auch die Kurwürde auf sie überging. Infolgedessen ging die Markgrafschaft Meißen im Kurfürstentum Sachsen auf und verlor ihre Eigenschaft als selbständiges Fürstentum. Der Übergang erfolgte mit der weiteren Bindung der Kurfürstenwürde an Wittenberg. Dies heißt also, wer Wittenberg besaß, hatte auch Kurfürstentitel und die Kurstimme des Erzmarschalls inne. Kursachsen blieb auf das Gebiet von Sachsen-Wittenberg beschränkt. Das ehemalige Herzogtum wurde als Kurkreis in das Herrschaftsgebiet der Wettiner eingegliedert und konnte noch bis 1548 eine quasi dominante Stellung im wettinischen Gesamtstaat wahren.
Die Wettiner, ihre Besitzungen von Landsberg und Brehna erweiternd, waren schon 1089 Markgrafen der Lausitz, 1125 Markgrafen von Meißen gewesen und konnten nun mit Sachsen-Wittenberg ein strategisch wichtiges Gebiet im Norden ihrer Gebiete dazugewinnen. Dies ermöglichte ihnen eine verkehrsräumliche Anbindung zu wichtigen norddeutschen Städten wie zum Beispiel Magdeburg und eine verstärkte Einbindung ins mittlere Elbeland bis hin zum Harzvorland, das zu dieser Zeit bereits dicht besiedelt war und wichtige wirtschaftliche Impulse lieferte. So ermöglichte der Zugang zur Elbe die Teilnahme an der Handelstätigkeit mit der Hanse, die entlang des Flusses mehrere Städte in den Verbund aufgenommen hatte. Das einstige Kolonialland zwischen Saale und Elbe fand durch diese reichspolitische Aufwertung Anschluss an das Altsiedelland im Westen, nahezu zeitgleich mit der Neubelehnung des Kurfürstentums Brandenburg durch die Hohenzollern. Die Wettiner stiegen fortan zur Hegemonialmacht in Mitteldeutschland auf. Politisch erwiesen sich die Wettiner zukünftig als engagierte Sachwalter des Reiches und formten vor allem durch Käufe im 15. Jahrhundert einen zusammenhängenden Territorialkomplex.
Von dem Gebiet um Wittenberg, dem späteren Kurkreis, wanderte der Name „Sachsen“ allmählich auf alle an der oberen Elbe gelegenen Gebiete der Wettiner.

### Unter den Wettinern ab 1423
Die politische Entwicklung im Kurfürstentum Sachsen wurde zwischen 1423 und 1485 durch drei Ereignisse beeinflusst: die Altenburger Teilung, den sächsischen Bruderkrieg und den Altenburger Prinzenraub. Im neu entstandenen Kurfürstentum Sachsen entwickelten und profilierten sich Adel, Geistlichkeit und Städte zu einflussreichen Ständen, die an Politik und Verwaltung wachsenden Anteil nahmen. Ab 1485 wurde Sachsen erneut in einen ernestinischen und einen albertinischen Landesteil getrennt.

#### Formung des Territorialkomplexes im Spätmittelalter

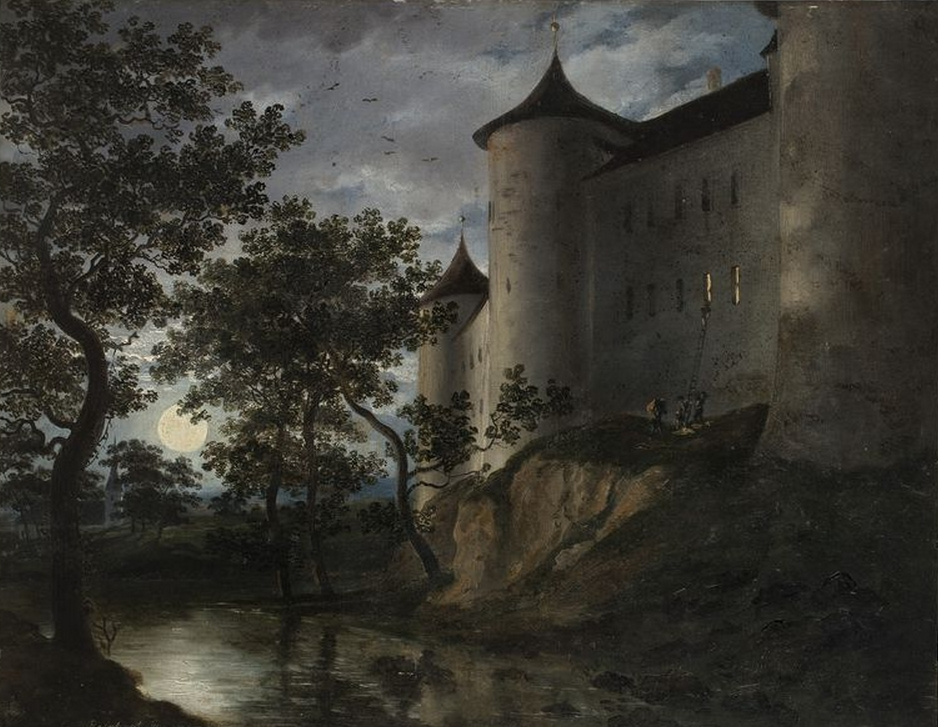
Johann Christian Reinhart: Der sächsische Prinzenraub. Öl auf Bütten, 1785.

Am 6. Januar 1423 wurde der meißnische Markgraf Friedrich IV. der Streitbare vorläufig und am 1. August 1425 formell in Budapest durch den späteren Kaiser Sigismund mit dem Herzogtum Sachsen-Wittenberg belehnt; als Friedrich I. war er nun Herzog und Kurfürst des Reiches. Er setzte sich damit gegen mehrere Konkurrenten durch. Ein Prozess des Herzogs Erich V. von Sachsen-Lauenburg gegen diese Entscheidung auf dem Konzil von Basel blieb ohne Erfolg.
Um 1430 folgten in den Hussitenkriegen Einfälle der Hussiten in Sachsen, die zu Zerstörungen von Städten führten. Zwar hatte Kurfürst Friedrich II. mit ihnen am 23. August 1432 schon einen Sonderfrieden auf zwei Jahre geschlossen, doch erst 1436 endeten die Kriegshandlungen überall. Das bisherige Machtzentrum der Wettiner, Meißen mit seiner Albrechtsburg, verlor nach und nach seine politische Bedeutung. Da auch Repräsentation und Residenz in der Frühphase der Renaissance an Bedeutung gewannen, schufen die Wettiner im Elbkessel Dresden gegen Ende des 15. Jahrhunderts eine neue Residenz. Sie wurde der ständige Aufenthaltsort des Kurfürsten, seiner Räte und Verwaltungsbeamten. Dort gab es ein wärmeres Mikroklima, das den Weinanbau ermöglichte, und eine attraktive Umgebung mit der Nähe zum Elbsandsteingebirge.
Die gestiegenen Aufwendungen des Kurfürsten für Ausrüstung und Erhaltung des Heeresaufgebot oder auch für den eigenen Hofstaat konnte nicht mehr allein von den eigenen Herrschaften bestritten werden. Die Lösung bestand in der Erhebung neuer Steuerarten. Hierfür bedurfte es aber auch der Einwilligung der Stände. Die unter Friedrich II. organisierte Zusammenkunft der Stände 1438 gilt als der erste Landtag Sachsens. Die Stände Sachsens erhielten das Recht, sich bei Neuerungen im Steuerwesen auch ohne Einberufung durch den Herrscher zusammenzufinden. Dadurch fanden immer häufiger Landtage statt und formten so den wettinischen Ständestaat aus, der bis ins 19. Jahrhundert Bestand hatte.
Wie auch in anderen deutschen Häusern üblich, teilten die Wettiner regelmäßig ihre Besitzungen unter Söhnen und Brüdern auf, was häufig zu familieninternen Spannungen führte. Nach dem Tod von Friedrich IV. Landgraf von Thüringen, 1440, fiel durch einen wettinischen Heimfall die Landgrafschaft Thüringen zurück an das Kurfürstentum. Uneinigkeiten zwischen seinen Neffen Kurfürst Friedrich II. und Wilhelm III. führten zunächst zur Altenburger Teilung. In der Altenburger Teilung 1445 erhielt Wilhelm III. den thüringischen und fränkischen Teil, Friedrich den Ostteil des Kurfürstentums. Die Bergwerke blieben gemeinsamer Besitz.
Trotz des Halleschen Machtspruchs im Jahr 1445 eskalierte der Konflikt, da Friedrich am 26. September 1445 in Leipzig Thüringen wählte und nicht Meißen. Daraufhin brach der Sächsische Bruderkrieg aus. Nach fünf Jahren Krieg war schließlich der gleiche Zustand wie 1446 erreicht, aber weite Landesteile waren verwüstet. Der Krieg wurde schließlich mit dem Frieden zu Pforta am 27. Januar 1451 beendet. Der Vertrag bestätigte die Altenburger Teilung, wodurch vorübergehend der wettinische Machtbereich in einen östlichen und einen westlichen Teil aufgeteilt wurde. Der westliche Teil Sachsens, der seit 1382 durch eine Nebenlinie der Wettiner regiert wurde, fiel nach dem Tode ihres letzten Vertreters, Herzog Wilhelms III. von Sachsen, im Jahr 1482 zurück an die wettinische Hauptlinie, wodurch die Einheit des Landes wiederhergestellt wurde. Als Folge des Krieges ereignete sich 1455 der Prinzenraub Ernst und Albrechts zu Altenburg.
Von großer Bedeutung für die Landesentwicklung war die 1459 erzielte Einigung zwischen Kurfürst Friedrich II. und Georg von Podiebrad, König von Böhmen, beim Egerer Hauptvergleich, die eine Erbeinigung und eine eindeutige Grenzziehung zwischen dem Königreich Böhmen und Sachsen mit sich brachte.

#### Beginn der gemeinsamen Herrschaft Ernsts und Albrechts
Als Kurfürst Friedrich II. am 7. September 1464 in Leipzig starb, trat der älteste Sohn Ernst mit 23 Jahren die Nachfolge an. Damit begann eine fast zwanzigjährige Zeit gemeinsamer Regierung mit Herzog Albrecht. Beide regierten zunächst einträchtig, begünstigt durch einen einsetzenden lange anhaltenden Wirtschaftsaufschwung und eine zunehmende städtebauliche Entwicklung im Land. Die Absprache aller politischen Handlungen und Entscheidungen wurde durch eine gemeinsame Hofhaltung beider Familien im Dresdner Schloss gesichert. Ab 1471 ließen beide auf dem Burgberg in Meißen ein neues Schloss nach französischem Vorbild bauen. In ihrer Politik verfolgten die Brüder einen weiteren Ausgleich mit Böhmen und leisteten dem Reich aktive militärische Hilfe gegen das Osmanische Reich und gegen Burgund.
In die Zeit der gemeinsamen Herrschaft von Ernst und Albrecht fallen umfangreiche Silberfunde im Erzgebirge, die mit dem sogenannten Zweiten Großen Berggeschrey einen nachhaltigen wirtschaftlichen Aufschwung stimulierten. Seit den 1470er Jahren verlagerte sich der Schwerpunkt des Silberbergbaus von Freiberg in das mittlere und westliche Erzgebirge. Die üppigen fürstlichen Dividenden aus dem Bergbau ermöglichten den sächsischen Fürsten eine breite innen- und außenpolitische Agenda. Die vorhandene Finanzkraft wurde in den Ankauf von Herrschaften innerhalb des wettinischen Herrschaftsgebiets und in die Ausweitung des Territoriums nach Norden und Osten reinvestiert.
Leipzig avancierte zu einem bedeutenden wirtschaftlichen Zentrum des Heiligen Römischen Reichs, nachdem es vom Kaiser das Recht erhalten hatte, dreimal im Jahr Jahrmärkte abzuhalten. Auf diesen Reichsmessen konnten die Kurfürsten die Silberfunde in Bares ummünzen, verfügten dadurch über volle Haushaltskassen und begannen eine rege Bautätigkeit. Bedingt durch die kaiserlich verliehenen Markt- und Stapelrechte der Stadt Leipzig erhöhte sich die Verkehrsfrequenz auf der Via Regia Lusatiae Superioris, der bedeutendsten Verkehrsroute zwischen West- und Osteuropa, die in Leipzig die Via Imperii kreuzte. So wurde Leipzig zu einem kontinental bedeutenden Handelsplatz für ganz Europa. Aus der Freien Reichsstadt Nürnberg, die ein bedeutendes Wirtschaftszentrum in Europa zu dieser Zeit war, siedelten von 1470 bis 1650 mehr als 90 Kaufleute mit ihren Familien nach Leipzig über. Das Handelsnetzwerk vergrößerte sich dadurch und umfasste ganz Europa, Händler aus allen Orten Europas boten fortan ihre Waren in Leipzig an. Leipzig wurde zu einem Drehpunkt für alle Teile Europas. Die Zolleinnahmen entlang der Wegstrecke kamen wiederum der kurfürstlichen Kasse zugute. 1480 ließ sich der Buchdrucker Konrad Kachelofen aus Nürnberg in Leipzig nieder und begründete mit seiner Buchdruckpresse die Leipziger Tradition des Buchdrucks.
Die Landesorganisation wurde basierend auf der Landesordnung von 1384 ausgebaut. Die Landesordnung von 1482 regelte die Aufrechterhaltung des Landfriedens, die rechtlichen und sozialen Verhältnisse im Land und normierten teilweise das öffentliche Leben. 1483 richteten der Kurfürst Ernst und sein Bruder Herzog Albrecht ein Gericht mit festem Sitz in Leipzig als Oberhofgericht ein. Es war mit Adligen und Bürgerlichen besetzt. Es war die erste selbständige, vom Fürsten und Hof losgelöste Behörde Kursachsens. Eine effektive Lokal- und Zentralverwaltung sicherte die Herrschaft der Kurfürsten. Auch die innere Sicherheit wurde wiederhergestellt, nachdem das Raubrittertum in Deutschland zu Unruhe und Unsicherheit geführt hatte. Das Fehdewesen wurde beseitigt, die Straßen vor Raubüberfällen gesichert und ein effizientes Rechtssystem aufgebaut. Sachsen wurde im Vergleich zu den anderen deutschen Ländern ein kulturell, wirtschaftlich und staatlich weit fortgeschrittenes Staatswesen dieser Zeit.
Der westliche Teil Sachsens, der seit 1382 durch eine Nebenlinie der Wettiner regiert wurde, fiel nach dem Tode ihres letzten Vertreters, Herzog Wilhelm III. von Sachsen, im Jahr 1482 wieder zurück an die wettinische Hauptlinie unter Kurfürst Ernst. In dessen Hand befand sich nunmehr ein auch im europäischen Maßstab bedeutender Territorialkomplex. Dadurch wurde Sachsen neben dem habsburgischen Machtbereich zur zweiten Macht im Heiligen Römischen Reich. Das Familiennetzwerk der Wettiner hatte sich ausgeweitet. So gab es wettinische Familienmitglieder als geistliche Würdenträger von Magdeburg, Halberstadt und Mainz. Weitere Anwartschaften bestanden auf die niederrheinischen Herzogtümer Jülich und Berg, Quedlinburg und Erfurt. Die dynastische Erb- und Familienpolitik wies auf weitere Ausdehnungsbestrebungen hin. Allerdings konnte diese günstige familiäre Position nicht gehalten werden.

#### Erneute Landesteilung
Die Spannungen, die in den familiären Verhältnissen ihren Ursprung hatten, nahmen zwischen beiden Brüdern zu und eskalierten seit 1480, als Albrecht die gemeinsame Hofhaltung aufgab und mit seiner Familie und seinem Hofstaat nach Torgau in das Schloss Hartenfels umzog. Am 26. August 1485 vereinbarten die beiden Wettiner in Leipzig die Teilung ihres Besitzes, die am 11. November 1485 vollzogen wurde. Albrecht konnte als Jüngerer den eigenen Landesteil aussuchen, während Ernst die Teilung bestimmte. Sie ging als Leipziger Hauptteilung in die Geschichte Sachsens ein. Die Mehrzahl der Territorien wurde nun getrennt regiert. Die Leipziger Teilung, die ursprünglich nicht auf Dauer angelegt war, schwächte in erheblichem Maße die zuvor sehr mächtige Stellung des Kurfürstentums Sachsen im Heiligen Römischen Reich. Das einvernehmliche Verhältnis zwischen Albert und Ernst, das für eine enge Verbindung beider Landesteile sorgte, schlug nach einigen Jahrzehnten in offene Konfrontation beider Herrscherhäuser um.
| Ernestiner – Kurfürstentum Sachsen | Albertiner – Herzogtum Sachsen (1485–1547) |
| --- | --- |
| Ernst hatte mit seiner Residenz Torgau den Schwerpunkt im Norden und verfügte über den prestigeträchtigen Kurkreis im Norden. Sein kontrolliertes Territorium bestand neben dem Hauptkomplex aus 14 weiteren Exklaven. Die Ernestiner behielten den Kurfürstentitel bei, der auf alle männlichen Mitglieder der Familie übertragen werden konnte. Im ernestinischen Kurfürstentum stiftete Friedrich der Weise die Universität Wittenberg, von der die kirchenpolitische Reformation ausging. 1505 berief Kurfürst Friedrich den Maler Lucas Cranach der Ältere an seinen Wittenberger Hof. Dieser wirkte jahrzehntelang in Wittenberg und schuf bleibende Werke, die die Reformationszeit von Wittenberg in die Welt trugen. Kurfürst Friedrich baute den Kreis Kursachsen als Territorium aus und erweiterte dazu unter anderen in Torgau und Wittenberg die Schlösser zu repräsentativen Residenzen. Vom Thesenanschlag 1517 in Wittenberg bis zur Beendigung des Schmalkaldischen Krieges standen der Kurkreis und die ernestinischen Besitzungen von Sachsen im Mittelpunkt der Weltöffentlichkeit, da hier die erste Phase der Reformation verankert wurde, die sich weltweit verbreitete. Der ernestinische Kurfürst Friedrich der Weise (1486–1525) schützte Martin Luther. Dadurch gerieten die Ernestiner allerdings auch in den Gegensatz zu ihren albertinischen Vettern, die in den ausbrechenden Konfessionskämpfen zunächst der kaiserlich-katholischen Seite die Treue hielten. Die ernestinische Seite engagierte sich bezogen auf die Reformation reichsweit, sie bildete mit dem Schmalkaldischen Bund ein Gegengewicht zur kaiserlich-katholischen Seite und forderte diese offen heraus. | Albrecht residierte als Herzog von Sachsen in Dresden und besaß den Schwerpunkt im Osten. Er verfügte über den strategisch besseren Territorialkomplex, weil dieser aus nur zwei Hauptterritorien bestand und vier weitere Exklaven aufwies. Die beiden größten sächsischen Städte Leipzig und Dresden lagen in diesem Herrschaftskomplex. Finanzwirtschaftliche Entwicklung: - Bedingt durch die vielen Silberfunde im Erzgebirge folgte 1500 eine Münzreform, die Leipziger Münzordnung, welche die Einführung des Klappmützentalers als gemeinsame Währung beider Landesteile mit sich brachte. Dies begünstigte eine Ausweitung der Geldwirtschaft, die zu einem anhaltenden Wirtschaftswachstum beitrug. - Die Sächsische Münztrennung führte ab 1530 zu einer auch wirtschaftspolitisch getrennten Entwicklung beider Territorien. - Ebenso entstand im Bergbau mit dem Kux, einer Vorstufe der Aktie, eine Form der Kapitalbeteiligung. Arbeit und Kapital begannen sich zu trennen. Dies beschleunigte den Geldumlauf und führte zu schnelleren Warenaustauschprozessen. - Die Gesellschaft in Sachsen, getragen durch das städtische Bürgertum, gewöhnte sich an das geldwirtschaftliche Denken. Im albertinischen Lager wurde Dresden als Residenzsitz erweitert. Die fürstlicherseits damit angeschobene sächsische Renaissance prägte sich auch im albertinischen Landesteil aus. Der albertinische Herzog Georg der Bärtige (1500–1539) bekämpfte Martin Luther und lehnte ein offenes Vorgehen gegen den Kaiser ab. Erst nach Georgs Tod wurde die Reformation auch im albertinischen Landesteil eingeführt. |

Die Ereignisse des Bauernkrieges von 1525 streiften sächsische Territorien nur am Rande im Vogtland und im Erzgebirge. Der Druck auf die Bauernschaft war in Sachsen niedriger als in den südwestlichen Gebieten des Reiches. Dies erklärt sich durch die starke landesherrliche Stellung und Verwaltung, die Willkürformen des gutsbesitzenden Adels Schranken auferlegten.

#### Aufstieg der Albertiner zur protestantischen Schutzmacht im Reich

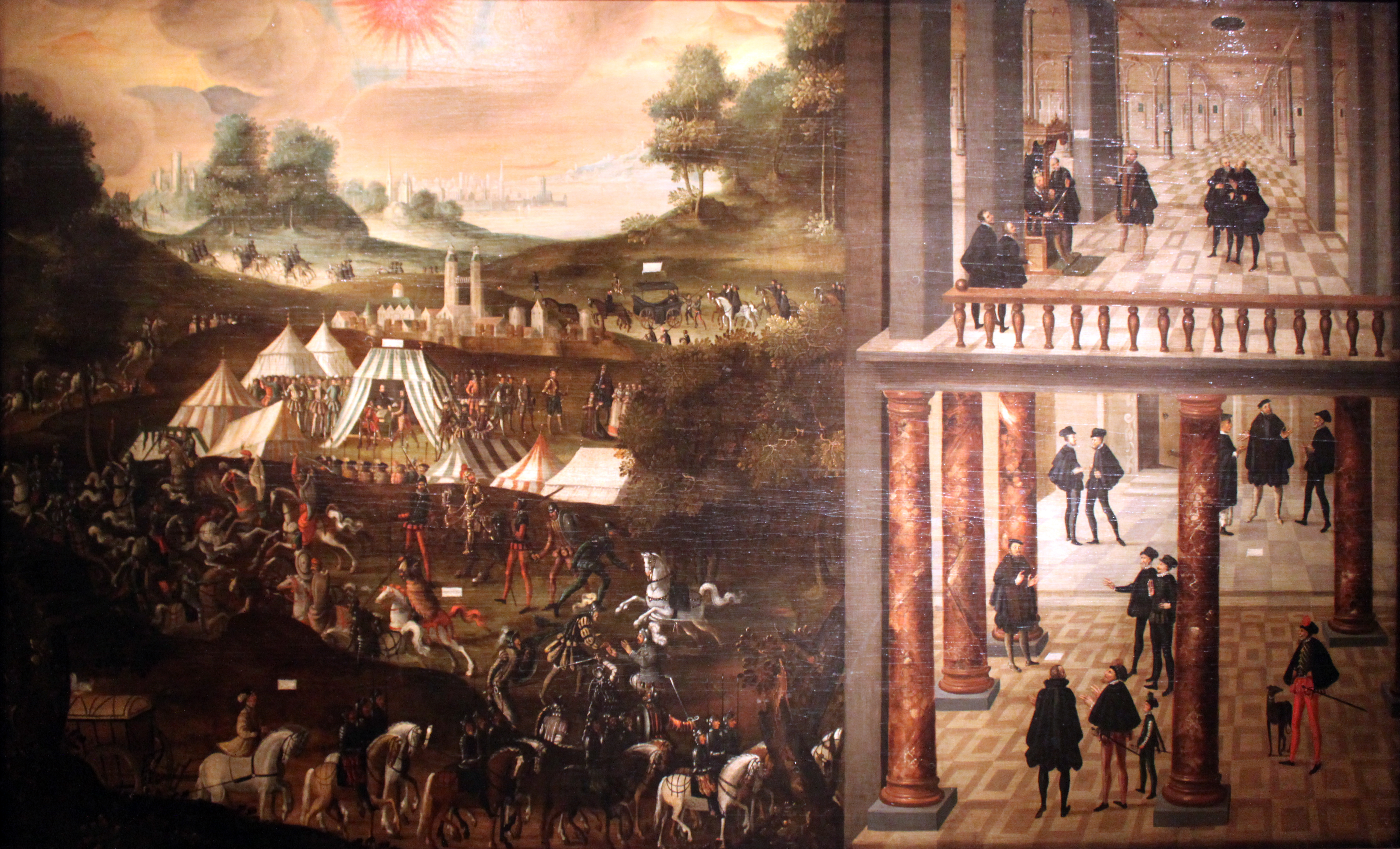
Schlacht bei Mühlberg 1547 und Gefangennahme Kurfürst Johann Friedrichs von Sachsen. Gemälde von 1630, Deutsches Historisches Museum Berlin

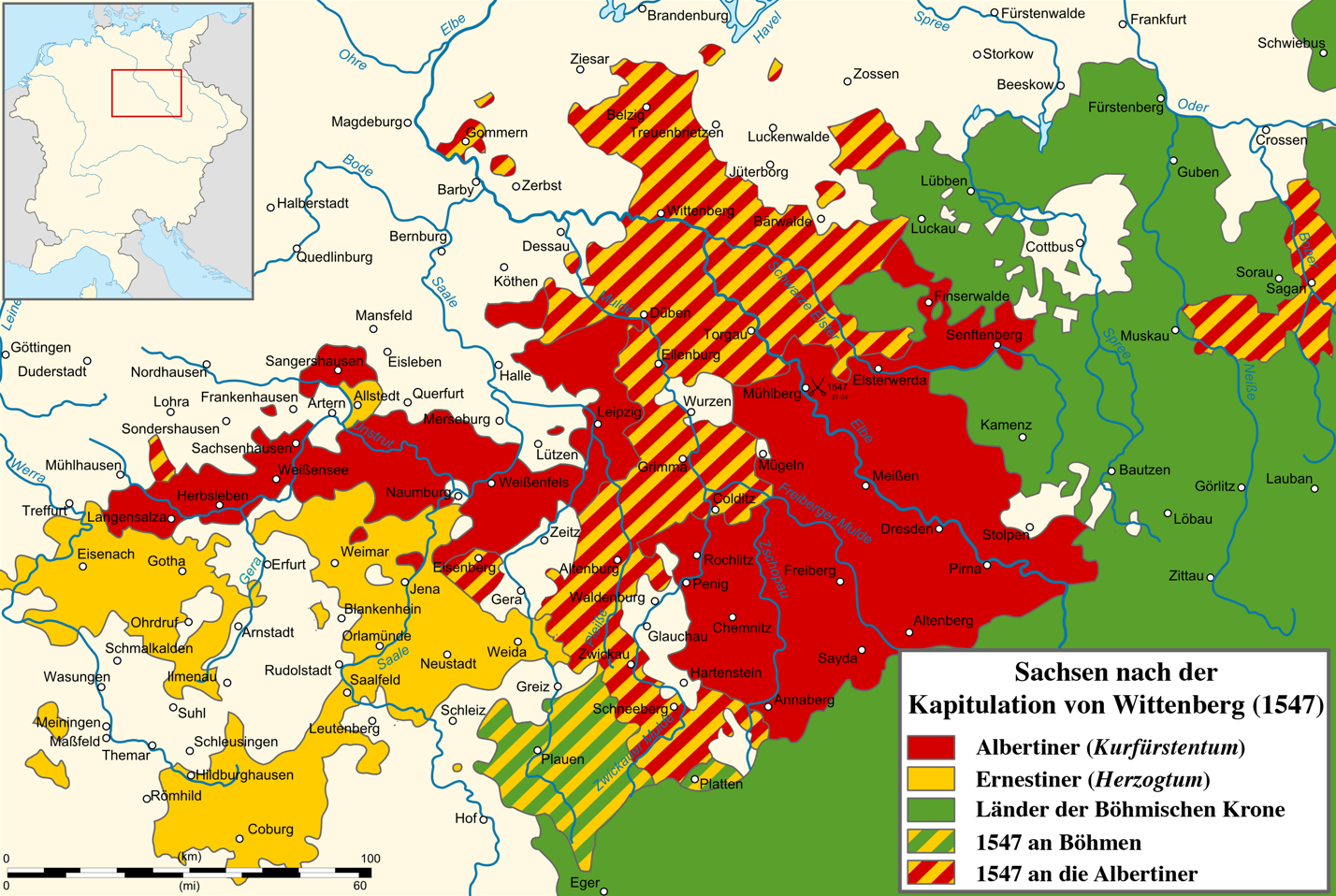
Gebietsänderungen nach 1547 infolge des Schmalkaldischen Krieges

In der Schlacht bei Mühlberg im Schmalkaldischen Krieg besiegte der albertinische Herzog Moritz von Sachsen (1547–1553) als Verbündeter von Kaiser Karl V. seinen Vetter, den ernestinischen Kurfürst Johann-Friedrich von Sachsen-Wittenberg. Nach der Niederlage erfolgte am 19. Mai 1547 die Wittenberger Kapitulation des Ernestiners. Am 4. Juni 1547 wurde der Albertiner Moritz im Feldlager beim Hofgestüt Bleesern vor Wittenberg durch Kaiser Karl V. mit der Kurwürde belehnt, auf dem Augsburger Reichstag am 24. Februar 1548 folgte die feierliche Belehnung mit dem Herzogtum Sachsen-Wittenberg.
Die ernestinische Linie verlor die Hälfte ihres Besitzes und behielt nur die Ämter Weimar, Jena, Saalfeld, Weida, Gotha, Eisenach und Coburg. Allerdings kamen die Ämter Dornburg, Camburg und Roßla 1547, die Ämter Sachsenburg, Altenburg, Herbsleben und Eisenberg durch den Naumburger Vertrag 1554 an das ernestinische Sachsen. Das verbliebene ernestinische Herzogtum teilte sich in der Folge von Erbteilungen wiederum in verschiedene Linien, die Ernestinischen Herzogtümer. 1572 begann die fortwährende Zersplitterung des ernestinischen Besitzes in zahlreiche Kleinstaaten. Es bildeten sich 1640 zwei ernestinische Hauptlinien heraus: Das Haus Sachsen-Weimar und das Haus Sachsen-Gotha. Während Ersteres nur wenige Nebenlinien hatte, die schließlich zu Sachsen-Weimar-Eisenach vereint wurden, zählte das Haus Sachsen-Gotha sehr viele Nebenlinien, die meist über ein eigenes Land herrschten. Die letzten drei dieser Herzogtümer gingen nach 1918 wie Sachsen-Weimar-Eisenach im Freistaat Thüringen auf.
Die albertinischen Territorien wurden weitgehend zum Traditionsträger des heutigen Sachsens. Sachsen wurde erneut nach den habsburgischen Ländern zum zweitwichtigsten deutschen Land im Heiligen Römischen Reich mit der Fähigkeit, die Reichspolitik maßgebend mitzubestimmen.
Kursachsen bildete nun einen geschlossenen obersächsisch-thüringischen Flächenstaat entlang des mittleren Elbelaufs, der allerdings keine abgeschlossene territoriale Gliederung aufwies. Auf die Auffüllung der Lücken waren Kurfürst Moritz und sein Nachfolger, sein Bruder August bedacht. Die für die albertinische Linie aus Dresden dazugewonnenen Städte und Räte huldigten dem neuen Fürsten Moritz. Melchior von Ossa nahm im Kurkreis die Huldigung auf den neuen Kurfürsten Moritz entgegen. Am 13. Juli 1547 wurde für zwei Wochen ein Landtag in Leipzig einberufen, in dem sich die Stände des alten und neuen Gebietsbereichs, Grafen und Herren, Ritterschaft und Städte zusammenfanden und eine Landesvertretung bildeten.
Entgegen den Zusagen des Kaisers erhielt Moritz nicht die gesamten ernestinischen Gebiete. Moritz gelang es, den Weg zur Anerkennung des neuen Glaubens im Reich frei zu machen. „Seitdem war das Kurfürstentum Sachsen die bedeutendste Schutzmacht des evangelischen Glaubens im herrschaftlich wie konfessionell zersplitterten Deutschen Reich.“ Am 9. Juli 1553 starb der erst 32-jährige Kurfürst an den Folgen einer in der Schlacht bei Sievershausen erlittenen Kriegsverletzung. Nach Abschluss des Augsburger Religionsfriedens 1555 stand Sachsen fest auf habsburgischer Seite. Kurfürst August verstand sich als Führer der lutherischen Reichsstände, in deren Interesse der zwischen Protestanten und Katholiken erreichte Status quo zu bewahren sei.
Der ernestinische Herzog Johann Friedrich der Mittlere beanspruchte die seinem Vater aberkannte Kurwürde weiterhin für sich. 1557 nahm er den fränkischen Ritter Wilhelm von Grumbach in seinen Dienst. Grumbach wartete wie der Herzog auf eine Gelegenheit, seinen vermeintlich zu Unrecht entrissenen Besitz mit Gewalt zurückzuholen. Nach Grumbachs Überfall auf Würzburg 1563 belegte Kaiser Ferdinand I. Grumbach mit der Reichsacht. Der Herzog nahm trotz kaiserlichen Verbots Grumbach wieder bei sich auf. Auf dem Reichsdeputationstag zu Worms 1565 übertrug Kaiser Maximilian II. dem sächsischen Kurfürsten den Vollzug der Reichsacht gegen Grumbach. Nachdem 1566 die Reichsacht auch gegen den ernestinischen Herzog ausgesprochen worden war, begann Kurfürst August die militärischen Aktionen. An der Spitze eines Heeres von 5.489 Reitern und 31 Fähnlein Fußvolk begann er am 24. Dezember 1566 die Belagerung von Gotha. Die Stadt kapitulierte am 13. April 1567. Herzog Johann Friedrich der Mittlere ergab sich seinem albertinischen Verwandten. Der erfolgreiche Vollzug der Reichsacht festigte Kursachsens Stellung im Reich. Nach der Grumbachschen Fehde wurden die albertinische Kurwürde und der Naumburger Vertrag von den Ernestinern nie wieder in Frage gestellt.

#### Landesausbau

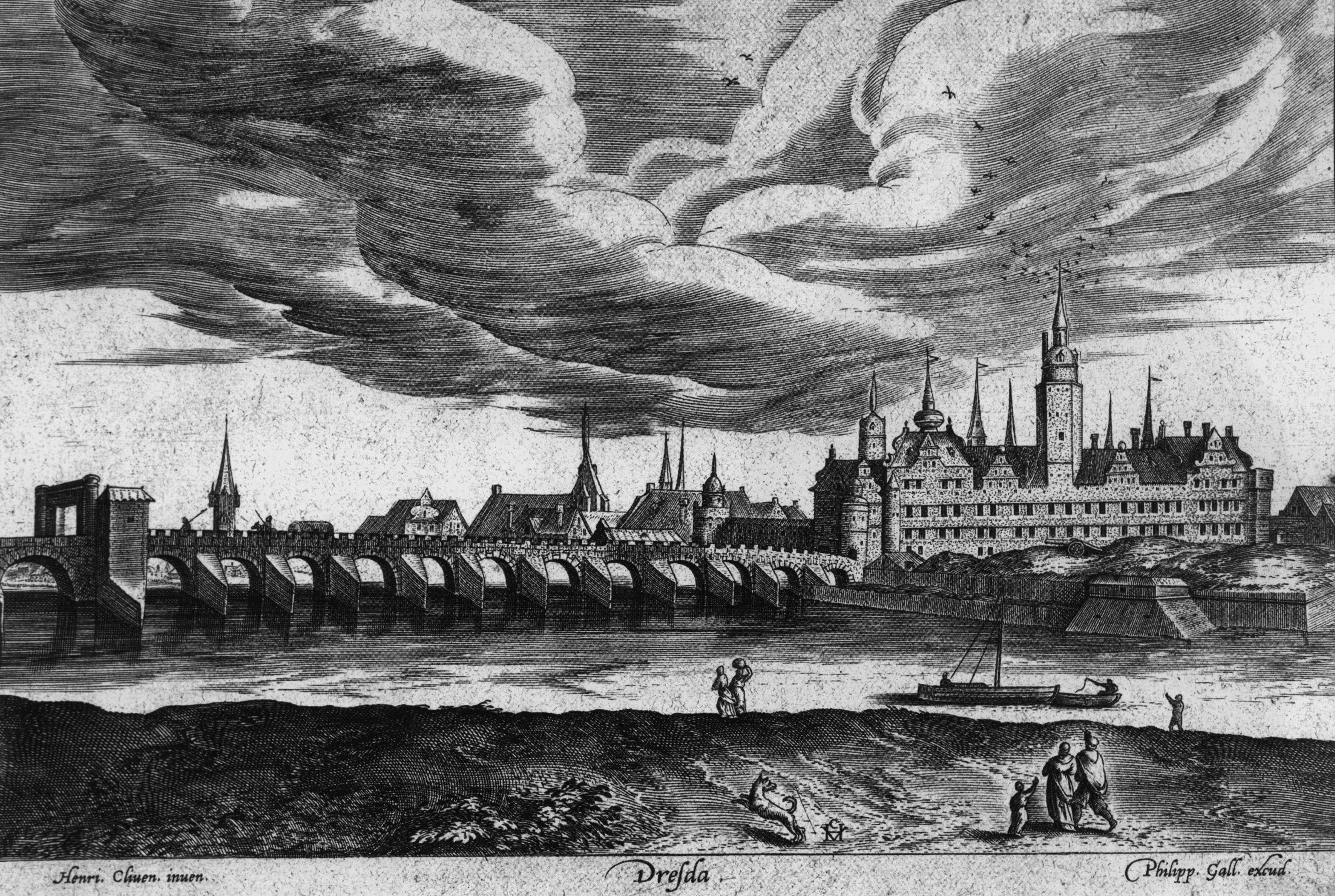
Elbbrücke und Residenzschloss Dresden 1550. In die unmittelbare Nähe des Schlosses wurde 1556 die bisherige Landeshauptmünzstätte Freiberg verlegt. Die räumliche Nähe der Münzstätte zum Fürstensitz zeigt die Bedeutung dieser Institution und auch das hohe Kontrollbedürfnis des Kurfürsten an.

Es folgten nach der Eingliederung der neuen Gebiete in den albertinischen Herrschaftsbereich umfassende Verwaltungsreformen, die den neu entstandenen Territorialkomplex neu ordneten. Wichtiger Ratgeber des Kurfürsten in diesen Fragen war Ludwig Fachs. Moritz „unterteilte sein Territorium in fünf Verwaltungskreise. Ihnen stand jeweils ein Oberhauptmann vor, der für die allgemeine und militärische Sicherheit sowie für das Finanzwesen in seinem Kreis zuständig war.“ Der Hofrat bildete fortan die zentrale oberste Verwaltungsbehörde, gefolgt von der mittleren Instanz, der Kreisverwaltung, vertreten durch die Oberhauptmänner. Die unterste staatliche Verwaltungsebene bzw. Beauftragten des Kurfürsten bildeten die Ämter, vertreten durch die Amtmänner. Damit entstand kurz nach Beendigung des Mittelalters in Europa ein funktionierender Instanzenzug, der mit der heutigen Verwaltungsgliederung vergleichbar ist. Neben der Verwaltung wurde auch das Gerichtswesen reformiert und am 22. Dezember 1548 die Oberhofgerichtsordnung erlassen. 1550 wurde das Hofgericht in Wittenberg wiederhergestellt. Mit Rundschreiben an die Städte und Ämter wurden diese aufgefordert, alle Einkommen und Einkommensverhältnisse zu erfassen und an den Hofrat zu senden. Das war der Beginn der Amtserbbücher, eines umfassenden landesweiten Katasters für eine geordnete Finanzverwaltung. Maßgeblich wurde die Verschriftlichung der Herrschaftsausübung durch Barthel Lauterbach gefördert. Weitere Fachbehörden wurden in den Bereichen Kirchen- und Justizwesen, Berg- und Münzwesen eingerichtet. 1547 verfügte der neue Kurstaat über zwei Universitäten (Leipzig und Wittenberg) mit je einer Juristenfakultät und neben den beiden Hofgerichten auch über zwei Schöffenstühle. Es entstand ein effektiv funktionierender Territorialstaat.

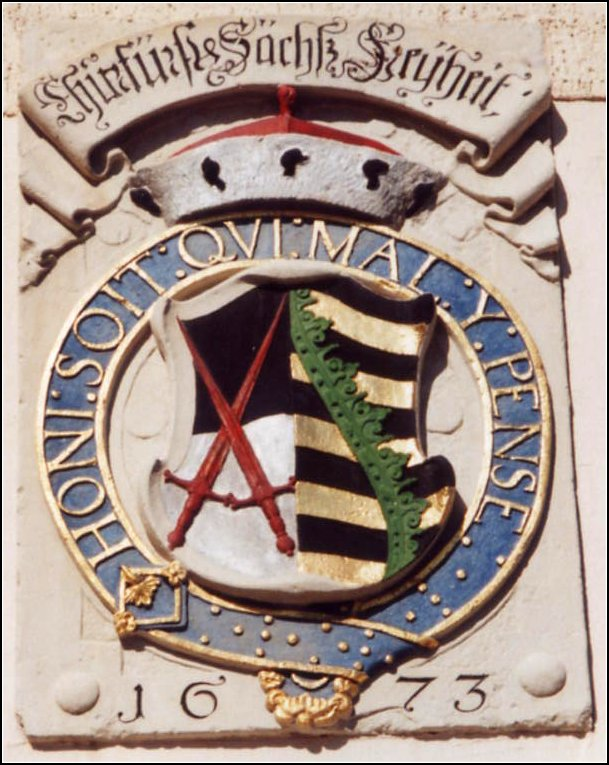
Stolpen: Kurfürstliches Wappen (1673) über dem Eingang des ehemals kurfürstlichen Amtshauses

1559 kamen die protestantisch gewordenen Bistümer Meißen, Merseburg und Naumburg und 1596 das Vogtland zum Kurfürstentum Sachsen dazu. Diese territoriale Arrondierung ermöglichte es dem Landesherren, den Landesausbau weiter voranzutreiben. Das Kurfürstentum erwirtschaftete jährlich 865.000 Gulden mittlere Staatseinnahmen. Dieser Gewinn wurde vor allem aus den Bergregalen und nicht aus der Münzprägung erwirtschaftet. Die Wettiner besaßen das alleinige Silbermonopol. Der Vorrat an Bargeld war zwar hoch, dennoch beliefen sich die Staatsschulden auf 2.400.000 Gulden. Verwaltungsreformen und eine aktive Wirtschaftspolitik in der zweiten Hälfte des 16. Jahrhunderts zeigten Erfolge. Laut Michael Richter wurde Sachsen „auf der Grundlage seines Handels, des Gewerbes und des Bergbaus zum reichsten deutschen Land dieser Zeit.“
Nach der Errichtung der Münzstätte Dresden im Jahr 1556 zur besseren Kontrolle ordnete Kurfürst August (1553–1586) die Schließung sämtlicher Landesmünzstätten an. 1586 wurde die erste Kursächsische Landesaufnahme unter Leitung von Matthias Oeder durchgeführt.
1572 folgte die Erlassung der Kursächsischen Konstitutionen, die sich aus Zivil-, Staats-, Lehn- und Erbrecht sowie dem Vertragsrecht zusammensetzten. Damit schuf Kurfürst August erstmals eine am Römischen Recht orientierte Zusammenstellung von geltendem Recht, nachdem sich widersprechende Urteile verschiedener Gerichte zunehmend zu Beschwerden geführt hatten.

#### Zweite Reformation

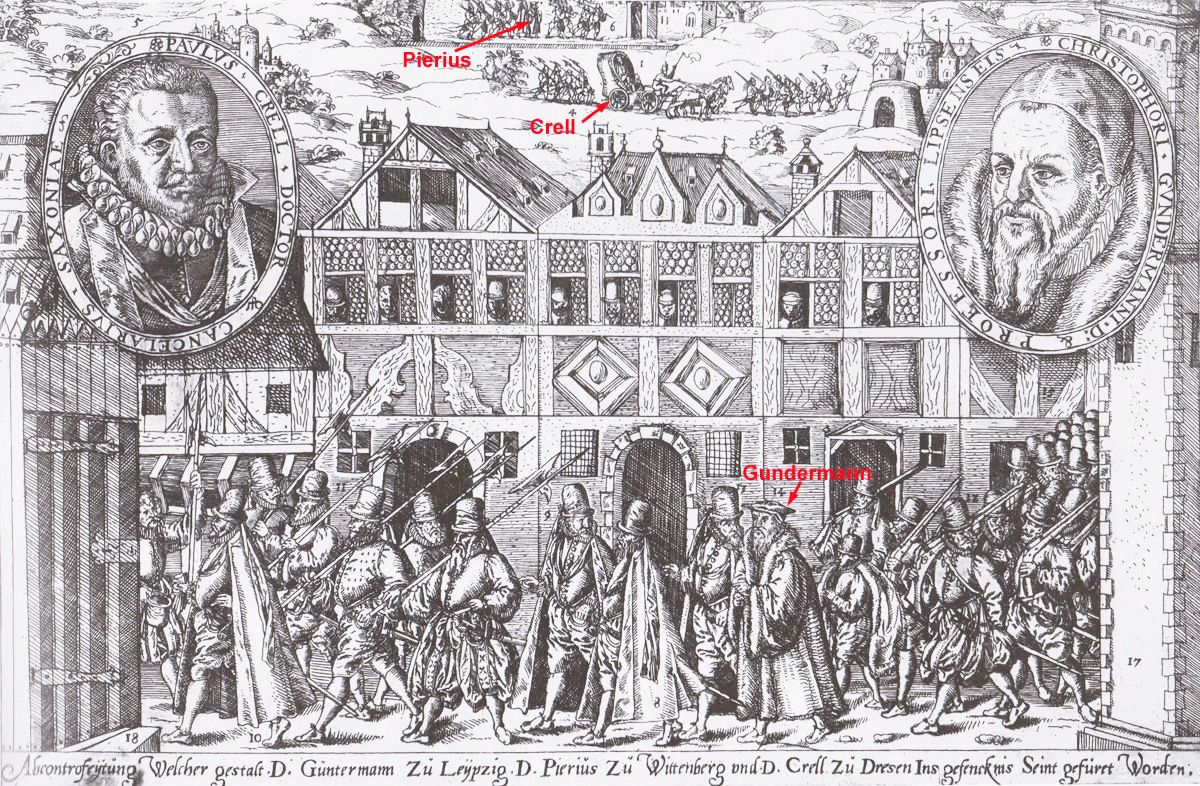
Calvinistensturm 1592, Festnahme Gundermanns, Krells, Pierius und weiterer Calvinisten

Trotz des Augsburger Religionsfriedens von 1555 musste die Verankerung der Reformation weiter aktiv betrieben werden. In den 1560er und 1570er Jahren begann aus dem Schweizer Raum eine von Zwingli und Calvin hervorgegangene Bewegung zur Abwehr der Gegenreformation nach dem Konzil von Trient 1564 sich in Europa auszubreiten. Die Bewegung des Calvinismus erreichte Kursachsen in der zweiten Hälfte der 1580er Jahre. Mit Regierungsantritt von Kurfürst Christian I. durch die Übernahme des Vorsitzes im Geheimen Rat am 24. Januar 1581 begann der Versuch, in Kursachsen die Zweite Reformation einzuführen. Nikolaus Krell, seit 1580 Hofrat in der Dresdner Regierung, und Andreas Paull, Mitglied des Geheimen Rats, waren dabei die mitbestimmenden politischen Kräfte und vertraten die reformierte Partei am Dresdner Hof, die sich bald gegen die lutherisch-orthodoxe Partei durchsetzte. Die neue Kirchenordnung wurde landesweit durchgesetzt. Mit dem Tod Christians I. nach schwerer Krankheit am 24. September 1591 endete der Versuch, in Sachsen ein reformiertes Kirchenwesen einzuführen, abrupt. Da der Nachfolger Christian II. erst acht Jahre alt war, wurde eine Vormundschaftsregierung unter Friedrich Wilhelm von Sachsen-Weimar von 1591 bis 1601 eingesetzt. Die calvinistischen Strömungen wurden fortan in Sachsen gewaltsam bekämpft, calvinistische Anhänger aus allen Ämtern entfernt und die Häuser von wohlhabenden Calvinisten gestürmt und angezündet. Nach der Verfolgung der Calvinisten insbesondere durch Kurfürst Augusts Leibarzt Caspar Peucer (1525–1602) und seinen Geheimen Rat Georg Cracau stellte die 1577 in Torgau erarbeitete Konkordienformel die letzte Bekenntnisschrift der lutherischen Kirche dar, welche letztlich in das Konkordienbuch, ein allumfassendes Kirchenrechtswerk, aufgenommen wurde. Ein kurfürstliches Instrument zur Durchsetzung der Reformation und zur Ordnung des religiösen Lebens in Kursachsen bildete die Visitation. Einzelne Visitatoren bereisten hierzu die einzelnen Kirchenorte. Die erste flächendeckende Visitation in Kursachsen fand von 1528 bis 1531 statt. Dabei galt der Theologe Jakob Andreae (1528–1590) als Generalorganisator. Seine Ziele stützten sich besonders auf die Durchsetzung der Konkordienformel und auf die Neuausrichtung des Führungspersonals als Folge der Verfolgungswellen von 1574.
Die gewachsenen Differenzen zwischen Reformierten und orthodoxem Luthertum verstärkten den Einfluss der Gegenreformation, die vom Kaiser betrieben wurde, erneut. Kursachsen versuchte im Reich zwischen den Parteien zu vermitteln. Trotzdem kam es 1608 zum Abbruch des Regensburger Reichstags durch die reformierten Reichsstände und danach zu einer weiteren Polarisierung der Kräfte. 1608 wurde als Bündnis der evangelischen Reichsstände die Union gegründet und 1609 folgte der Zusammenschluss der katholischen Reichsstände zur Liga. In diese Zeit der Polarisierung fiel der Jülich-Klevische Erbfolgestreit. Kursachsen machte beim Kaiser Erbansprüche auf das Gebiet geltend und erhielt von diesem den Zuschlag. Trotz der Belehnung des Kurfürsten mit den niederrheinischen Territorien besetzten jedoch Brandenburg und der Kurfürst von Pfalz-Neuburg die Herzogtümer, wodurch Sachsen leer ausging. Auf dem Kurfürstentag in Nürnberg im Oktober 1611 erhob der junge Kurfürst Johann Georg I., der seit 1611 die Regierungsgeschäfte als Kurfürst leitete, Anklage in der jülisch-clevischen Erbangelegenheit. Da der Kaiser 1612 starb, trat nach 93 Jahren wieder das Reichsvikariat ein. Der sächsische Kurfürst übte es ab Mai 1613 bis zur Wahl von Matthias zum neuen Kaiser auf dem Kurfürstentag zu Frankfurt am Main aus.

#### Dreißigjähriger Krieg

Mitteleuropa am Vorabend des Dreißigjährigen Krieges.
Kurfürstentum Sachsen (ohne die Lausitzen)

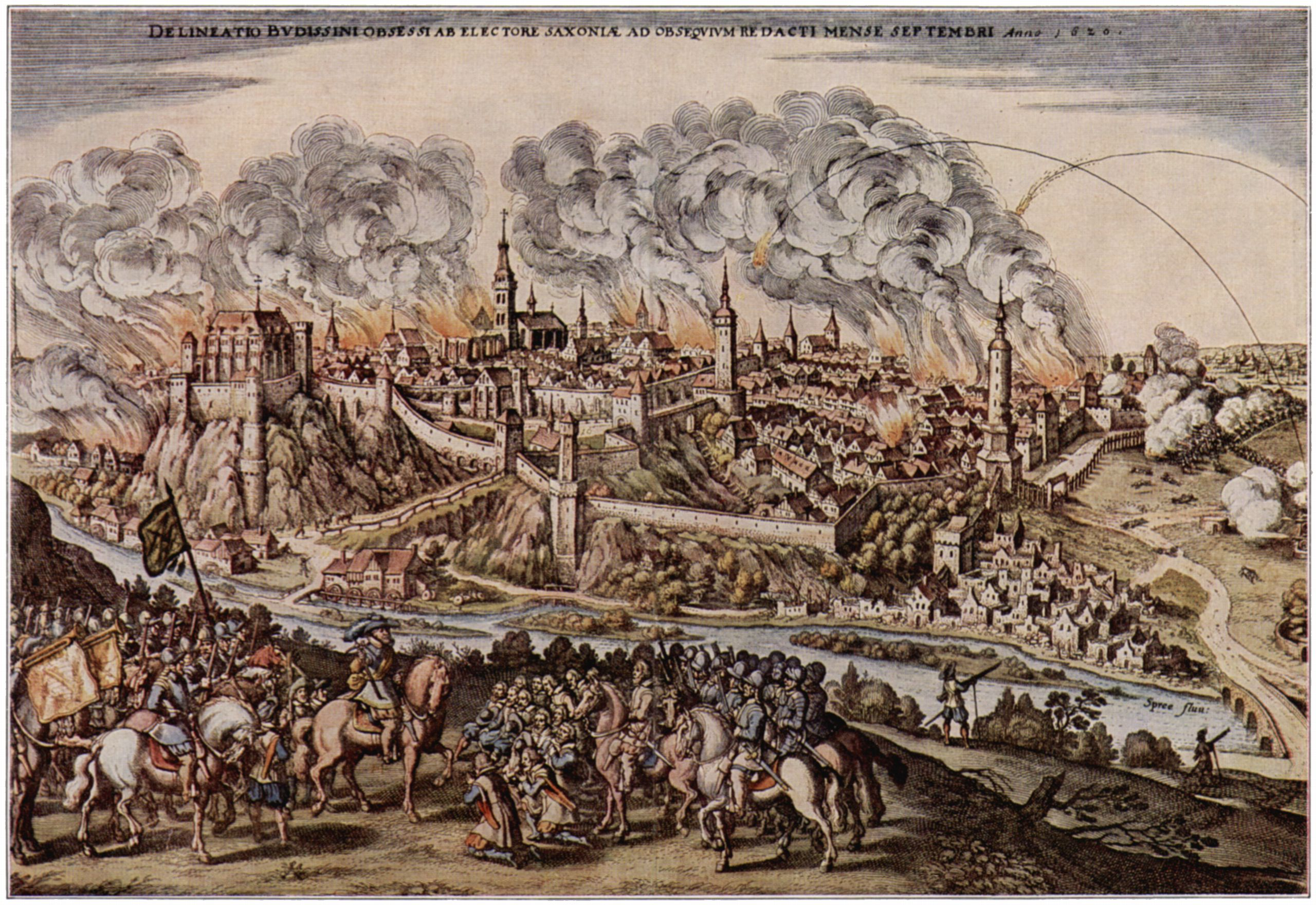
Die Belagerung von Bautzen durch Johann Georg I. von Sachsen im September 1620

Der Ausbruch des durch den zweiten Prager Fenstersturz eingeleiteten Böhmischen Ständeaufstands beendete die lange Friedenszeit. Der Kurfürst Johann Georg I. stellte sich 1618 auf die Seite des Kaisers. Er setzte damit auf Anraten seiner Regierung die seit Jahrzehnten gültige sächsische Reichspolitik fort. Ihr Ziel war es, den im Augsburger Religionsfrieden erreichten status quo zu wahren. Man war sich 1618 in Dresden bewusst, dass die böhmischen Unruhen einen reichsweiten Krieg auslösen konnten. Zunächst versuchte Johann Georg gemeinsam mit dem Mainzer Kurfürsten zwischen den böhmischen Ständen und dem Kaiser zu vermitteln. Nach dem Tod von Kaiser Matthias im März 1619 spitzte sich die Lage aber zu. Als die böhmischen Stände im gleichen Jahr den bereits gekrönten Nachfolger Ferdinand II. absetzten und Kurfürst Friedrich V. von der Pfalz zu ihrem König wählten, gab Johann Georg seine abwartende Haltung auf und erklärte sich bereit, am Krieg gegen Böhmen teilzunehmen. Mit Ferdinand II. wurde vereinbart, dass Sachsen die beiden böhmischen Nebenländer Ober- und Niederlausitz für den Kaiser zurückerobern sollte. Formalrechtlich wurde Johann Georg dafür vom Kaiser mit der Reichsexekution gegen die böhmischen Rebellen beauftragt.
Im September 1620 marschierten die sächsischen Truppen in die beiden Lausitzen ein. Die beiden Markgraftümer konnten ohne größeren Widerstand besetzt werden. Weil der Kaiser dem sächsischen Kurfürsten die Kriegskosten nicht wie vereinbart erstatten konnte, musste er Johann Georg die beiden Lausitzen 1623 als Pfand überlassen.
In der Folgezeit verschlechterten sich die Beziehungen Sachsens zum Kaiser mehr und mehr, unter anderem, weil die Neutralität Sachsens von den kaiserlichen Truppen unter Albrecht von Wallenstein kaum geachtet wurde. Albrecht von Wallenstein führte mehrfach plündernde Truppen in die Lausitzen. Auch die rücksichtslos betriebene Rekatholisierung in Schlesien und Böhmen missfiel dem sächsischen Kurfürsten, ohne dass er etwas dagegen tun konnte. 1631 sah sich Johann Georg I. schließlich genötigt auf Seiten der Schweden in den Krieg gegen den Kaiser einzutreten. Ausschlaggebend für diesen radikalen Wechsel in der sächsischen Politik war die militärische Lage, denn die Truppen des Schwedenkönigs standen zu dieser Zeit schon auf sächsischem Gebiet. Kursachsen war vor allem in seinem westlichen Teil berührt. Bei Leipzig fand so 1631 die Schlacht bei Breitenfeld und im darauffolgenden Jahr die Schlacht bei Lützen statt. Militärisch war Sachsen auf der Seite der protestantischen Länder und während der Schlachten als Verbündeter der Schweden engagiert. Leipzig wurde im Krieg mehrfach belagert, seine Einwohnerzahl ging von 17.000 auf 14.000 zurück, während die anderen urbanen Zentren, in der Zeit vor allem Dresden/Meißen, verschont blieben. Chemnitz wurde durch den Krieg schwer geschädigt, Freiberg verlor seine Bedeutung. Dagegen fielen viele kleinere Städte und Dörfer massiven Plünderungen zum Opfer, insbesondere nachdem General Wallenstein seinem Feldmarschall Heinrich von Holk einen sogenannten Diversionsauftrag erteilt hatte, mit dessen Ausführung vorrangig die kroatische leichte Kavallerie beauftragt wurde. Von August bis Dezember 1632 überfielen die kroatischen Reiter zahlreiche Orte (u. a. Dippoldiswalde, Stolpen, Hinterhermsdorf, Saupsdorf, Neukirchen, Reichenbach, Oelsnitz, Penig und Gnandstein), raubten diese aus, misshandelten und töteten die Einwohner und hinterließen eine Schneise der Zerstörung.
1635 schloss Sachsen mit dem Kaiser den Prager Frieden und gelangte mit dem Traditionsrezess endgültig in den Besitz der Lausitzen. Dadurch vergrößerte sich das Landesgebiet um etwa 13.000 km² und erreichte nahezu seine endgültige Grenzen. Die Verheerungen des Landes durch den Dreißigjährigen Krieg dauerten aber an, denn die Kämpfe gegen die Schweden gingen noch mehr als zehn Jahre auch in Mitteldeutschland weiter. Kursachsen schied mit dem Waffenstillstand von Kötzschenbroda 1645 vorläufig und mit dem Frieden von Eilenburg 1646 endgültig aus den direkten Kampfhandlungen aus.
Nach Abschluss des Westfälischen Friedens vom 23. Oktober 1648 hatten die schwedischen Truppen Kursachsen nur zögernd verlassen. Erst nach Zahlung der festgelegten Kontributionen von 276.600 Reichstalern am 30. Juni 1650 verließen die letzten Schweden Leipzig. Zunehmend normalisierte sich das Leben, nachdem auch die geworbenen Söldner entlassen worden waren.

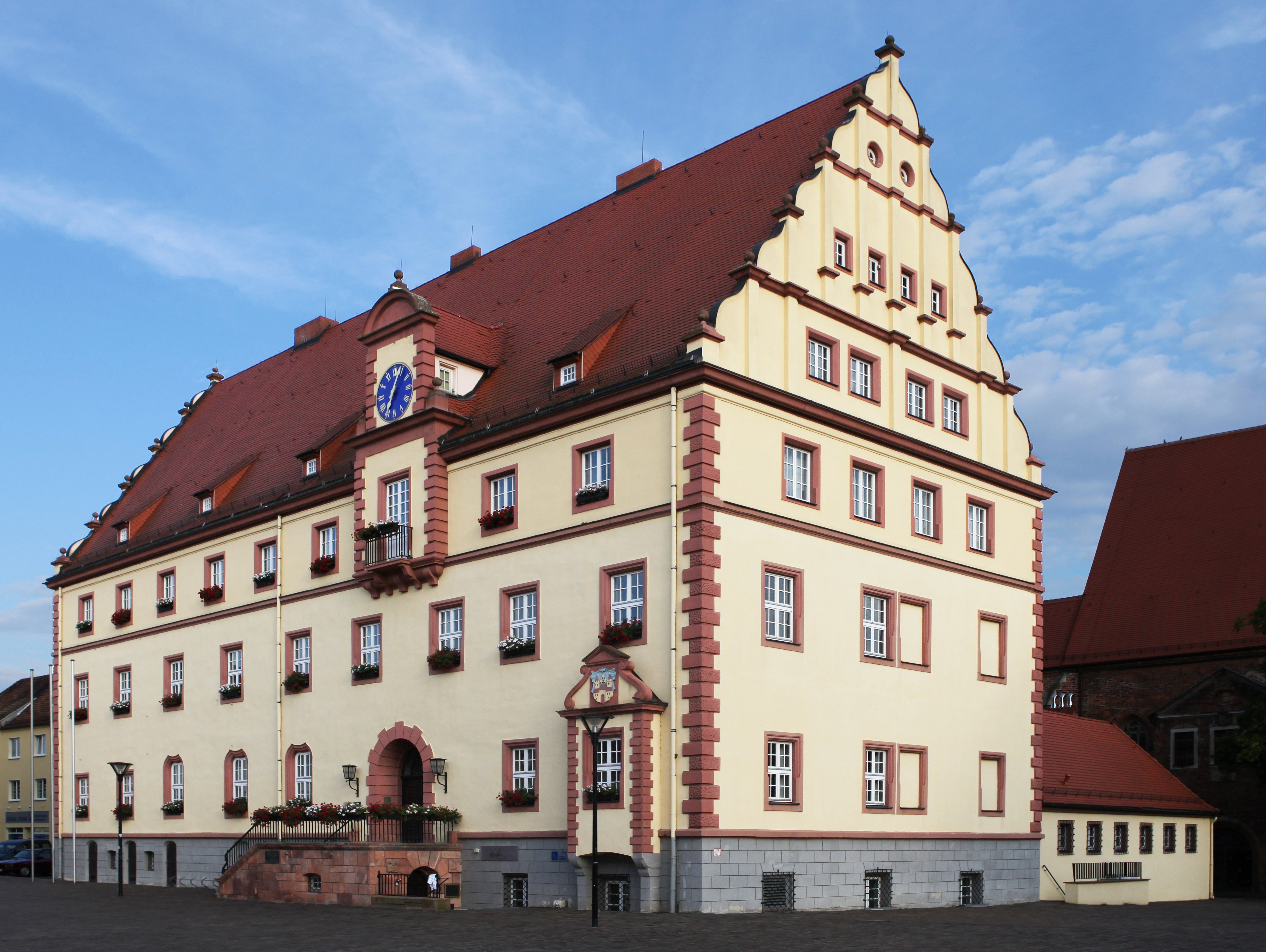
Der Friede von Eilenburg, der 1646 im Eilenburger Rathaus unterzeichnet wurde, bedeutete das Ende des Krieges für das Kurfürstentum Sachsen

#### Frühbarock

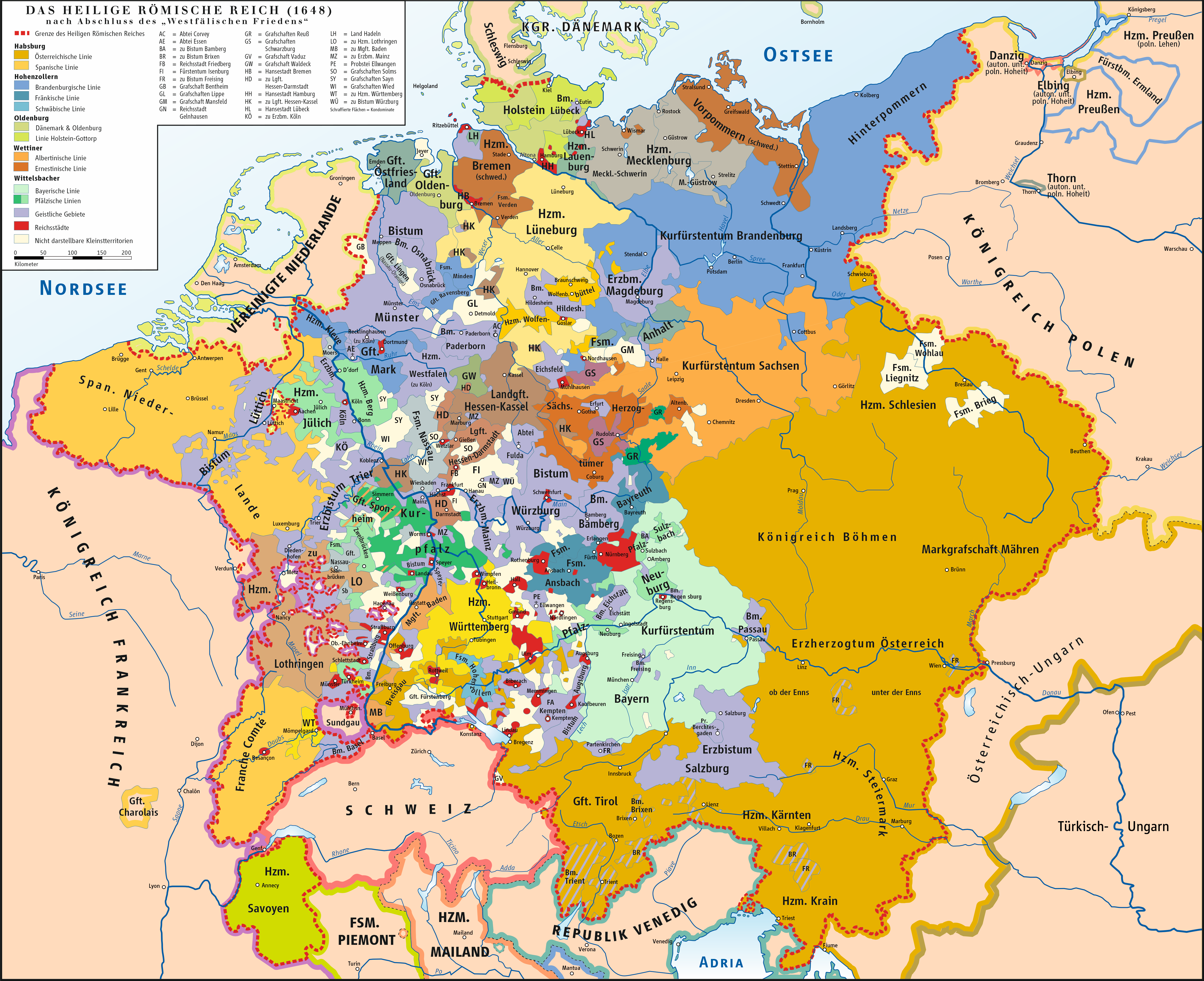
Das Heilige Römische Reich 1648

Die sächsische Bevölkerung war kriegsbedingt vor allem indirekt durch Seuchen und wirtschaftliche Einbußen in Folge der Stagnation des Handels geschwächt worden, aber auch Truppendurchzüge und Kriegsbesatzungen sorgten für einen nicht unerheblichen Teil zu Verlusten in der städtischen und dörflichen Bevölkerung. Nach Angaben von Karlheinz Blaschke soll in Sachsen die Bevölkerung kriegsbedingt um etwa die Hälfte reduziert worden sein. Andere Autoren verweisen darauf, dass dieser Schnitt in einzelnen Regionen sehr wohl zutreffen kann, aber nicht auf die gesamte Bevölkerung übertragen werden könne. Die Verluste konnten jedoch zu großen Teilen durch Glaubensflüchtlinge, von denen etwa 150.000 aus Böhmen und Schlesien nach Sachsen kamen, gemildert werden. Nach der völligen Verwüstung von Magdeburg ging dessen Bedeutung als Metropole im Osten des Heiligen Römischen Reichs neben dem aufstrebenden Berlin auch an die kursächsischen Städte Leipzig und Dresden über.
Als Johann Georg II. 1656 mit 43 Jahren die Nachfolge seines Vaters antrat, litt Kursachsen noch immer unter den wirtschaftlichen Folgen des Dreißigjährigen Krieges. Erst in der Regierungszeit Johann Georgs III. ab 1680 konnten die Kriegsfolgen und Kriegsschäden als auch die soziale Verwahrlosung überwunden werden. Vor allem die Wiederbesiedelung dörflicher Bauernhöfe und städtische Haushaltsstellen gestaltete sich am schwierigsten. Ein erstes Anzeichen für den Aufschwung war das wieder zunehmende Steueraufkommen. Bergbau, Hüttenwesen, Handwerk, Handel und Verkehrswesen erholten sich langsam aber stetig. Nicht mehr der Abbau von Silber dominierte den erzgebirgischen Bergbau, sondern Eisen, Zinn, Kobalt, Wismut, Blei, Kupfer und Serpentin. Es entstanden neue Hütten und Hämmer. 1678 bildete sich die Erzgebirgische Blechkompanie und 1659 entstanden die sächsische Blaufarbenwerke mit Sitz in Leipzig. Dazu kamen erste Manufakturgründungen zum Ausgang des 17. Jahrhunderts als neue Produktionsform, die die gestiegene Nachfrage nach vor allem textilen Erzeugnissen besser und schneller decken konnte als die handwerkliche Herstellungsweise.
Durch den starken Geldbedarf der landesfürstlichen Kasse hatten die sächsischen Stände schon während des Krieges wieder an Einfluss gewonnen. In der zweiten Hälfte des 17. Jahrhunderts mussten die Kurfürsten den Landtag weit häufiger einberufen, als dies noch zu Anfang jenes Jahrhunderts der Fall gewesen war und 1661 konnten die Stände sogar ihr Selbstversammlungsrecht durchsetzen.
Sachsen hatte den bisherigen Höhepunkt seiner territorialen Ausdehnung erreicht, vor allem durch die 1635 von Böhmen übergegangenen Lausitzen. Den Frieden nutzte Johann Georg I. um die Verhältnisse im Land zu ordnen. Eine Neuregelung betraf die Teilung des Landes auf seine vier Söhne in seinem Testament vom 20. Juli 1652. Er setzte sich damit über die 1499 von Albrecht erlassene Väterliche Ordnung hinweg die eine Erbteilung verhindern sollte. Das am 8. Oktober 1656 eröffnete Testament von Johann Georg I. sah vor, kleinere Teile Kursachsens seinen drei Söhnen August, Christian und Moritz zu vermachen und sie in einer kursächsischen Sekundogenitur als eigenständige Herzogtümer einzurichten. Es entstanden die Herzogtümer Sachsen-Zeitz, Sachsen-Merseburg und Sachsen-Weißenfels, die jedoch 1718, 1738 bzw. 1746 wieder an Kursachsen zurückfielen. In dieser Zeit wurde der Kurstaat durch die Teilungen wirtschaftlich, finanziell und politisch geschwächt, auch wenn in kultureller Hinsicht außerhalb Dresdens und Leipzigs neue Zentren mit Schlossbauten, Kultureinrichtungen und wissenschaftliche Einrichtungen in Weißenfels, Zeitz und Merseburg entstanden. Die Ausprägung der auch in Kursachsen anwachsenden absolutistischen Regierungsweise wurde durch die nach Selbständigkeit strebenden Nebenlinien gehemmt.
Im europäischen Staatensystem des ausgehenden 17. Jahrhunderts konnten Mittelstaaten wie Sachsen, als so genannte Schwellenmächte in der Zeit von 1648 bis 1763 auf den Aufstieg in die Reihe der Großmächte hoffen. Kursachsen verfolgte daher ebenso wie andere Staaten außenpolitisch das Ziel den eigenen Aufstieg in einem vom Konkurrenzkampf bestimmten Staatensystem voranzubringen. Außenpolitisch blieb Sachsen bis zum Ende des 17. Jahrhunderts an der Seite des österreichischen Kaiserhauses. Mit dem Tod Kaiser Ferdinands III. am 2. April 1657 trat das Reichsvikariat ein, das von Johann Georg II. wahrgenommen und für mehr als ein Jahr ausgeübt wurde. An dem Kurfürstentag in Frankfurt am Main setzte er und der brandenburgische Kurfürst die Wahl des Habsburgers Leopold zum deutschen König durch und verhinderten eine Wahl Ludwigs XIV. von Frankreich zum deutschen König. Wenige Jahre später wurde Sachsen in den Zweiten Nordischen Krieg verwickelt. 1664 kämpften sächsische Truppen im Türkenkrieg von 1663/1664 auf Seiten der Habsburger gegen die Türken in Ungarn. Noch im gleichen Jahr wurde Sachsen befristet für vier Jahre Mitglied der Rheinischen Allianz und ließ auf seinem Gebiet französische Werbungen sowie Truppendurchzüge zu. 1683 beteiligte sich Kurfürst Johann Georg III. persönlich mit dem sächsischen Heer an der Schlacht am Kahlenberg, die die zweite Wiener Türkenbelagerung beendete und für die Befreiung Wiens sorgte.

### Augusteisches Zeitalter
Um 1700 folgte das Zeitalter der Aufklärung, das europaweit in der Bevölkerung ein geistiges Wachstum auf allen Gesellschaftsebenen anschob und Bildung und Kultur ebenso wie Handel und Wirtschaft förderte. Der Absolutismus setzte sich auf den Kontinent durch, nur England, die Niederlande, Polen-Litauen und einige Reichsterritorien entzogen sich der Zentralisierungstendenz. Unter diesen für Sachsen und dem Herrschergeschlecht sehr günstigen Rahmenbedingungen übernahm Friedrich August I. (der Starke) 1694 die Kurwürde. Er prägte die Epoche zeitgemäß, sodass seine Zeit in Sachsen als Augusteisches Zeitalter in die Geschichte eingegangen ist.
Die Zeit steht für die Blütezeit des sächsischen Staates, in der es seine höchste Machtstellung, Kulturleistung und Wirtschaftskraft entfalten konnte und dies europaweit ausstrahlte.
Das Zeitalter begann 1694 mit der Krönung Augusts des Starken zum sächsischen Kurfürst und endete 1763 mit dem Hubertusburger Frieden.

#### Absolutismus und Sachsens Glanz

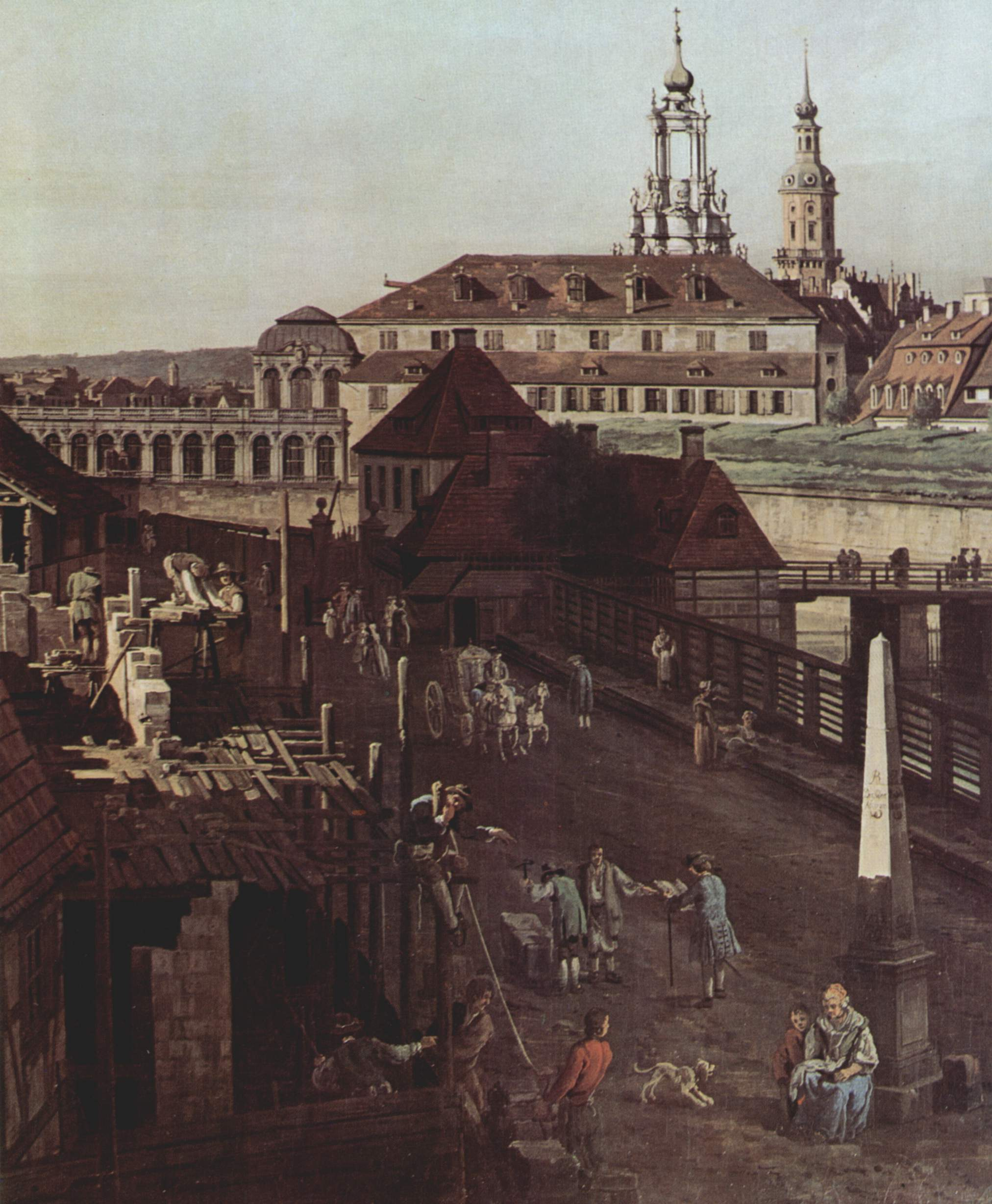
Bernardo Bellotto: Ansicht von Dresden (Detail), Festungsgraben mit Brücke zwischen Wilschem Tor und der Muster-Postmeilensäule (ohne Wappen) von Matthäus Daniel Pöppelmann, um 1750

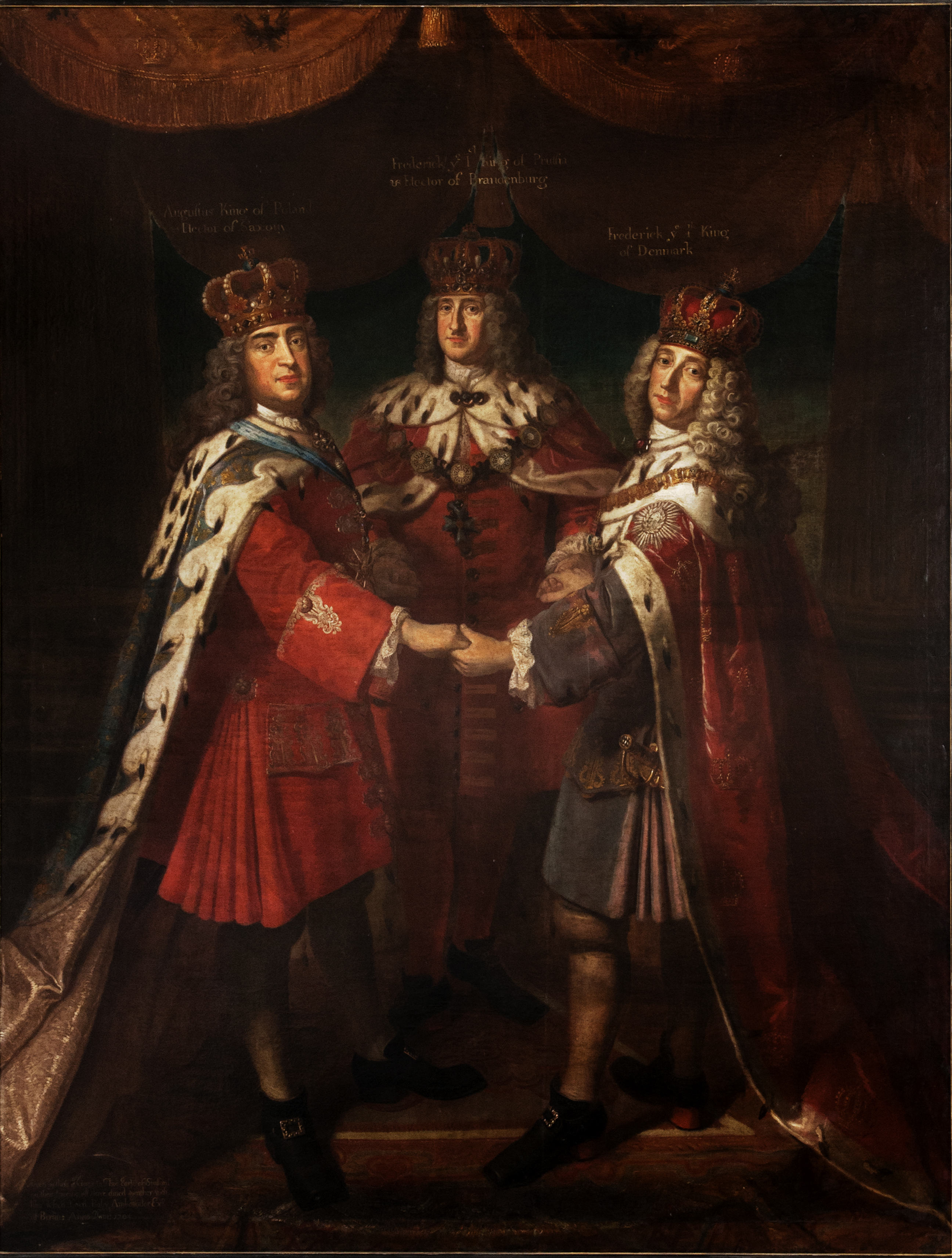
Dreikönigstreffen: Friedrich I. in Preußen (Mitte), August II. (der Starke), Kurfürst von Sachsen und zeitweilig König von Polen (links), Friedrich IV. von Dänemark (rechts)
Gemälde von Samuel Theodor Gericke, zu besichtigen im Schloss Caputh

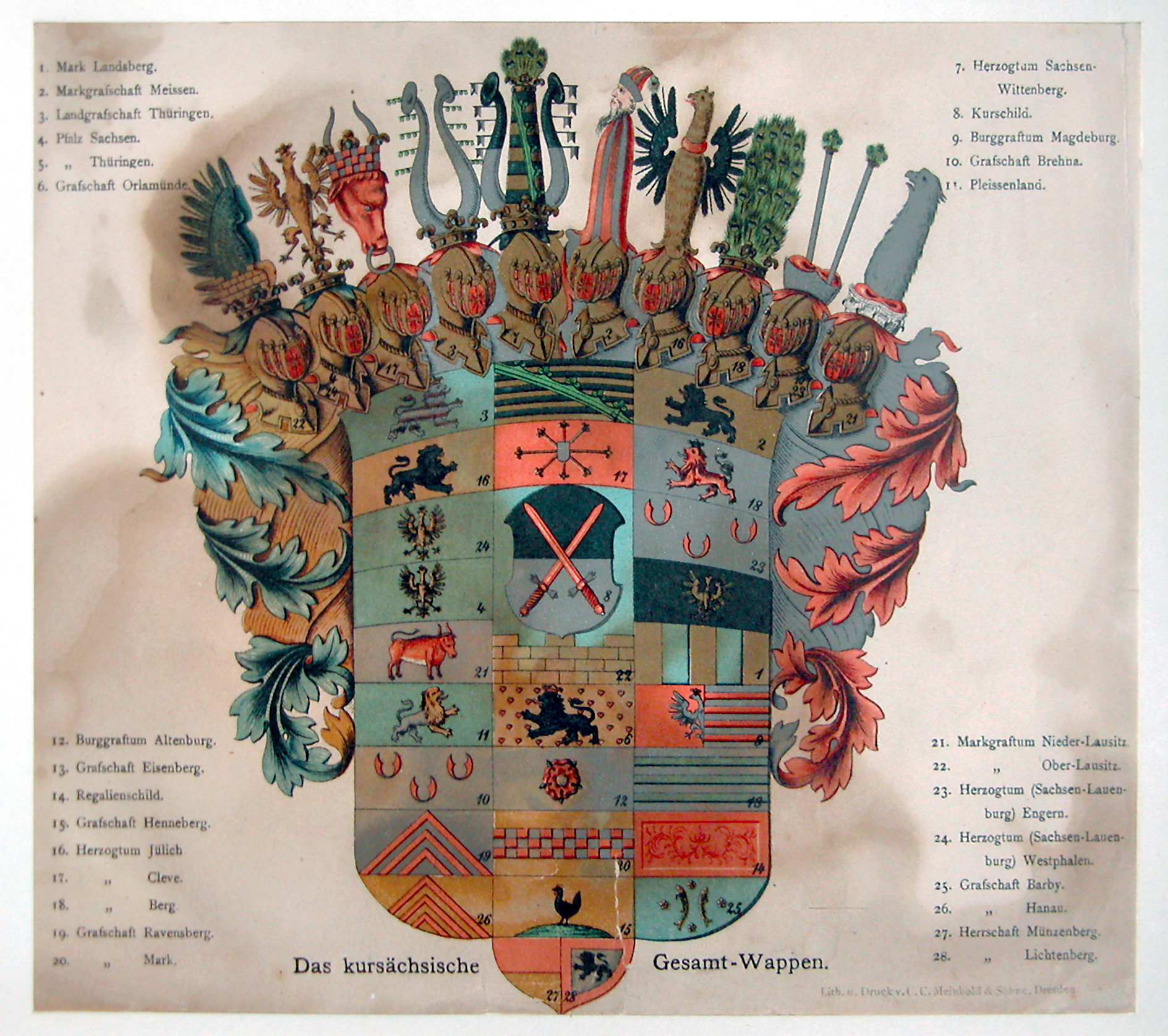
Kursächsisches Gesamtwappen (aus der Hoflößnitz)

Am 27. April 1694 übernahm der bis dahin kaum in Erscheinung getretene Prinz als Kurfürst Friedrich August I. die Regierungsgeschäfte des Kurfürstentum Sachsen. Während seiner Regierung prägten Feste, barocke Prachtentfaltung, Kunst- und Mäzenentum als auch verschwenderische Pracht und Prunksucht den Charakter dieser Zeit. Der pompöse Prunk dieser Zeit sollte der gewachsenen europaweiten politischen Bedeutung Rechnung tragen. Das höfische Leben reichte von Ballettaufführungen, italienischer und französischer Komödie und Opernaufführungen, Hofbällen, Festessen und Maskenbällen wie zum Beispiel eine türkische Maskerade im Türkischen Palais, Schlittenfahrten, Jagden und Wasserjagden auf der Elbe, Damenfeste mit „Ringrennen“, ein Ritterspiel zu Pferde und Schützenfesten, die Einweihung des Zwingers mit einem Fest der vier Elemente, Seeschlachten auf den Gewässern bei Schloß Moritzburg, Feuerwerke, revueartige Aufzüge, Merkurfeste mit improvisierten Jahrmärkten.
Das Treiben bezog neben dem Hofstaat zum Teil auch die Einwohner der Residenz und Umgebung als Zuschauer oder Beteiligte mit ein. Hoflieferanten und Lohnarbeiter profitierten von den kurfürstlichen Aufträgen. Durch die Entwicklung einer Oberschichtenkultur diversifizierte und entwickelte sich die sächsische Gesellschaft weiter. Insgesamt wurde die höfische barocke Festkultur zu einem festen Bestandteil augusteischer Regierungspolitik. Bedeutendste Ereignisse dieser Epoche waren der erste Karneval der Regierungszeit Augusts 1695, die Festlichkeiten anlässlich seiner Königskrönung 1697, der Karneval von 1709 in Anwesenheit von König Friedrich IV. von Dänemark in Dresden, die Festen von 1719 anlässlich der Vermählung von Kurprinz Friedrich August mit Maria Josepha von Habsburg, das Fest von 1727 anlässlich der Genesung von August II., das Fest 1728 anlässlich des Besuchs von Friedrich Wilhelm I. in Preußen und das Zeithainer Lustlager von 1730. Während eines Jahres am Hof Augusts waren 50 bis 60 Tage fest geplante Festtage. Die sonstigen Tage am Hof dienten der politischen Arbeit, Planung, Verwaltung und Regierung. Während der ersten verlustreichen Kriegsjahre im Großen Nordischen Krieg fielen die Festlichkeiten geringer aus. Selbst während der Anwesenheit des spanischen Königs Karl III. 1703 oder der Königin Maria Anna von Portugal 1708 gab es kaum Feierlichkeiten.
Das luxuriöse Leben am Hofe überstieg die wirtschaftliche Leistungsfähigkeit des Landes und wurde schließlich auf Kosten der militärischen Schlagkraft finanziert. Die finanziellen Probleme führten zur Aufgabe wichtiger Positionen in Mitteldeutschland. Die Überforderung Kursachsens begünstigte außer Kurhannover vor allem den Aufstieg Brandenburg-Preußens zur zweiten deutschen Groß- und protestantischen Vormacht im Reich. Im Zusammenhang zum Hofleben wurde zeittypisch auch am sächsischen und polnischen Hof ein Mätressensystem, das als eine Art Hofamt verstanden werden kann, gepflegt. Bedeutende Mätressen Augusts waren Aurora von Königsmarck, Ursula Katharina von Altenbockum. Die profilierteste Mätresse am sächsischen Hof war die Gräfin Cosel. Nachdem die langjährige und einflussreiche Mätresse bei August dem Starken in Ungnade gefallen war, wurde sie 1716 auf die Festung Stolpen verbracht.

#### Wirtschaftsboom
Die Wirtschaft und der Handel und mit ihm die Leipziger Messen florierten. Insbesondere der Tuch- und Seiden- wie auch der Buchhandel sowie die Geld- und Bankgeschäfte florierten wieder. 1710 konnte das Meißner Porzellan erstmals auf der Messe zum Verkauf angeboten werden und fand internationale Beachtung.
Baulich entwickelte sich das augusteische Dresden zum heute bekannten „Elbflorenz“ weiter. Es entstand der Zwinger, das Taschenbergpalais, das Lustschloß Pillnitz, es erfolgte ein Umbau vom Jagdschloss Moritzburg und es entstand die neue Augustusbrücke. An neuen Kirchenbauten entstand das Kuppelwunder der protestantischen Frauenkirche von George Bähr und die Katholische Hofkirche, mit deren Bau der Italiener Gaetano Chiaveri 1738, fünf Jahre nach dem Tod des Kurfürsten begann.
Ab 1721 erfolgte die landesweite Errichtung von kursächsischen Postmeilensäulen, die bis heute in vielen Städten sichtbares Zeichen der kurfürstlichen Zeit sind, und verbesserte die Straßenverkehrsführung erheblich. Um einen Absolutismus nach französischem Vorbild zu etablieren, drängte er den Einfluss des alteingesessenen Adels zurück, indem er mithilfe eines 1706 geschaffenen Geheimen Kabinetts mit Fachressorts eine zentrale Schaltstelle für exekutive Befugnisse einrichtete und nach und nach konkurrierend zum Geheimen Rat zur obersten Zentralbehörde machte. Zu einem wirklichen Absolutismus kam es aber nie, wie an den unüberwindlichen Gegensätzen zwischen absolutem Machtanspruch des Kurfürsten, Behauptungswillen des sächsischen Adels und aufstrebendem Bürgertum sichtbar wurde. Unter August kam es zur Einführung einer funktionierenden Oberrechenkammer, die das Steuerwesen wirkungsvoll koordinierte. Es gab eine transparente Rechenführung, so dass alle Ausgaben wirkungsvoll und transparent getätigt und überprüft werden konnten. Dadurch konnte trotz hoher Ausgaben die Staatsverschuldung begrenzt werden. Sie betrug beim Tod August II. lediglich fünf Millionen Reichstaler, die angesichts der Steuer- und Finanzkraft Sachsens kein Problem darstellte.
Per Einzelgesetzgebung wurden viele Einzelbereiche des täglichen Lebens reguliert. Das betraf zum Beispiel 1695 die Getreideein- und -ausfuhr, 1698 das Salzwesen, 1699 das Wechselrecht, 1700 das Postwesen, 1702 das Straßenwesen, 1705 die Errichtung einer neuen Schocksteuerkataster und die Einführung des Dresdner Kannenmaßes als verbindliches Landesmaß, 1709 die Versorgung der Bergleute bei Unfall und Krankheit, 1710 die Förderung des Obstbaus.
Neben den Kurfürsten bestimmten zwei Minister die sächsische Politik bis 1763 maßgeblich. Dies waren unter August II. Jakob Heinrich von Flemming und unter seinem Sohn August III. Heinrich von Brühl, der selbst Kunst sammelte und die Brühlsche Terrasse bebauen ließ. Da August III. keine politischen Ambitionen hegte überließ er das politische Tagesgeschäft seinem Premierminister. Bis 1738 hatte auch Alexander Joseph von Sulkowski großen Einfluss auf die sächsische Politik gewonnen, bis er von seinem Konkurrenten Brühl gestürzt wurde. Von 1738 bis 1740 hatte Wackerbarth-Salmour noch gemeinsam die Macht mit Brühl geteilt, bis dieser vom Kurfürsten seit 1740 die alleinige maßgebliche Ministerstellung erhielt und 1746 zum Premierminister ernannt wurde. Brühl leitete den 4500 Personen starken Verwaltungsapparat Kursachsens und hielt den Kabinettsvorsitz. Unter Brühl nahmen die Formen der Misswirtschaft im sächsischen Finanzwesen zu, die Haushaltsführung wurde ungeordnet und bewirkte dadurch Zahlungsausfälle, Zahlungsverschübe und die Gefahr der Zahlungsunfähigkeit.
Trotz seiner gewagten politischen Abenteuer mit wechselhaftem Ausgang hatte der 1733 gestorbene Kurfürst und polnische König August der Starke große Verdienste bei der Förderung der sächsischen Kultur und Kunst auf höchstem europäischen Niveau und der gesellschaftlichen und wirtschaftlichen Entwicklung in Sachsen und in Polen. Sachsen Glanzzeit endete mit dem Tod Augusts und es folgten bald danach kriegerische Verwerfungen mit dem nördlichen Anrainer Preußen.

#### Personalunion mit Polen

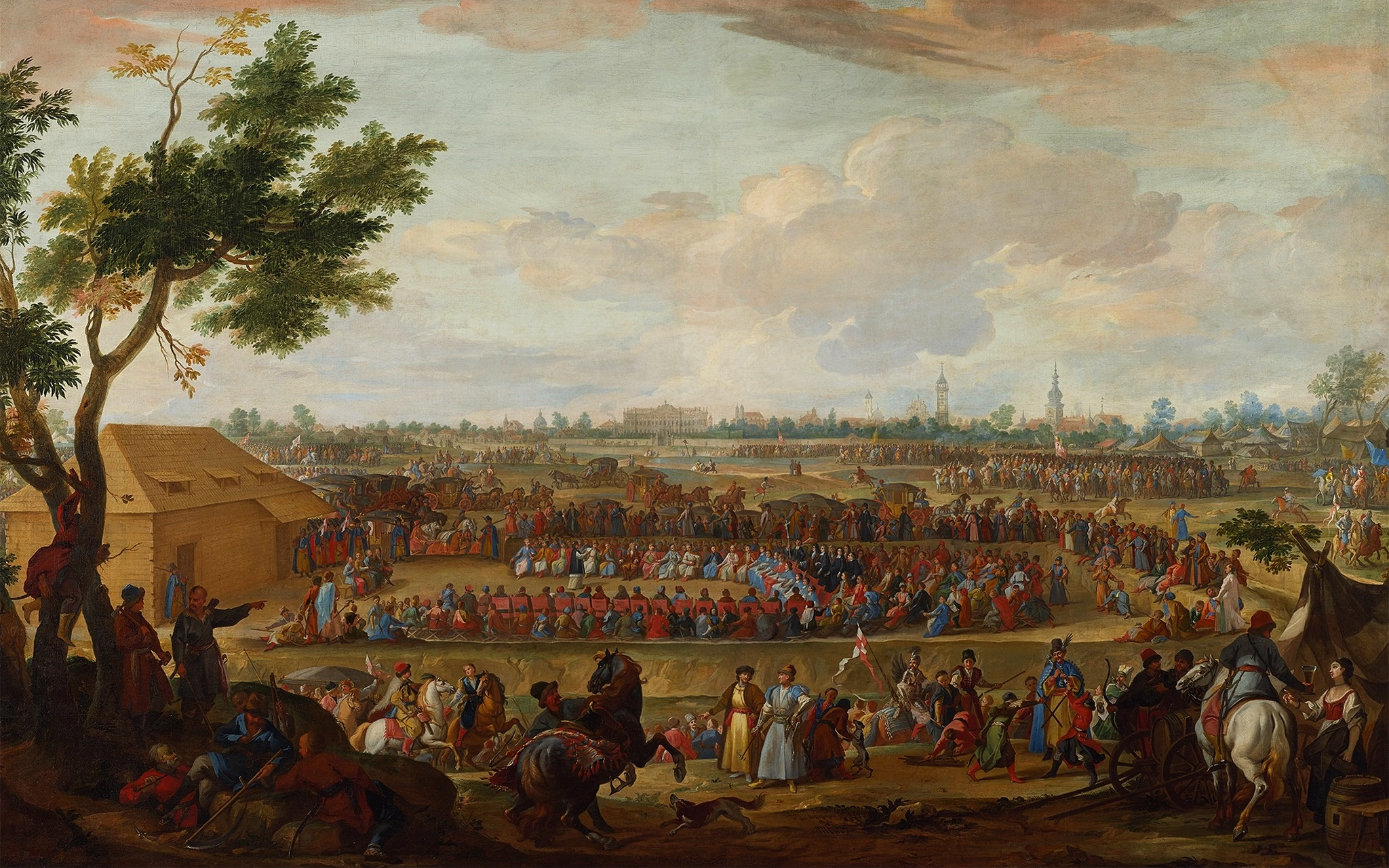
Wahl im Jahr 1697

Personalunion Sachsen-Polen, jeweils grün-weiß umrandet

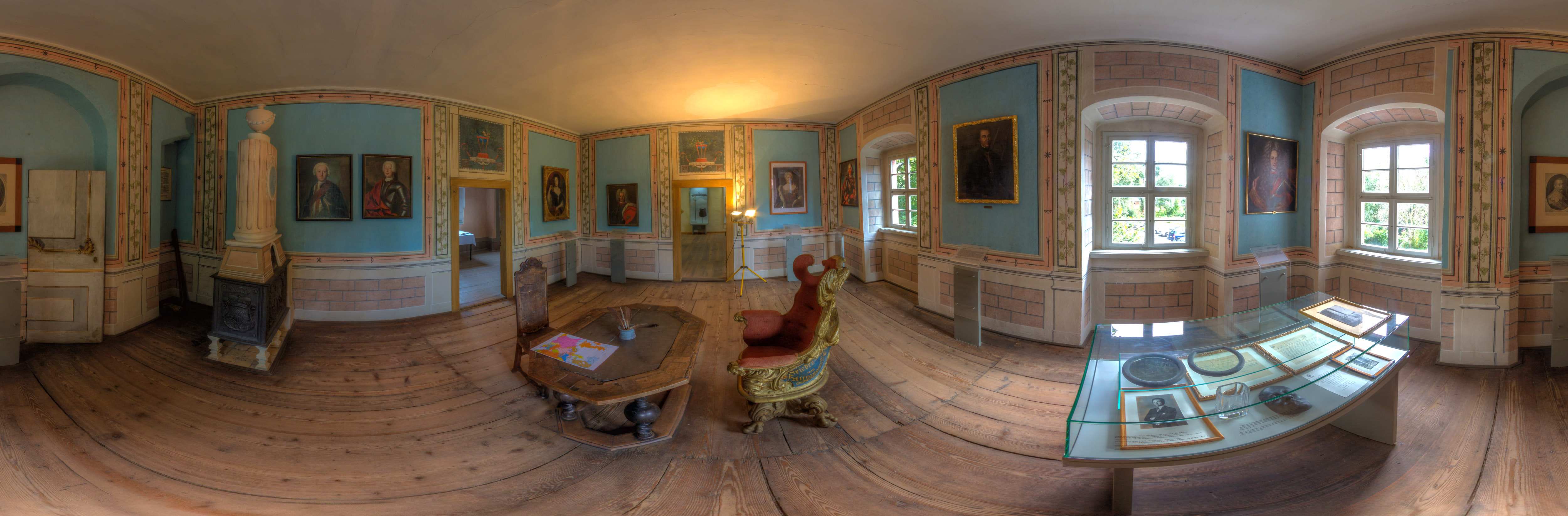
Friedenszimmer im Schloss Altranstädt

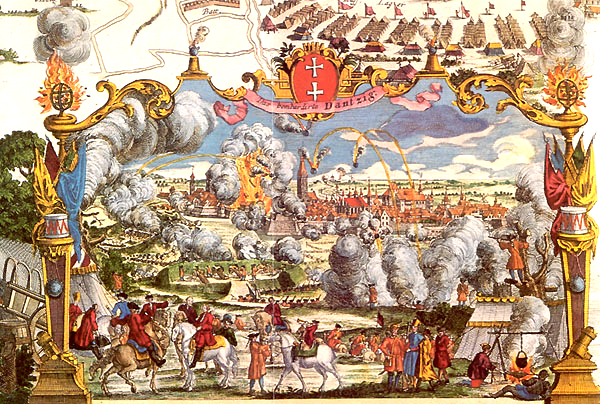
Belagerung von Danzig durch sächsisch-russische Truppen

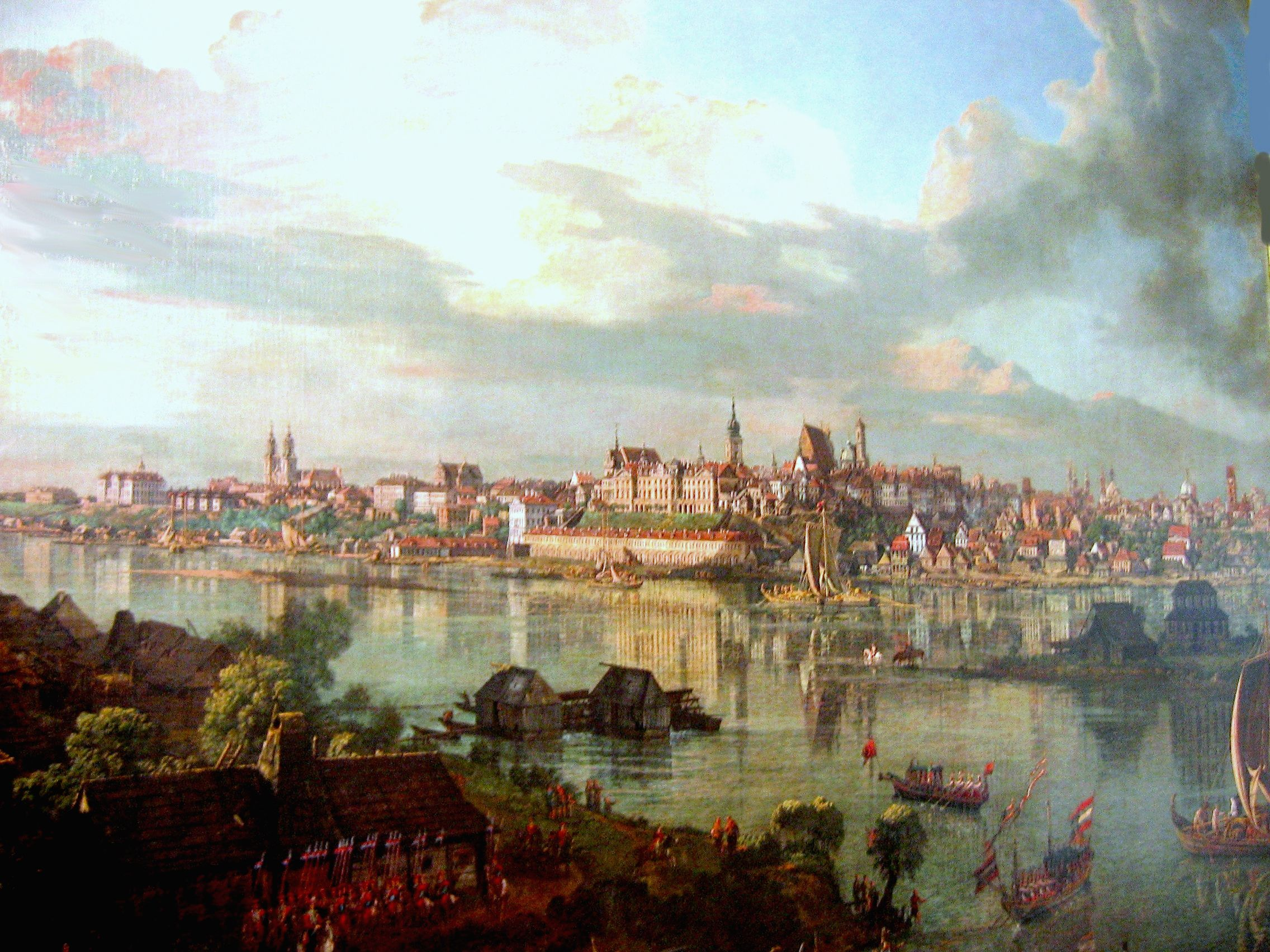
Ansicht von Warschau mit dem Schloss in der Mitte (Canaletto, um 1770)

Nach dem Tod des polnischen Königs Johann III. Sobieski beteiligte sich auch Friedrich August von Sachsen an dem nunmehr beginnenden möchtepolitischen Tauziehen um den vakanten Königsthron des polnischen Wahlkönigtums, der auch für ausländische Bewerber offen stand. Es bewarben sich mehrere Kandidaten aus dem europäischen Adel darum. August gewann die Freie Wahl mit habsburgischer Unterstützung, militärischem Druck und Bestechungsgeldern.
Das politische Kalkül zur Bildung einer dynastisch begründeten Personalunion mit dem Wahlkönigtum Polen-Litauen lag in den zeitgemäßen Unabhängigkeitsbestrebungen deutscher Territorialfürsten begründet. Sachsens Herrscher verfolgten genau wie die anderen mächtigeren Reichsfürsten die Absicht, sich dem zentralen Zugriff des römischen Kaisers zu entziehen und den eigenen dynastischen Rang im europäischen Staatensystem aufzuwerten. Ein weiteres zeittypisches Beispiel für die zunehmende Unabhängigkeit der Territorialfürsten vom Kaiser des Heiligen Römischen Reichs ist die 1701 erfolgte Königskrönung Friedrichs III. von Brandenburg im preußischen Königsberg. Damit gab es zwei weitere deutsche Fürstenhäuser neben dem habsburgischen Geschlecht, die über die Königtumswürde verfügten. 1715 kam der Kurfürst von Kurhannover als dritter deutscher Fürst im Besitz einer ausländischen Königskröne, der von England hinzu.
Mit der Wahl Augusts zum polnischen König im Jahr 1697 auf dem Wahlfeld in Wola gab er dem zentral in Europa gelegenen Kurfürstentum Sachsen eine nordöstliche Ausrichtung. Die gewachsene außenpolitische Bedeutung des neu-polnischen Königs August mündete in Geheimverhandlungen mit Dänemark und Russland, die sich gegen Schweden richteten. Die Absprachen mündeten jedoch in den Großen Nordischen Krieg (1700–1721), dessen Verlauf Augusts Machtpolitik scheitern ließ. Nachdem der sächsische Einfall in Livland 1700 zu einem militärischen Fiasko geraten war, folgte ein Bürgerkrieg im litauischen Teil der Republik zwischen zwei verfeindeten Adelsfraktionen. Auch in Zentralpolen bildeten sich mehrere einander bekriegende Konföderationen. 1706 besetzte eine 23.000 Mann starke schwedische Armee das Land, was bis zu ihrem Abzug im Jahr darauf Kosten von 35 Millionen Reichstaler verursachte. Im Altranstädter Frieden musste August zudem auf die polnische Krone verzichten; erst nach dem Abzug der Schweden aus Polen nach 1709 erlangte er sie zurück. Seinen Anspruch auf Schwedisch-Livland konnte er jedoch nicht mehr durchsetzen und fiel in den Rang eines Juniorpartners gegenüber Russland zurück.
Innenpolitisch konnte sich August in Polen nicht durchsetzen. Adelskonföderationen behinderten sein Reformwerk. Auch der politische Einfluss Russlands gestaltete sich für die Modernisierung Polens als hinderlich. Es folgten seit 1715 große innenpolitische Unruhen in Polen, die durch die von Russland unterstützte Konföderation von Tarnogród gegen August gebildet wurde und im Stummen Sejm von 1717 mündeten. Nachdem sächsische Truppen das Territorium Polens hatten verlassen müssen, zogen 1719 die russischen Truppen aus Polen ab. Für europaweites Aufsehen über das intolerante und rückschrittliche Polen sorgte das Thorner Blutgericht von 1724. Die polnische Kronarmee wurde drastisch verkleinert. Das polnische Unternehmen ihres Landesherren band des Weiteren hohe ökonomische Kräfte. Aus der sächsischen Staatskasse flossen Unsummen an Bestechungsgeldern an den polnischen Adel und an kirchliche Würdenträger Polens (in der Regierungszeit Augusts etwa 39 Millionen Reichstaler), um diese geneigt zu halten. Zur Finanzierung der Forderungen veräußerte König August II. einige sächsische Ländereien und Erbansprüche. Der Konfessionswechsel Augusts des Starken im Zuge der polnischen Königswahl von 1697 gefährdete vor allem das evangelische Direktorium auf dem Reichstag.
Nach dem Tod Augusts begannen die Auseinandersetzungen um die polnische Thronfolge, die in den polnischen Thronfolgekrieg mündete, die Sachsen mit Hilfe einer 20.000 Mann starken Armee unter Peter von Lacy gewann. Der am 12. September 1733 rechtmäßig gewählte Stanislaus I. Leszczyński musste am 22. September 1733 aus Warschau fliehen. Kurfürst Friedrich August II./August III. wurde stattdessen am 5. Oktober 1733 als polnischer König August III. gewählt und diplomatisch anerkannt.
Da Preußen 1740 Schlesien von Habsburg besetzte wurde die sächsische Hoffnung auf die Schaffung einer gemeinsamen Landbrücke zwischen beiden Landesteilen zunichtegemacht. Dadurch erhielt das politisch verfolgte sächsische Ideenkonzept einer gemeinsamen Entwicklung beider Länder eine nicht wieder gut zumachende Wende. Während des Siebenjährigen Krieges regierte August III. und Premierminister Brühl ausschließlich von Warschau aus, da Sachsen militärisch von Preußen besetzt gehalten wurde.
Nach dem Hubertusburger Frieden 1763 endete Sachsen Stellung als europäische Macht. Die beiden Repräsentanten kursächsischer Politik des zweiten Drittels des 18. Jahrhunderts Brühl und August III. starben noch 1763. Zu einer erneuten sächsischen Königskrönung in Polen kam es aufgrund der geringen außenpolitischen Potentiale aber nicht mehr. Der dynastische Verbund Sachsen-Polen, endete faktisch mit dem russisch-preußischen Bündnis vom 11. April 1764. Der offizielle Verzicht des Hauses Wettin auf die polnische Krone erfolgte im Oktober 1765. Die Union die mit zwei kurzen Unterbrechungen von 1697 bis 1764 währte, wirkte sich nicht nachhaltig auf die Realinstitutionen beider Länder aus, da sie getrennt regiert wurden. Dennoch wirkten sächsische Offizielle vielfältig auf den östlichen Partner ein.
Ein neues Angebot der polnischen Königskrone lehnte Kurfürst Friedrich August III. im Jahr 1791 ab. Sachsen war zu diesem Zeitpunkt nicht mehr in der Lage, im Konzert der Großmächte mitzuspielen.

#### Preußisch-Sächsischer Dualismus
Schlesien war von 1740 bis 1763 das bedeutendste europäische Konfliktfeld. Der zwischen Preußen, Österreich und Sachsen ausgetragene diplomatische und militärische Kampf um Schlesien führte letztlich zur Zerstörung aller sächsischen Großmachtambitionen und dem Aufstieg Preußens in die Erste Liga der europäischen Großmächte. Sachsen war selbst am Schicksal Schlesiens interessiert, weil diese Provinz zur Herstellung einer direkten Landbrücke zum polnischen Unionsteils geeignet war. Sachsens strategische Situation machte es zu einem gefragten Bündnispartner. Allerdings waren die zentrale geographische Lage im Zentrum und eine vergleichsweise geringe militärische Macht gleichbedeutend mit einer erheblichen Gefährdung der eigenen Sicherheit.
Im Norden Sachsen war die preußische Armee vor allem unter Friedrich Wilhelm I. und Friedrich II. ausgebaut worden, so dass Brandenburg-Preußen als Militärstaat Sachsens Kräfte bei weitem überstieg. Die preußische Armeestärke erreichte beim Tod Friedrichs II. die Stärke von 195.000 Soldaten, es war seinerzeit die drittgrößte Armee in Europa. Der zeitgenössische Ausspruch, dass Preußen kein Land sei, das sich eine Armee, sondern eine Armee, die sich ein Land geschaffen habe, in welchem sie gleichsam nur einquartiert stehe, stammt nach Erkenntnissen von Christopher Clark von Georg Heinrich von Berenhorst, einem Adjutanten Friedrichs II.
Beide deutsche Staaten hatten umfangreiche Beziehungen. Friedrich Wilhelm I. war Gast auf dem Zeithainer Lustlager und notierte eifrig die Stärke der sächsischen Regimenter. Nachdem Friedrich der Große die Herrschaft angetreten hatte, kam der altpreußische Staat in seine Blütephase und entfaltete einen stärker werdenden Druck gegenüber seinem südlichen Nachbarn. Sinnbildlich stand Sachsen für „Glanz und Glamour“, während Preußen den Weg des Ruhms und der Ehre, auch als „Gloria“ postuliert, ging. Beide deutsche Staaten führten eine ähnlich antagonistische Beziehung wie Athen und Sparta im alten Griechenland. Sachsen suchte weiche Methoden der Machtausübung über Kultur und Zivilisation, Preußen wählte als Mittel die Waffen. Die kriegerischeren Mittel Preußens führte zu einer Ausbreitung des nördlichen „Sparta“. Die Außenpolitik Sachsens reagierte zu zögerlich und neutralitätswahrend auf die Ambitionen Preußens. Die Anlehnung an Habsburg erfolgte als wohlwollende Neutralität ohne vertragliche Bindung, so dass Sachsen außenpolitisch keine nachhaltigen Bündniserfolge auf diese Bedrohungslage gelang.

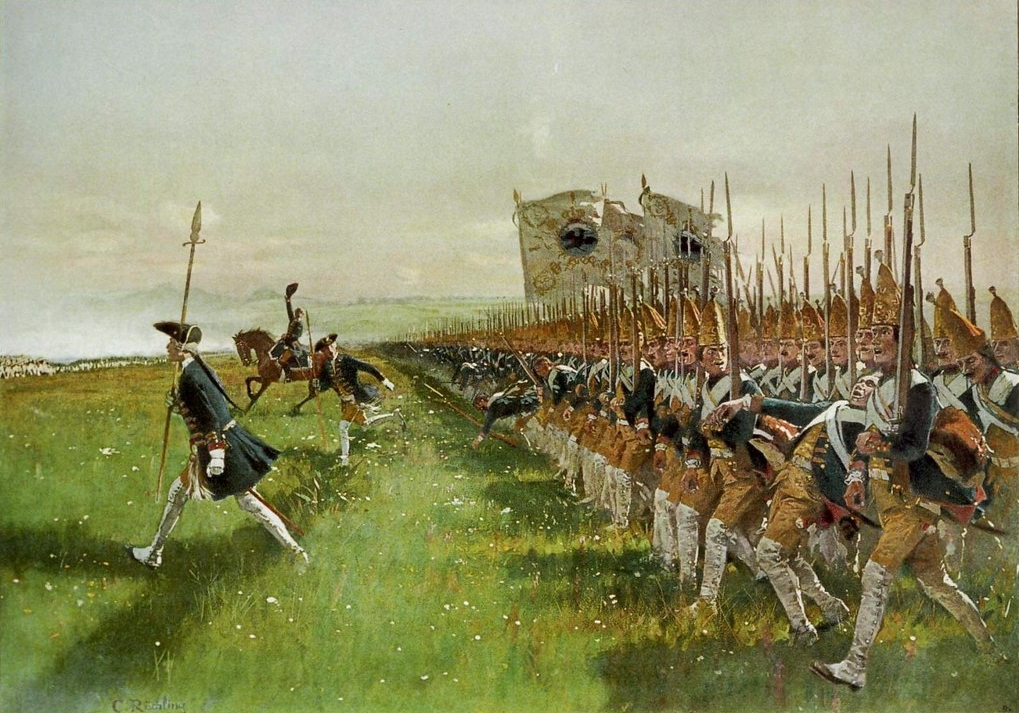
Hohenfriedeberg: Angriff des preußischen Grenadiergardebataillons, 4. Juni 1745, Historiengemälde von Carl Röchling (1855–1920)

In den Schlesischen Kriegen von 1740 bis 1763 gelang es dem aufstrebenden Preußen, Sachsen auszuschalten und es als protestantische Führungsmacht im Heiligen Römischen Reich abzulösen. Nachdem Preußen durch seinen Einmarsch in Schlesien 1740 den Ersten Schlesischen Krieg ausgelöst hatte, schloss sich Sachsen den Feinden Habsburgs an. Es hoffte auf die Erlangung einer Landbrücke zu Polen über das Habsburgische Schlesien, auf das auch Preußen Ambitionen hegte. Sächsische Truppen waren maßgeblich an der Erstürmung Prags am 26. November 1741 beteiligt. Sachsen ging im Geschacher um mögliche Gebietsgewinne leer aus. Dies führte zu einer Änderung der Politik und einer Anlehnung Sachsens an Habsburg. Im Zweiten Schlesischen Krieg kämpfte die Sächsische Armee auf Seiten der Habsburger. Die Schlacht bei Hohenfriedeberg am 3. Juni 1745 war der Beginn einer Reihe von Niederlagen, die dem Einfall preußischer Truppen nach Sachsen im November 1745 folgten. Am 15. Dezember 1745 kam es vor den Toren von Dresden in der Schlacht bei Kesselsdorf zur entscheidenden sächsischen Niederlage. Zwei Tage später musste die Dresdner Residenz ihre Tore öffnen und Friedrich II. zog zum ersten Mal in Dresden ein. Der Kapitulation Sachsens folgte nach Verhandlungen mit Preußen und Österreich in Dresden eine Verständigung. Sachsen musste eine Million Reichstaler Kriegsentschädigung bezahlen und erlitt einen erheblichen politischen Ansehensverlust in Europa.

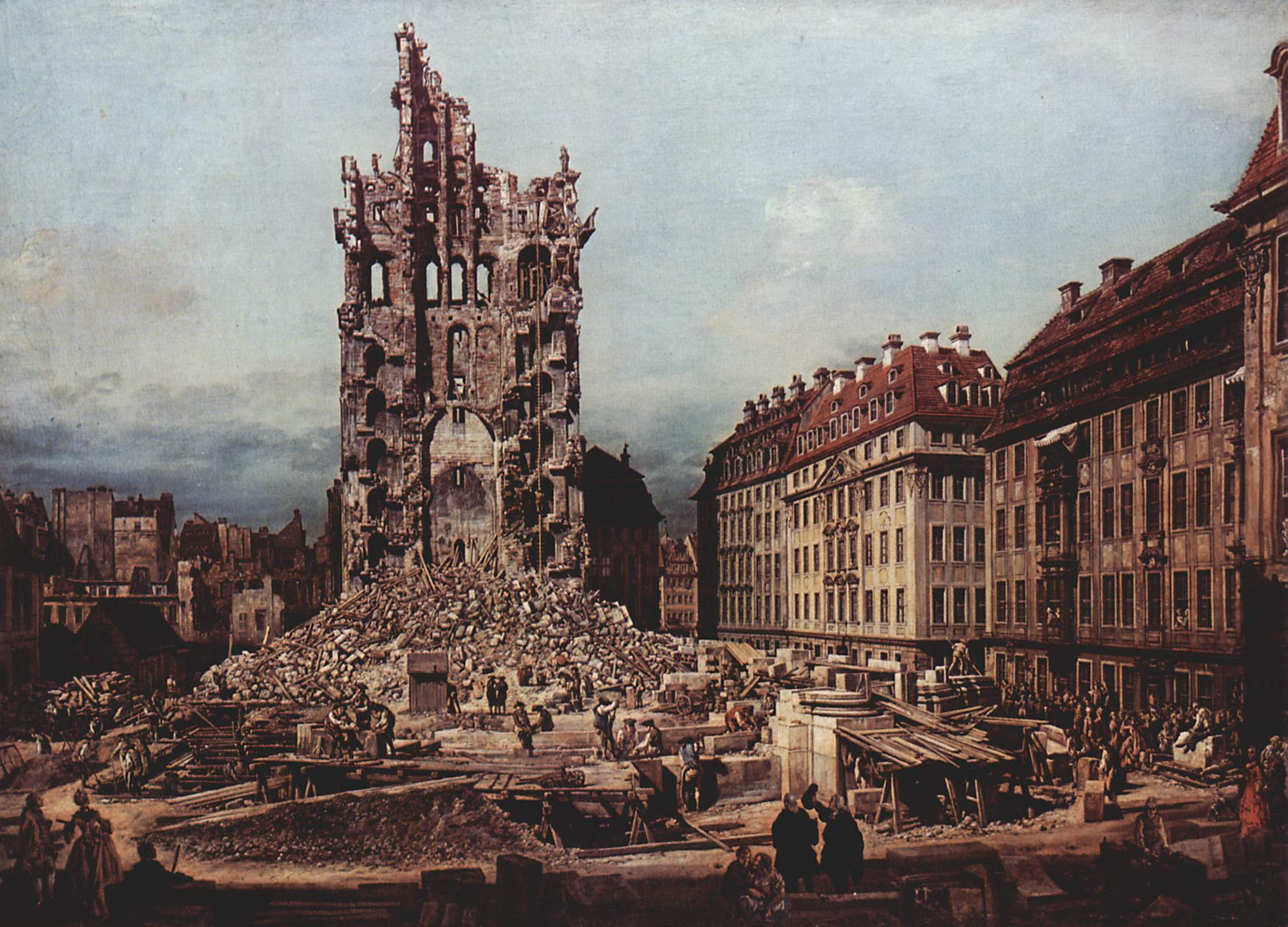
Die Ruine der Kreuzkirche in Dresden, von Osten aus gesehen, von Canaletto, 1765

Die Niederlage spornte Premierminister Brühl an seine antipreußische Politik zu verstärken. Kursachsen bemühte sich die Mächtekonstellation in Europa so zu beeinflussen, so dass ein erfolgreicher militärischer Kampf gegen Friedrich II. möglich wurde. Dem diente sowohl die dynastische sächsisch-bayerische Doppelhochzeit von 1747 als auch die Absicht nach der Renversement des alliances, einem Verständigungspakt zwischen Österreich und Frankreich in der Großen Allianz beizutreten. Einem Beitritt Sachsens in die Große Allianz kam Friedrich II. zuvor und löste durch seine offene Aggression gegen Sachsen den europaweiten Siebenjährigen Krieg aus. Am 26. August 1756 überschritt die preußische Armee mit etwa 70.000 Mann in drei Kolonnen die kursächsische Grenze. Am 29. August 1756 überbrachte der preußische Gesandte in Dresden Hans Dietrich Freiherr von Malzahn dem sächsischen Kurfürsten allerdings keine Kriegserklärung, sondern nur ein Erklärungsschreiben. Brühl und die sächsische Generalität zauderten und setzten mehrere Neutralitätsangebote ab. Preußische Truppen besetzten Dresden und schlossen die sächsische Armee bei Stolpen ein. Ein österreichischer Entsatzversuch scheiterte am 14. Oktober 1756. Am 16. Oktober 1756 ging die Armee durch ihre Kapitulation bei Pirna in preußische Kriegsgefangenschaft. Die sächsischen Verbände, ohne Offiziere 17.000 Mann stark wurden zwangsweise in das preußische Heer eingegliedert, von denen allerdings viele wieder desertierten. Sächsische Korps wurden neu aufgestellt und kämpften an der Seite Frankreichs und Österreichs. Preußen okkupierte fortan Sachsen, stellte es unter preußische Militäradministration und hielt den Besitz Sachsens in allen folgenden Militärkampagnen zwischen 1757 und 1763 für die oberste strategische Direktive. Sachsen sicherte Preußen die materiellen Grundlagen zur Fortführung seines Krieges. Die Beschießung Dresdens bei der Belagerung vom Juli 1760 zerstörte über 400 Häuser, öffentliche Gebäude und Palais, darunter die Kreuzkirche und das Gewandhaus. Vergeltungsmaßnahmen und Plünderungen preußischerseits waren an der Tagesordnung. Bereits 1761 zeichnete sich eine allgemeine Erschöpfung der Kriegsparteien ab, die im Verlauf des Jahres 1762 weiter zunahm.
Um den Krieg für Sachsen zu beenden, wurde Thomas von Fritsch zum sächsischen Verhandlungsführer ernannt. Ort der Friedensverhandlungen wurde die geplünderte zweite sächsische Residenz Hubertusburg. Die Wahl des Ortes der Friedensgespräche durch Friedrich II. zeigte nochmal die zerstörerische Kraft des preußischen Militärapparates und wirkte auf die Sachsen ähnlich nachhaltig wie die einseitigen Verhandlungen zwischen dem Deutschen Reich und dem besiegten Frankreich im Waffenstillstand von Compiègne auf die Franzosen 1940. Schloss Hubertusburg stand damit für eine bedeutende Zäsur sächsischer Landesgeschichte. Es stand zu dieser Zeit für den barocken Glanz des Kurfürstentums und seinen Niedergang. Die Auswirkungen auf Sachsen waren verheerend, weil es als zentraler Schauplatz von Schlachten und Truppenbewegungen Zerstörungen und zivile Opfer in Kauf nehmen musste. Während des Krieges starben, bedingt durch die Kampfhandlungen, 90.000 Sachsen. Um Zwangsrekrutierungen zu entgehen, verließen viele Sachsen während der Kriegsjahre ihr Land. Falschmünzerei führte zu wirtschaftlichen Einbußen unter der die Leipziger Messe und der sächsische Landeskredit litt.

### Rétablissement

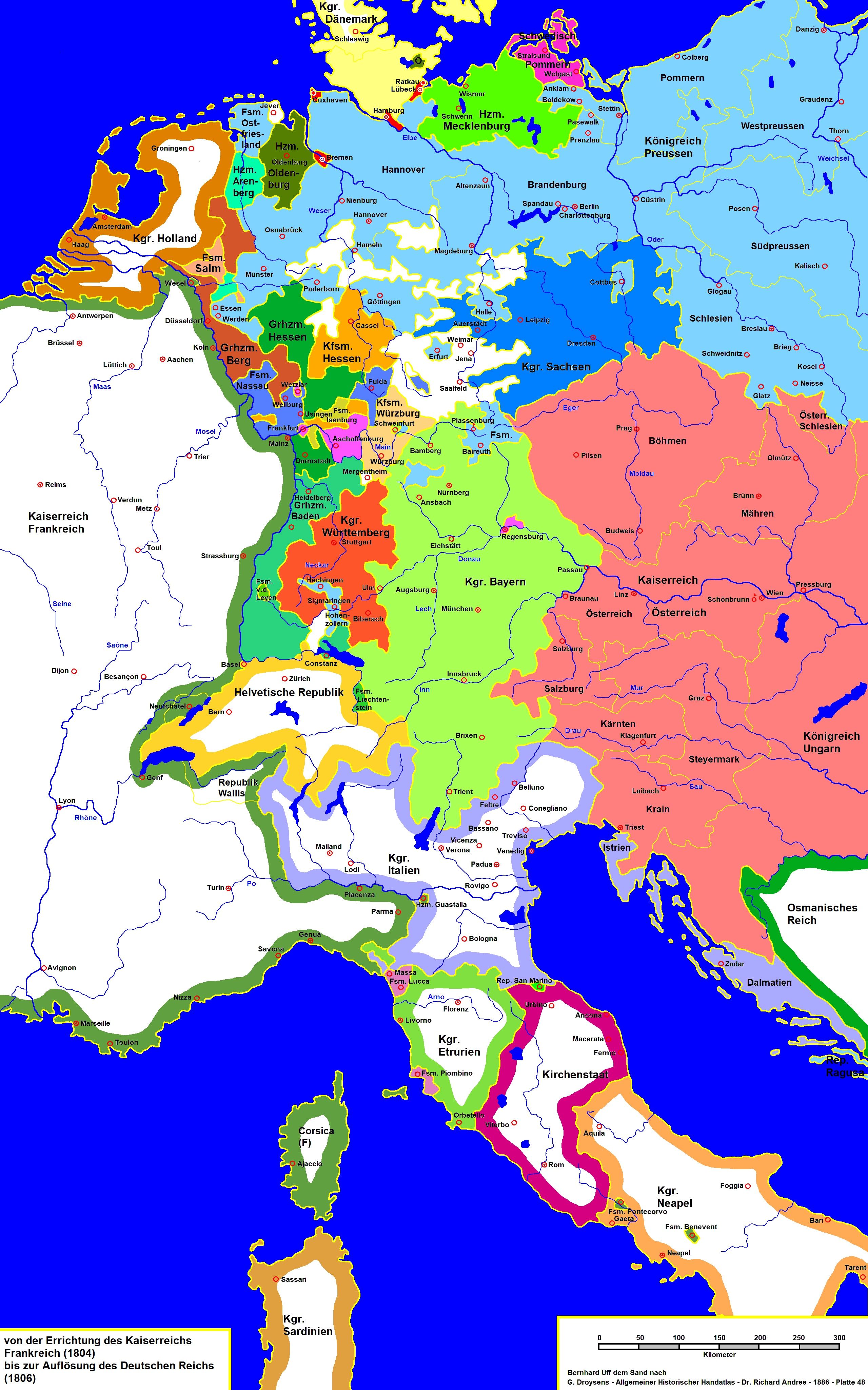
Kurfürstentum Sachsen (dunkelblau) um 1806

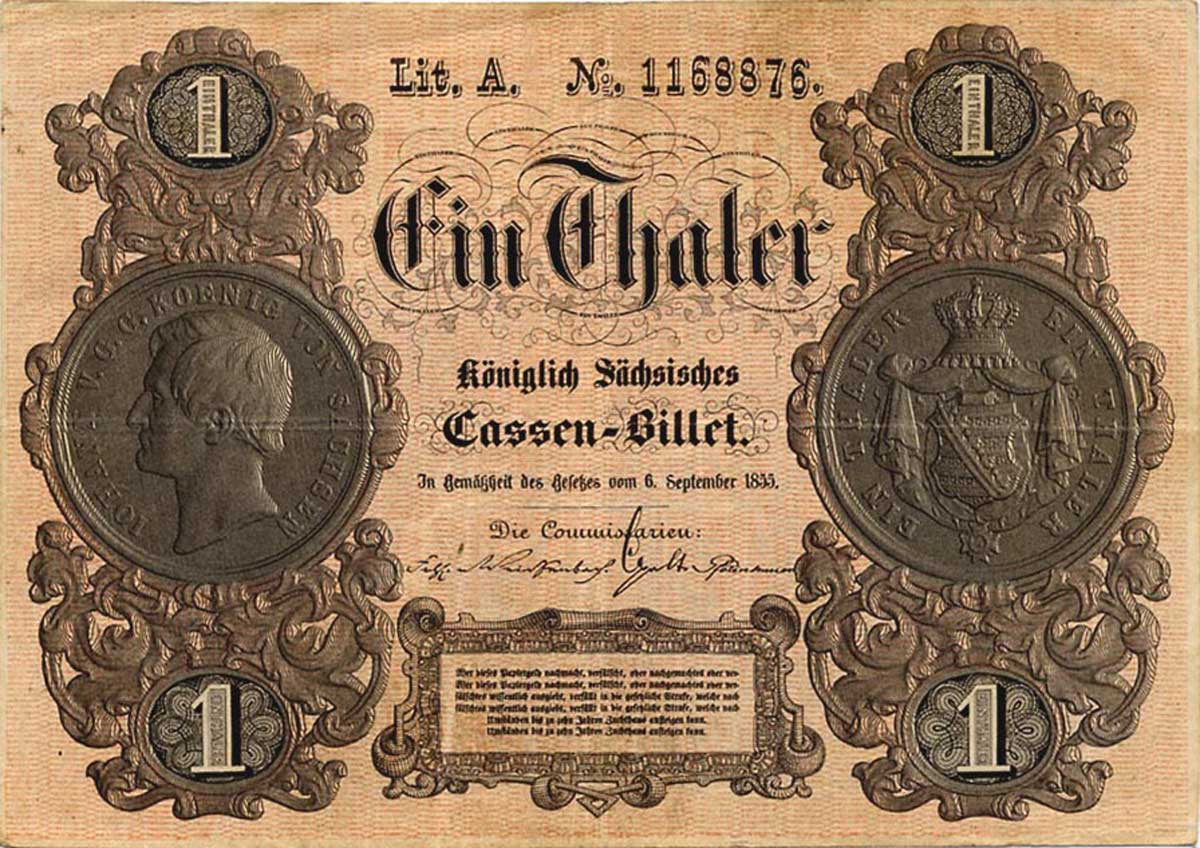
Wertstabiles Papiergeld von 1772: Sächsischer „1-Taler-Schein“

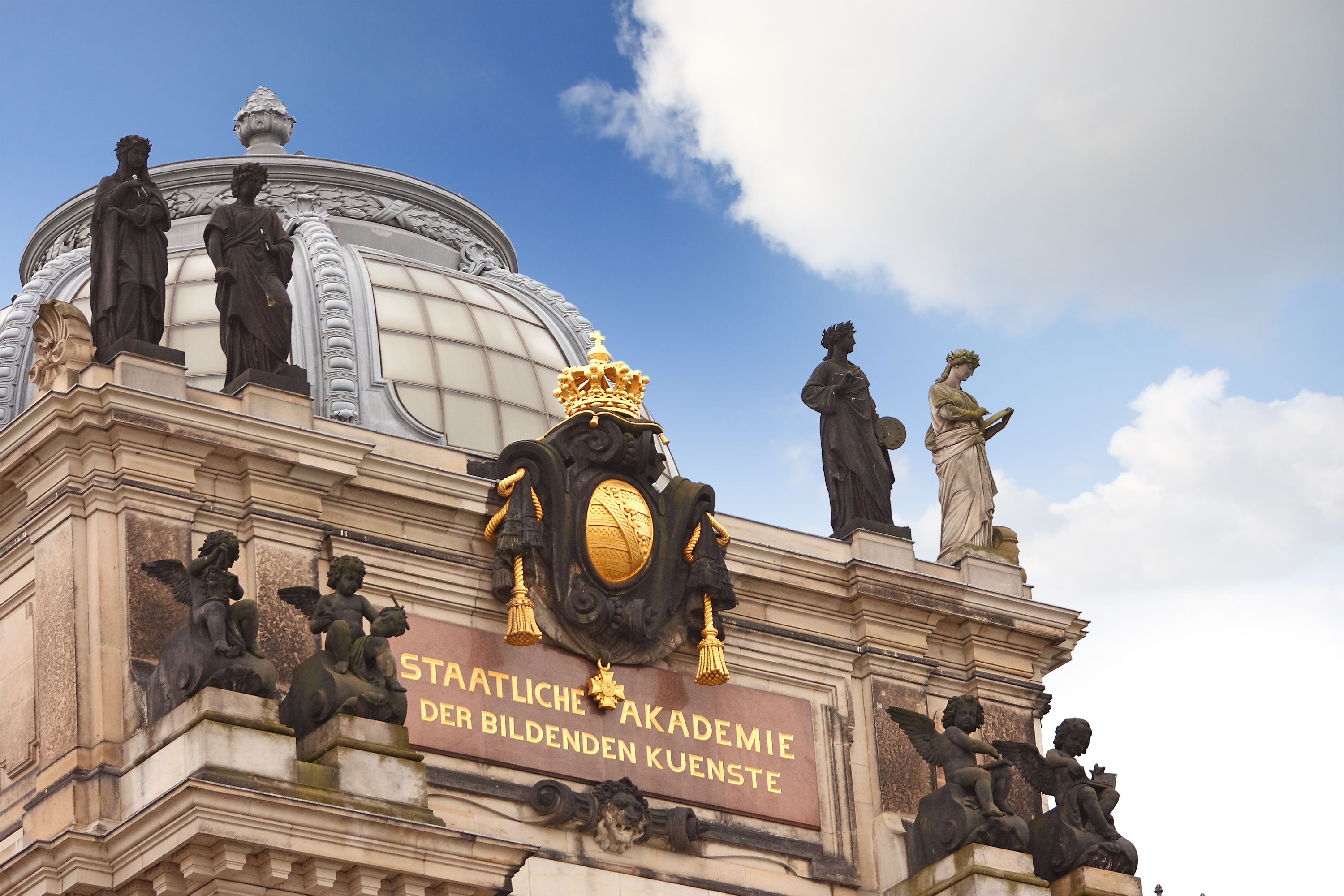
Figurenschmuck über dem Hauptportal der Dresdner Kunstakademie

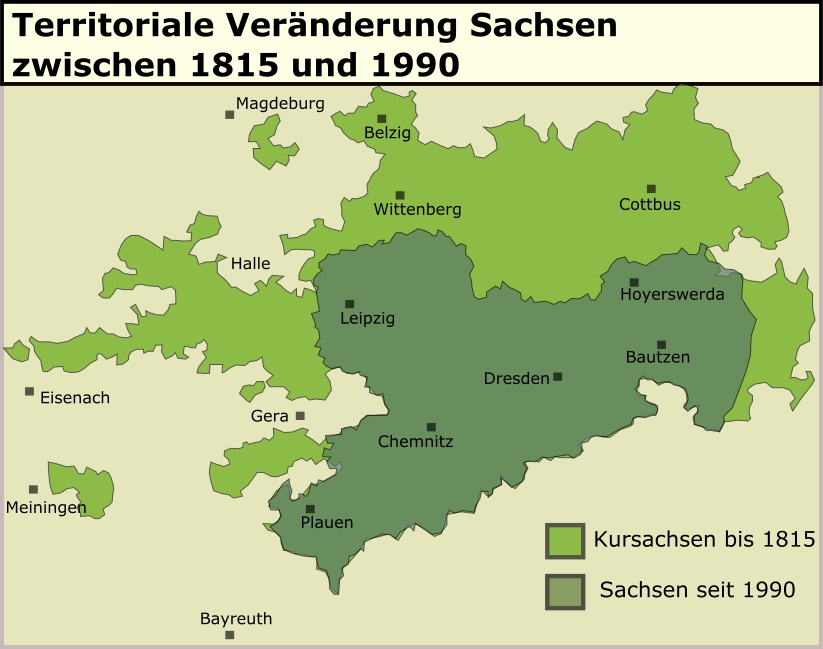
Geografische Ausdehnung des Königreichs Sachsen um 1807 kurz nach Beendigung des Vierten Koalitionskriegs (hellgrün) im Vergleich zum heutigen Freistaat Sachsen (dunkelgrün)

Bedingt durch den vorangegangenen Siebenjährigen Krieg und durch die von Heinrich von Brühl zu verantwortende Verschuldungspolitik stand das Kurfürstentum nach dem Hubertusburger Frieden 1763 kurz vor dem Staatsbankrott. Die Staatsschulden hatten eine Höhe von 49 Millionen Talern erreicht, etwa das Zehnfache der Staatseinnahmen dieses Jahres. Thomas von Fritsch stellte mit seiner Restaurationskommission den systematischen Abbau der Staatsverschuldung in den Mittelpunkt eines sächsischen Wiederaufbauprogramms, das den Titel Rétablissement trug. Mit einem umfassenden Reformprogramm erreichte Sachsen nicht nur 1774 wieder einen Überschuss im Haushalt, sondern auch ein mindestens zwanzig Jahre anhaltendes und bis dahin nicht bekanntes Wirtschaftswachstum, das nicht nur weit über die Beseitigung der Kriegsschäden hinausreichte, sondern eine der bedeutendsten und erfolgreichsten Aufbauleistungen der deutschen Geschichte darstellt.
Bereits im August 1762 wurde die Restaurationskommission mit ausdrücklicher Unterstützung von Kronprinz Friedrich Christian tätig, der im Januar 1762 nach Dresden zurückgekehrt war. Ihr war eine Kommerziendeputation zugeordnet, die die Arbeiten der Restaurationskommission entweder vorbereitete oder Maßnahmen zu ihrer Umsetzung formulierte. Der Restaurationskommission gehörten Persönlichkeiten aus dem Bürgertum mit politisch-administrativen Erfahrungen an, viele davon waren in Leipzig tätig, aber auch der Adel setzte konstruktive Akzente. Sie erarbeitete bis November 1763 in 34 Gutachten ein kameralistisches Programm zur Beseitigung der Kriegsschäden und zur Reform des Staates. Bereits vor seinem Regierungsantritt begann der nur neun Wochen regierende Kurfürst Friedrich Christian, die Maßnahmen umzusetzen und ihre Weiterentwicklung einzuleiten. Fortgeführt wurden sie nach dessen frühem Tod seitens des Vormundschaftsregenten Franz Xaver von Sachsen, nach Erreichen der Mündigkeit im Jahr 1768 von Kurfürst Friedrich August III.
Als erste Maßnahme traten am 7. August 1763 die Landstände zusammen, auf deren Zusammentreten in den Jahren vorher unter Brühl verzichtet worden war. Sie akzeptierten die Schuldenlast und brachten ihrerseits weitere Vorschläge zur Staatsreform ein. Die Stände gründeten eine Steuerkreditkasse, die sie selbst verwalteten, der Tilgungsplan zum Schuldenabbau wurde öffentlich bekannt gemacht. Das und das Einschmelzen des im Umlauf befindlichen „schlechten Geldes“ waren Ausdruck einer Politik der Geldwertstabilität. Auch der Militäretat wurde deutlich eingeschränkt, was die Absage an politische Großmachtambitionen bedeutete. Auch der sächsische Hof beschränkte sich, die Verschwendungssucht bei Festen und Inszenierungen gehörten der Vergangenheit an.
1764 wurde die Leipziger Ökonomische Sozietät gegründet und eine Professur für Kameralistik an der Universität Leipzig eingerichtet. Es folgten die erste Zeichenschule an der Porzellanmanufaktur Meißen, die Kunstakademie in Dresden und 1774 die erste Tierarzneischule. 1765 wurde die Bergakademie Freiberg gegründet.
Die Armee musste erheblich verkleinert werden. Gleichwohl schaffte es Regent Franz Xaver, die Armee kurzfristig wieder auf die Höhe von 30.000 Mann zu bringen.
Erhebliche Investitionen flossen in Straßen und Brückenbau, um insbesondere den Handelsstandort Leipzig zu stärken. Mit dem Straßenbaumandat von 1781, das für sächsische Staatsstraßen bis 1934 seine Gültigkeit behielt, wurde Sachsen ein Vorbild für andere Länder.
Durch die Reformertätigkeit entstanden ein neues Weltbild und neue Weltvorstellungen, die sich an den Kriterien ökonomisch-rationaler Effizienz orientierten. Die ausdauernde Reformarbeit der Verwaltungselite drängte zu einer Umformung des Behördenwesens, das den engen dynastischen Bezug lösen und stattdessen der Gesellschaft dienen sollte. Die entstehende Klassische Nationalökonomie wurde in den Rang einer Leitwissenschaft für den Staat gehoben. Dies wirkte sich auch auf die Verwaltung aus und setzte sich in den Bereich der einfachen Land- und Stadtschulen fort. Das Leipziger Handelskapital öffnete den Blick der Unternehmer auf auswärtige Märkte. Mit all den weitreichenden Arbeiten der Reformer wurden die Ansätze für die erfolgreiche Industrialisierungsgeschichte Sachsens im beginnenden 19. Jahrhundert gelegt.
Die Außenpolitik Sachsens verlor allerdings nach dem Bayerischen Erbfolgekrieg (1778/79) ihre Orientierung, nach dessen Ende sich Sachsen nicht am „Länderschacher“ beteiligte und lediglich einen Dauerstreit um das Gebiet um Glaucha beendete. Dies brachte der Staatskasse sieben Millionen Gulden für weitere Staatsinvestitionen. Ab 1791 ging Kurfürst Friedrich August III. wechselnde Koalitionen ein, was über die Erhebung zum Königreich im Jahr 1806 hinaus anhielt. Im Jahr 1805 hatte das Kurfürstentum Sachsen eine Größe von 716 Quadratmeilen, was etwa 39.425 Quadratkilometern entspricht.
Bei Ausbruch des Vierten Koalitionskrieges im Jahr 1806 war das Kurfürstentum Sachsen mit Preußen verbündet. Sächsische Soldaten kämpften in der Schlacht bei Jena gegen die napoleonischen Armeen. Nach der Niederlage wurde das Kurfürstentum besetzt und in Dresden zogen 10.000 bayerische Soldaten sowie ein französischer Stadtkommandant ein. Am 11. Dezember 1806 schloss Sachsen mit Frankreich den Frieden von Posen, der es in französische Abhängigkeit brachte. Kursachsen erhielt einige preußische Territorien zugesprochen, trat dem Rheinbund bei und wurde verpflichtet, Truppenkontingente für die französischen Angriffskriege zu stellen. Kurfürst Friedrich August III. von Sachsen erhielt den Königstitel, durfte sich fortan König Friedrich August I. von Sachsen nennen und regierte nunmehr, nach dem Ende des Heiligen Römischen Reiches, das Königreich Sachsen.

### Weitere Entwicklung als Königreich
Bedingt durch die Französische Revolution entstanden neue gesellschaftliche Kräfte. Die Forderungen nach mehr bürgerlichen Mitspracherechten, nach einer echten Konstitution mit aufbauender Gewaltenteilung zeigen auf, dass um die Wende zum 19. Jahrhundert der Fürstenstaat und seine Ständeinstitutionen nicht mehr zeitgemäß waren. Die Aufwertung des Kurfürsten zum König am 20. Dezember 1806 konnte das nicht verdecken. Aufgrund der Allianz mit Napoleon geriet Sachsen in den Befreiungskriegen erneut unter Druck durch Preußen und das Kaisertum Österreich. Mit der auf dem Wiener Kongress im Jahr 1815 beschlossenen Teilung des Königreiches Sachsen musste es auf mehr als die Hälfte seines Territoriums und fast die Hälfte seiner Bevölkerung verzichten, darunter auch auf den wichtigen Kurkreis.

## Wirtschaftsgeschichte

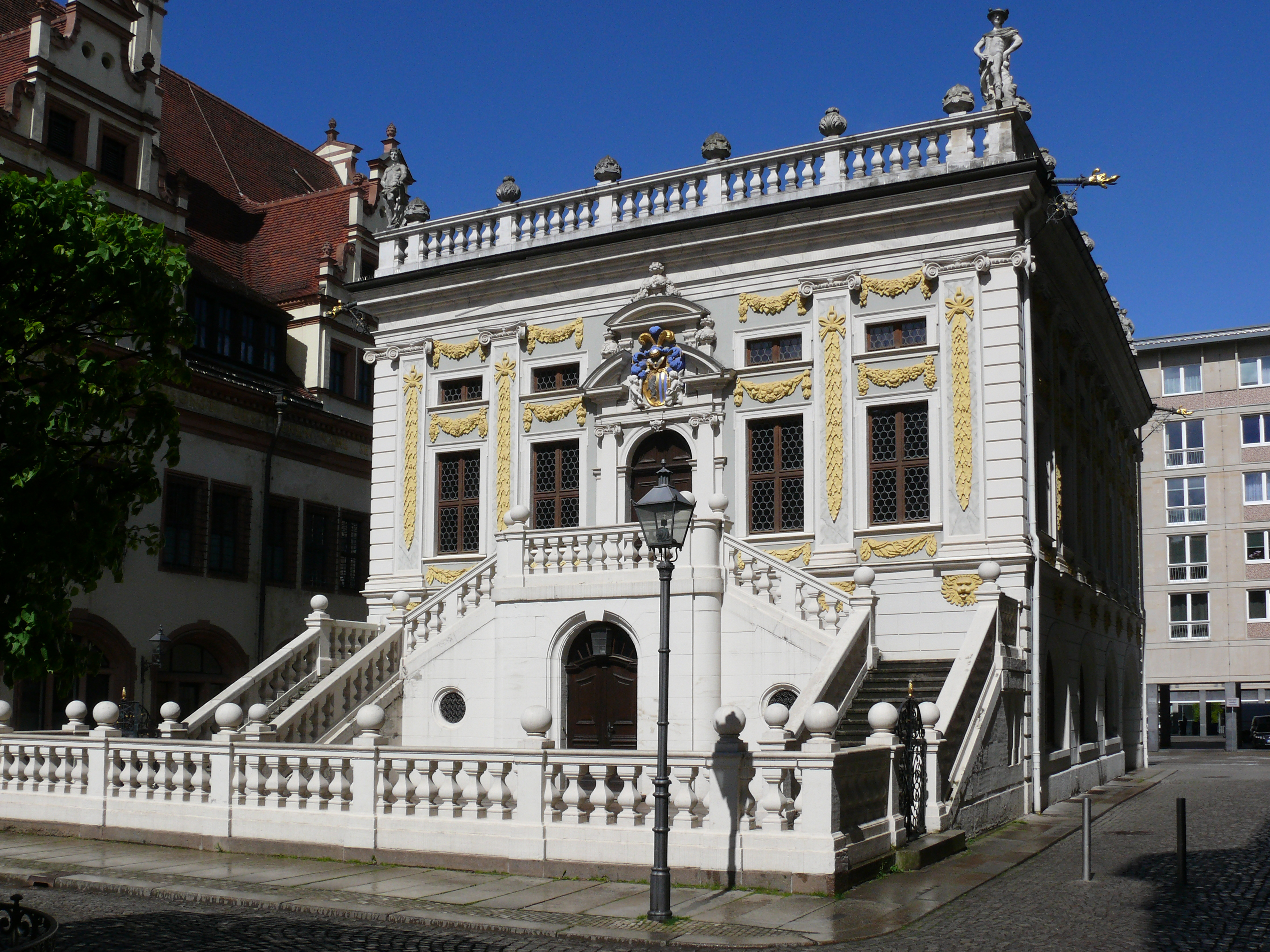
Alte Handelsbörse in Leipzig. Das Gebäude diente als Versammlungsort für Kaufleute. Es grenzt direkt an das alte Rathaus. Es ist im Vergleich zu diesem um ein Mehrfaches kleiner. Symbolisch kennzeichnet dies das Verhältnis des Einflusses zwischen Freiem Finanzmarkt und Regularien öffentlicher Verwaltung in Kursachsen im 17. Jahrhundert. Vergleichbare Handelsmetropolen dieser Zeit verfügten über deutlich größere Versammlungsorte.

### Volkswirtschaft
Das Kurfürstentum war ein Agrarstaat mit starker gewerblicher Prägung. Der überwiegende Teil der erwerbstätigen Bevölkerung arbeitete in der Landwirtschaft. Im Sekundärsektor dominierten – zeittypisch – Produktionsformen des Verlags- und des Manufakturwesens. Die Hochzeit des Kurfürstentums ist durch die Zeit des Frühkapitalismus geprägt, eine Übergangsphase von Feudalismus zum Kapitalismus, in der noch überkommene Wirtschaftselemente weiterbestanden bei gleichzeitiger zunehmender Durchdringung einer am Markt orientierten Wirtschaftsstruktur. Geld und Privateigentum begannen im 18. Jahrhundert gegenüber dem Besitz an Grund und Boden an Bedeutung zu gewinnen. Restriktionen, z. B. der freien Erwerbsarbeit, Gewerbefreiheit und dergleichen, die aus der Zeit des Mittelalters stammten und das Wirtschaftsleben beschränkten, bestanden aber bis in das 19. Jahrhundert fort. Sachsen wurde zum Ende der Zeit als Kurfürstentum Pionierregion des Industrialisierungsprozesses in Deutschland. Die erste Phase der Industrialisierung in Sachsen von 1800 bis 1830 erreichte vor allem das Erzgebirge und das Vogtland, während andere sächsische Gebiete nur eingeschränkt – etwa die Gegend um Chemnitz und Teile der Schönburgischen Rezessherrschaften – oder gar nicht an dieser Entwicklung teilnahmen.
Wirtschaftlicher Motor war die Stadt Leipzig mit ihrem Messewesen. Von hier konnte ein internationaler Absatzmarkt erzeugt werden, der sich günstig auf die einheimische Produktion auswirkte. Das Großbürgertum als Motor der wirtschaftlichen Entwicklung wirkte vor allem in Leipzig. Trotz einer günstigen wirtschaftlichen Entwicklung in Sachsen seit dem Ausgang des Mittelalters erreichte die wirtschaftliche Dynamik nie den Stellenwert westlicher Regionen wie zum Beispiel der Niederlande oder des süddeutschen Raums.

### Einzelne Wirtschaftszweige

#### Landwirtschaft
Obwohl der Bergbau die sächsische Wirtschaft prägte, war die Landwirtschaft zu Beginn der frühen Neuzeit der größte Wirtschaftszweig. Zwei Drittel der Bevölkerung lebten in dörflichen Strukturen. Trotz begonnener gewerblicher Nebenproduktion machten um die Mitte des 16. Jahrhunderts die Bauern den größten Anteil an der Bevölkerung aus.
Die verbreitete gewerbliche Nebentätigkeit vieler Landbewohner in der Heimarbeit förderte die Intensivierung der Landwirtschaft. Die verbreitete Hof- und Viehwirtschaft brachte seit der Mitte des 18. Jahrhunderts die Gutswirtschaft, aber auch viele bäuerliche Betriebe zum Anbau von Futterpflanzen, zur Stallfütterung und der künstlichen Düngung der Böden. Um 1800 hatten sich der Kleeanbau, angeführt von Johann Christian Schubart, und die damit verbundene ganzjährige Stallfütterung in der sächsischen Landwirtschaft durchgesetzt. Daneben wurden auch Esparsette und Luzerne angebaut. Nach 1770 wurde die Futterrübe in Sachsen angepflanzt. Der Kartoffelanbau verzwölffachte sich von 1755 bis 1800. Seit den 1760er Jahren wurden Tabak, Färberkrapp, Hanf und Raps angebaut. Die Tierbestände nahmen in der Zeit, bedingt durch die Zunahme des Tierfutteranbaus, zu. 1763 wurden 300 spanische Merinoschafe in Sachsen eingeführt. Die Schafzucht wuchs fortan erheblich an und weitete sich bis 1800 auf 900.000 Merinoschafe, bei insgesamt 1,5 Millionen Schafen, aus. Auch der herkömmliche Getreideanbau verdoppelte sich zwischen 1750 und 1800.

#### Gewerbe und Frühindustrialisierung
Sachsen hatte seit der frühen Neuzeit einen im Vergleich mit anderen Reichsterritorien stark entwickelten Sekundärsektor. Zunächst noch zaghaft setzte sich bis 1800 eine neue Produktionsform durch, die neben dem in Zünften organisierten Handwerk vor allem für den Export produzierte, die Manufaktur. Durch die Entwicklung seiner Produktivkräfte (Produktionsfaktoren im engeren Sinne) vor allem in der Textilproduktion im Vogtland und im Erzgebirge wurde Sachsen im 19. Jahrhundert ein führendes deutsches Land im Industrialisierungsprozess.
Im 16. Jahrhundert entstanden sechs Manufakturen in Sachsen. Von 1600 bis 1644 kamen weitere fünf dazu. Von 1645 bis 1697 entstanden weitere 17, von 1698 bis 1756 wurden 36, von 1763 bis 1800 weitere 148 gegründet. Die meisten dieser Gründungen erfolgten durch das Kapital von Bürgern. Bekannte Unternehmer waren Johann Gottlieb Immanuel Breitkopf, der den Notentypendruck entwickelte und Johann Daniel Crafft mit seiner Textilmanufaktur in Ostra bei Dresden.
| Jahreszeitraum              | 1500–1599 | 1600–1644 | 1645–1697 | 1698–1756 | 1763–1800 |
| --------------------------- | --------- | --------- | --------- | --------- | --------- |
| Anzahl Manufakturgründungen | 6         | 5         | 17        | 36        | 148       |

Rechnet man die Bergwerke noch hinzu, war Kursachsen am Ende des 18. Jahrhunderts insbesondere zwischen Zwickau und Freiberg das am dichtesten mit Manufakturen besetzte Gebiet des Reiches. Die Manufakturen dominierten aber nicht quantitativ, denn das zünftische Handwerk wie auch die heimische Verlagsarbeit machten den Großanteil der gewerblichen Produktion aus. Durch die Verbreitung der Manufakturen waren aber um 1800 bereits Ansätze des Übergangs ins Fabrikzeitalter zu verzeichnen.

Meißner Porzellan, bekannteste Manufaktur des Kurfürstentums Sachsen

Leipziger Messe, Sachsens bedeutendstes Handelszentrum

Um 1800 gab es in Sachsen an der Schwelle zur Industrialisierung eine Reihe kleinerer Gewerbelandschaften. Im Osten bildete die südliche Oberlausitz mit Böhmen und Schlesien einen Schwerpunkt in der mitteleuropäischen Leinenproduktion. Die Leinenproduktion entwickelte sich zu einem Exportschlager, dessen Lieferungen in fast alle europäische Länder gingen, später auch nach Übersee. Eine zweite Gewerbelandschaft war in Chemnitz und seiner näheren Umgebung entstanden. Es herrschte das Baumwollgewerbe vor, das Strümpfe, Handschuhe, Mützen usw. erzeugte. Das Erzgebirge entwickelte sich als dritte Gewerberegion aus der Verknüpfung verschiedener gewerblicher Kleinregionen. Es gab eine verzweigte bergbauliche Metallgewinnung (Kobalt, Zinn, Eisen, Silber) und -verarbeitung (Weißblech, Nägel, Löffel usw.). Seit 1463 wurde Wismut (für die Lettern des neu erfundenen Buchdrucks) gefördert. Die Bedeutung des Bergbaus als wirtschaftliches Standbein nahm in der zweiten Hälfte des 16. Jahrhunderts ab. Der Rückgang der Silberförderung in den Bergbaurevieren nach 1550 war einer der wichtigsten Gründe für die Schließung aller Landesmünzstätten und deren Verlegung in eine einzige Münzstätte nach Dresden. Es gab darüber hinaus im Erzgebirge Blaufarbenproduktion, Strohflechterei, Spielzeugherstellung und die Klöppelei. Eine wichtige Exportgewerbelandschaft war das Vogtland. Dort gab es eine bedeutende Produktion von feinen Kleiderstoffen aus Baumwolle und Baumwollstickerei. Dort vollzog sich der Durchbruch der vorindustriellen Textilwirtschaft zur Industriewirtschaft. Damit wurden die textilgewerblichen Standorte auch zu Standorten des Maschinenbaus in den Folgejahrzehnten nach 1806.
Die Ausprägung der Textilwirtschaft als zweiter wirtschaftlicher Schwerpunkt wurde vor allem durch das seit 1628 in Sachsen geltende Anerbenrecht bewirkt. Das Bauerngut wurde demnach nur als Ganzes an die nächste Generation vererbt und nicht unter den Nachkommen aufgeteilt. In den gewerblichen Regionen war Land ein knappes Gut. Mit dem Anwachsen der Bevölkerung wurden die Menschen in andere als rein bäuerliche Tätigkeiten gezwungen, so vermehrt in der Textilproduktion, die als Verlagsarbeit organisiert wurde. Die dadurch hervorgerufene Qualifizierung einer großen Zahl an Heimarbeitern für industrielle Tätigkeiten führte zur Ausbildung einer industriellen Reservearmee, die in der Industrialisierung im 19. Jahrhundert mobilisiert werden konnten. Ein Industriepionier, der am Ende des Kurfürstentums die erste sächsische Maschinenspinnerei errichtete, war Gottlob Friedrich Thomas.
Um 1800 beschäftigte die Wollindustrie 25.000 Menschen und verarbeitete für 516.000 Reichstaler inländische und für 47.000 Reichstaler ausländische Ware weiter. Die Seidenmanufakturei war relativ unbedeutend und hatte um 1800 an 200 Stühlen 350 Beschäftigte. Kursachsen besaß um 1800 vier Waffenmanufakturen, die bedeutendste mit 300 Beschäftigten befand sich in Suhl. Die Papierherstellung erstreckte sich 1800 auf 82 Papiermühlen mit 226 Beschäftigten, konnte jedoch den inländischen Bedarf nur zu einem Drittel decken. Die bedeutende Meißener Porzellanmanufaktur beschäftigte um das Jahr 1800 rund 700 Menschen.

#### Handel

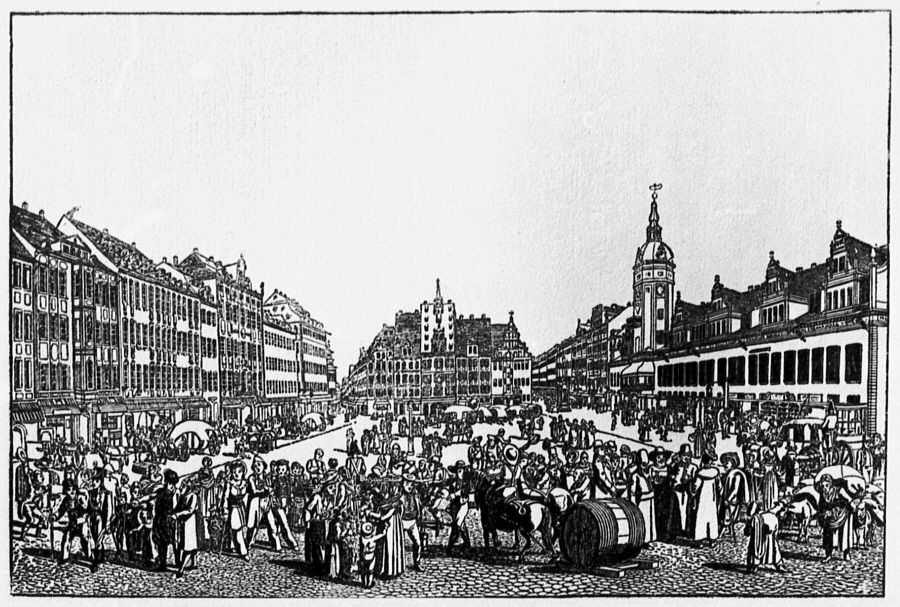
Messetreiben auf dem Leipziger Markt um 1800

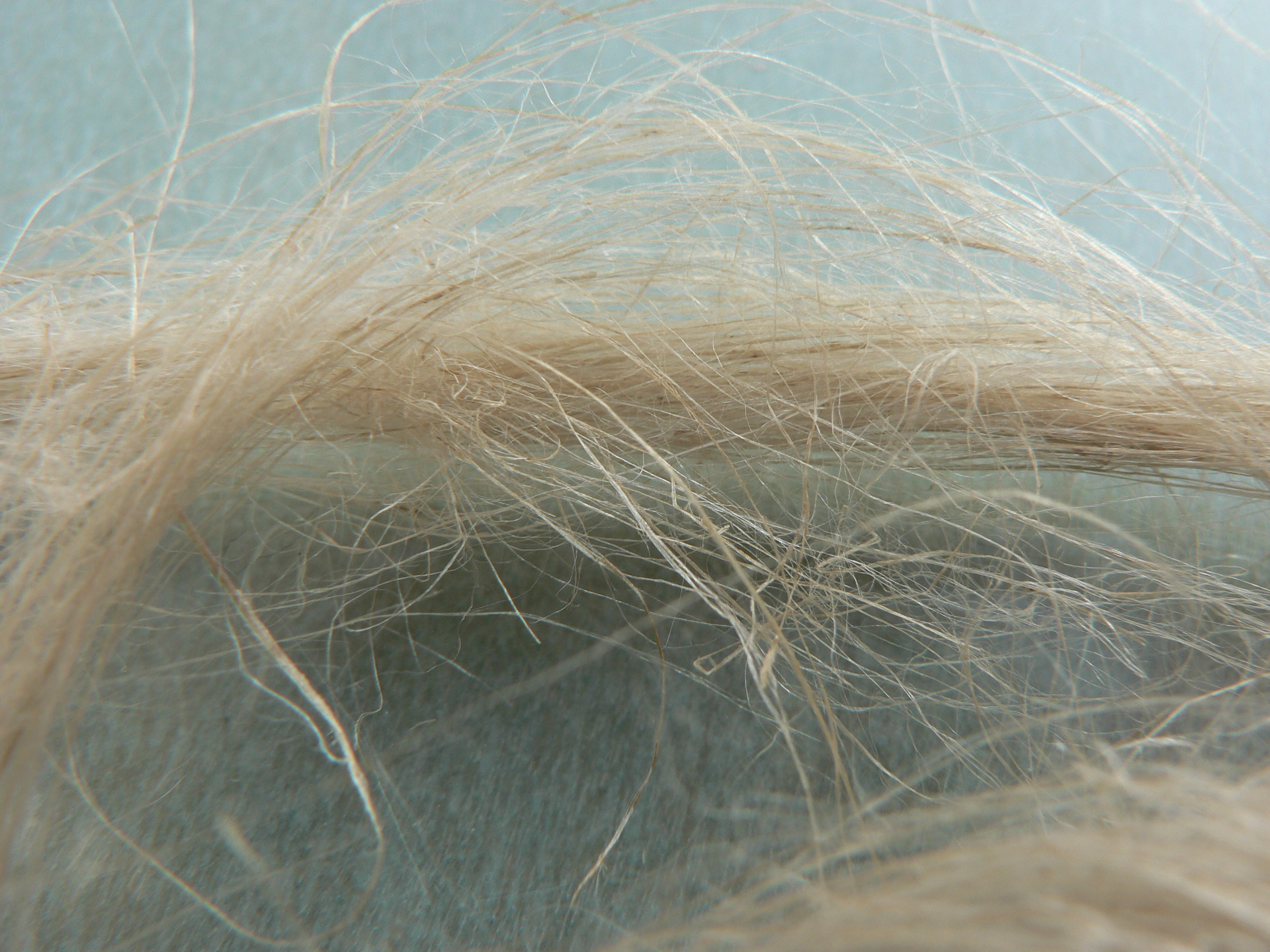
Sachsen war einer der wichtigsten Exporter von Leinen im Reich neben Böhmen und Schlesien

Die Erzeugnisse des Gewerbes mussten über den Handel veräußert werden. Durch die Geschäftstüchtigkeit der Leipziger Kaufleute wurde ein exportorientierter Absatz über den zentralen Handelsplatz in Leipzig ermöglicht. Dies führte zum Aufstieg Sachsens zu einem Wirtschaftszentrum von europäischem Rang. Im Handelsbereich dominierten vor allem Leipziger Bürger. Die Leipziger Messen waren der kontinentale Absatzmarkt für sächsische Produkte der heimischen Manufakturen und gleichzeitig Handelszentrum. Dadurch kam es in Leipzig zu einer Akkumulierung von Handelskapital. Im 16. Jahrhundert investierten die Leipziger Kaufleute ihr Kapital vor allem in Kuxe für einzelne Silberbergwerke, die im Raum Annaberg-Buchholz und Freiberg aufgemacht wurden.
Den Umfang der Handelsgeschäfte im Lauf eines Messejahrs veranschlagte Johann Gottfried Hunger, ein kurfürstlicher Finanzsekretär, für 1790 im innersächsischen Handel auf zwölf Millionen Reichstaler Umsatz. Der jährliche Messhandel wurde für dieses Jahr insgesamt auf rund 18 Millionen Reichstaler taxiert. Acht Millionen davon beruhten aus innersächsischen Messgeschäften; zwei von drei innersächsischen Handelsgeschäften wurden folglich während einer Leipziger Messe getätigt.
Im 18. Jahrhundert war die Leipziger Messe noch eine reine Warenmesse und entwickelte sich erst später zu einer Mustermesse. Finanzgeschäfte fanden seit dem 17. Jahrhundert kaum noch auf Messen statt. Banken bildeten sich in Sachsen erst im 19. Jahrhundert im größeren Maße. Auf diesem Gebiet hatte Leipzig einen Entwicklungsrückstand im Vergleich zu westlichen Handelsmetropolen. Ein bekannteres Leipziger Finanzinstitut im 18. Jahrhundert war das Handels- und Bankhaus Frege & Comp. in Leipzig (1739–1816), gegründet von Christian Gottlob Frege. Die Kaufleute gingen im 18. Jahrhundert zu einem permanenten Kommissionshandel über und lösten den Messehandel damit ab. Letztlich fehlte es an einer eigenen dauerhaft betriebenen Börse. Leipzig als Handelsstandort lebte vor allem über seine Merchant Banker.
Die guten Außenhandelsverbindungen förderten die Bildung eines aktiven Unternehmertums, beschafften auf diesem Wege einsatzfähiges Handelskapital und führten zu Investitionen. Diese Standortfaktoren begünstigten den „Take Off“ im Produktionsbereich am Anfang des 19. Jahrhunderts, dessen Grundlagen die durch Bevölkerungsdruck ausgelöste gewerbliche Diversifikation und die damit notwendige Einführung landwirtschaftlicher Innovationen bildeten.

#### Handelsbilanz
Im Jahr 1800 exportierte Sachsen Wollwaren für 400.000 Reichstaler, Leinen für 3.500.000 Reichstaler, unverarbeitete Wolle für 300.000 Reichstaler, Metallwaren für 1.500.000 Reichstaler (Silber, Zinn und Bleche), Porzellan für 163.000 Reichstaler.
Importiert wurden Baumwolle (300.000 Reichstaler), Seide, Flachs und Hanf, Zucker, Kaffee, Tee, Tabak (308.000 Reichstaler), Kupfer (200.000 Reichstaler), Salz (160.000 Reichstaler), Gewürze und Modewaren. Insgesamt wurden 1768 Waren im Wert von 5.600.000 Reichstalern importiert und Waren im Wert von 6.350.000 Reichstalern exportiert, mit einem Handelsüberschuss von etwa 750.000 Reichstalern.

## Staats- und Verwaltungsorganisation

### Überblick

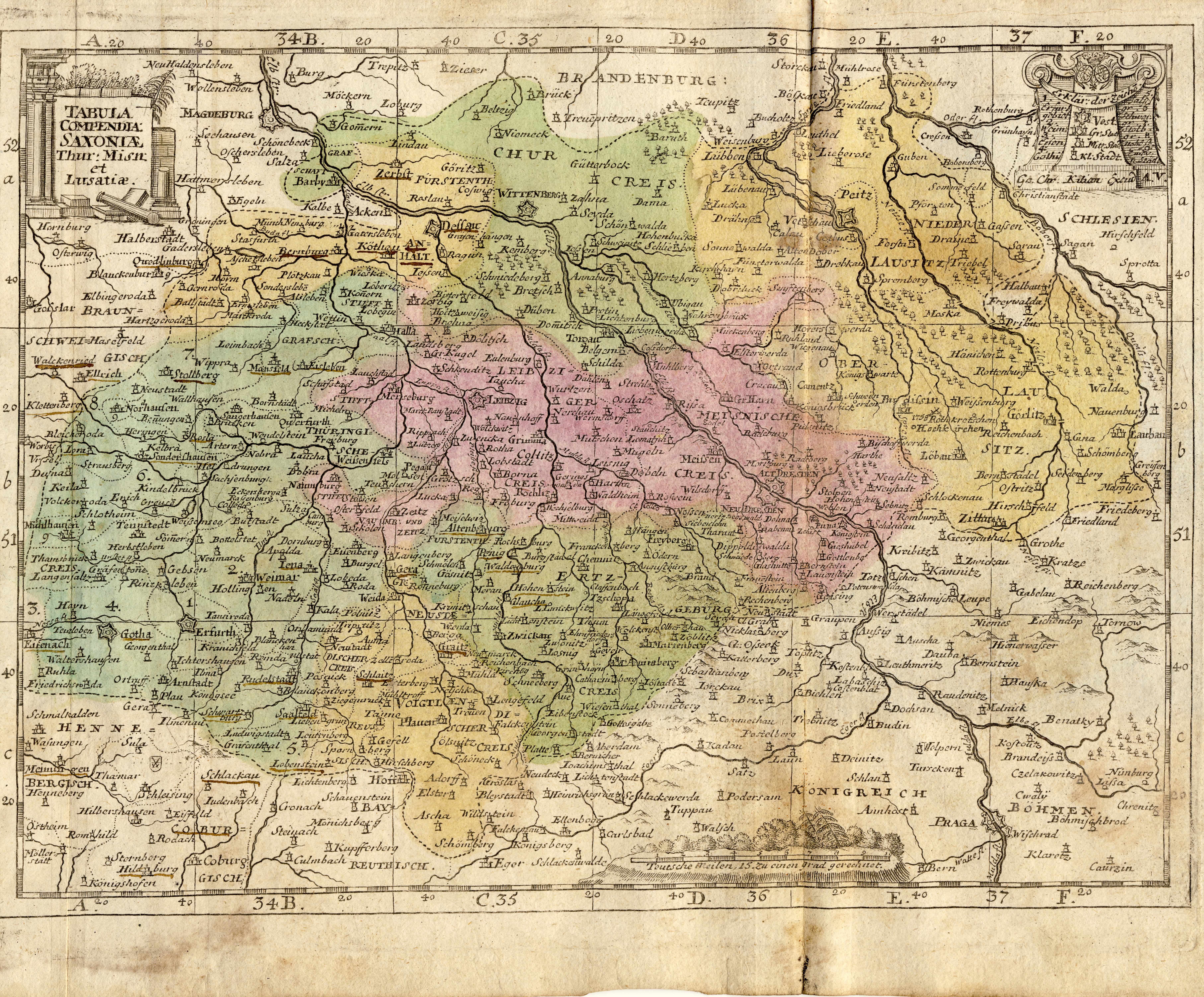
Die Kreise im 18. Jahrhundert nach Georg Christophe Kilian

Die Zeit des Kurfürstentums umfasst den Epochenwechsel von der spätmittelalterlichen Landesherrschaft zum frühneuzeitlichen ständisch-absolutistischen Staat, der durch eine zentralistische Verwaltung zusammengehalten wurde. Eine schriftlich fixierte Gewaltenteilung in Judikative, Legislative und Exekutive gab es erst in Folge der Staatsreformen des Königreichs Sachsen im 19. Jahrhundert. Im Jahr der Auflösung des Kurfürstentums 1806 bestanden formell die alten mittelalterlich geprägten ständischen Institutionen zwar fort, darüber hinaus hatte sich aber eine moderne und geordnete Verwaltungsstruktur durchgesetzt und damit ein behördenorientiertes Staatshandeln ermöglicht. Den absolutistischen Bestrebungen der Kurfürsten, die unter August dem Starken ihren Höhepunkt in Sachsen erreichten, gelang es nie, die anderen ständischen oder administrativen Korrektivkräfte zu kontrollieren.
Wichtigste Institution war die Person des Landesherren, gefolgt von den Landständen und der Kursächsischen Landesregierung in Form des Geheimen Rates als Behördeninstitution.

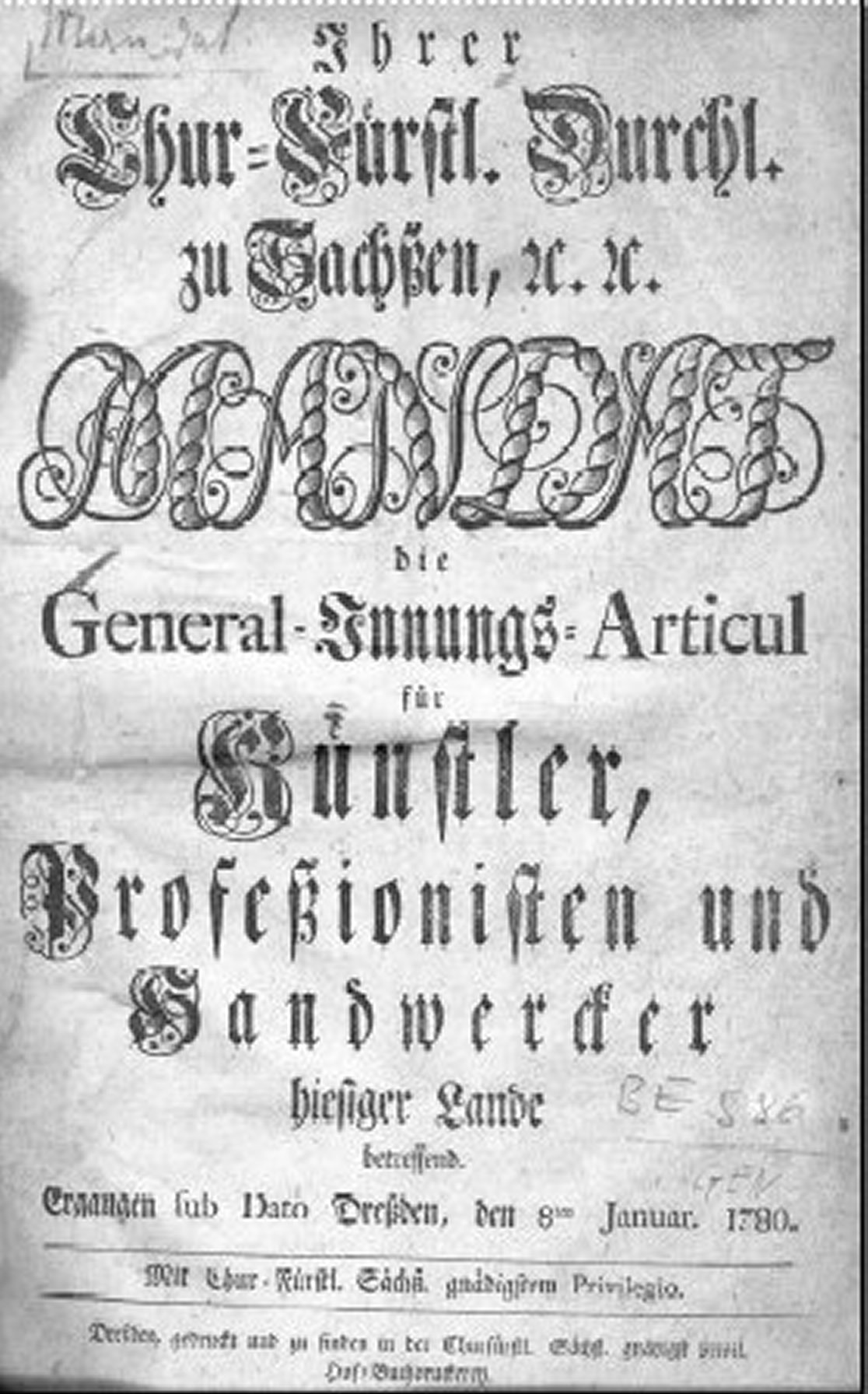
Regieren im Kurfürstentum: 43-seitiges Innungsgesetz vom 8. Januar 1780
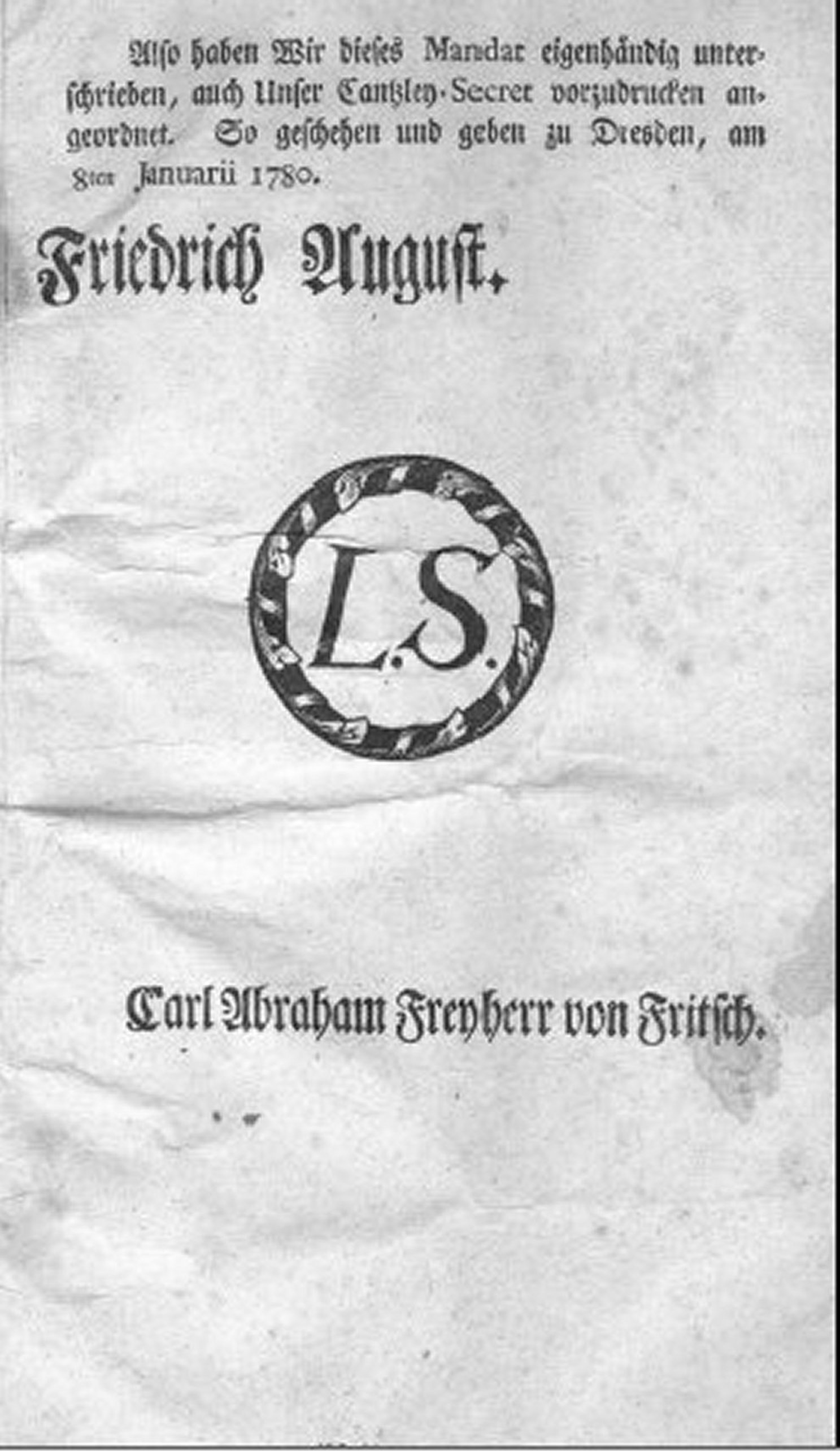
Mandat die General-Innungs-Articul für Künstler, Profeßionisten und Handwercker hiesiger Lande betreffend

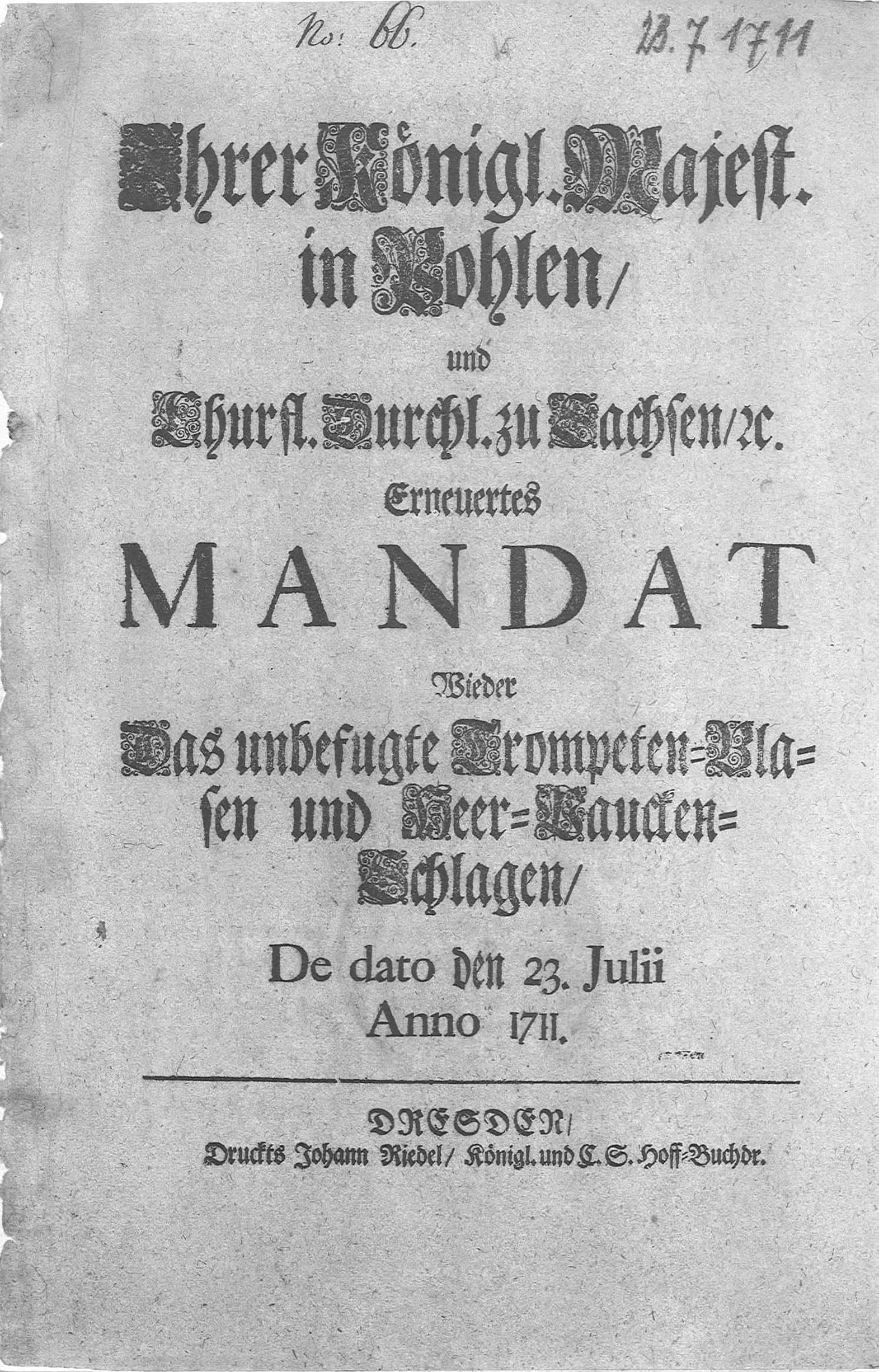
Regieren im Kurfürstentum: 8-seitiges Gesetz gegen unbefugtes Trompetenblasen vom 23. Juli 1711
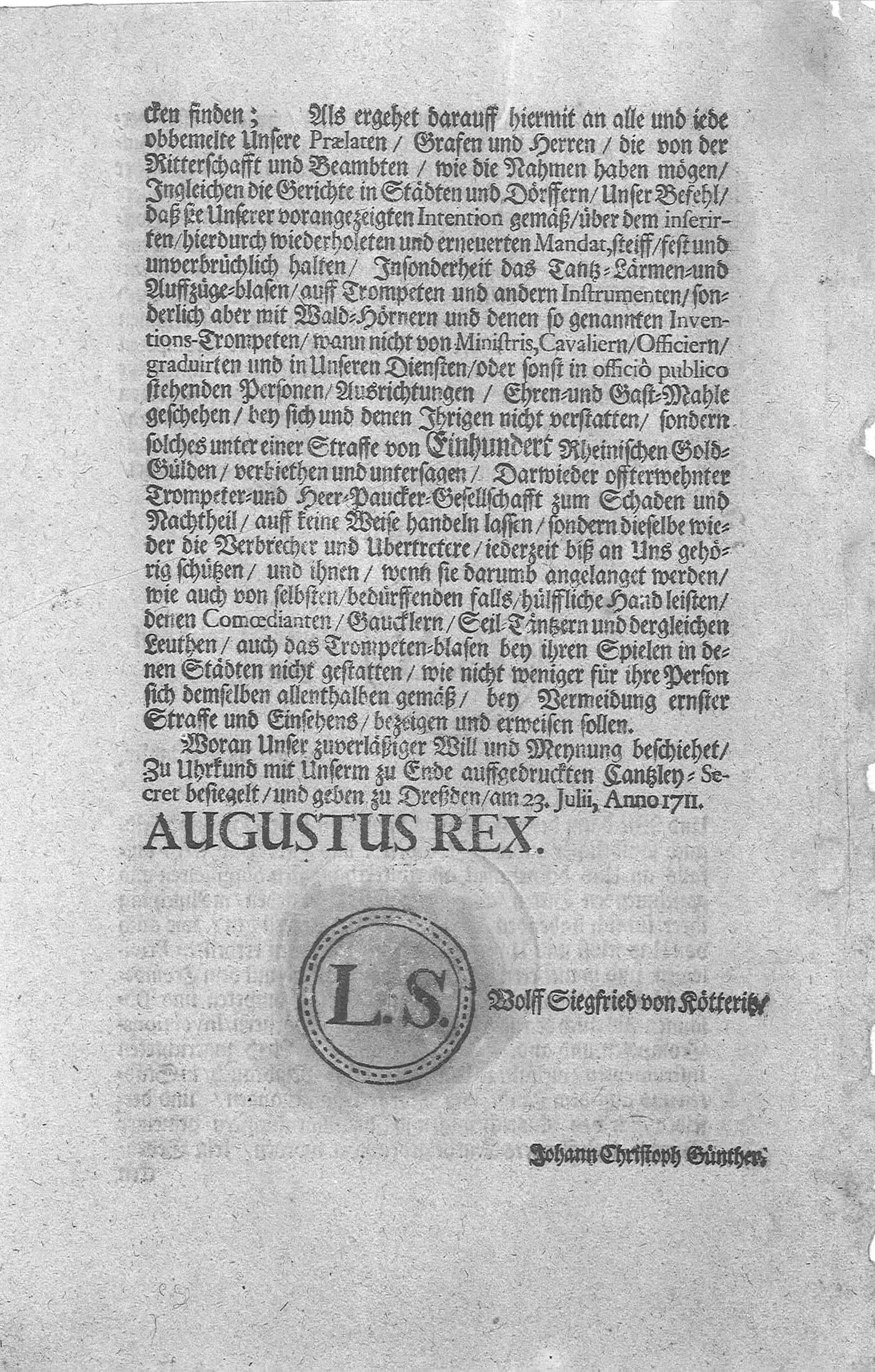
Erneuertes Mandat wieder das unbefugte Trompeten-Blasen und Heer-Paucken-Schlagen

### Reichsinstitutionen und -ämter
Kursachsen war Gliedstaat des Heiligen Römischen Reiches. Als solcher gehörte das Kurfürstentum Sachsen zum Obersächsischen Reichskreis. Dieser bestimmte die gemeinsame Verteidigungsorganisation der Mitgliedsstaaten im Angriffsfall einer auswärtigen Macht. Es besaß aber auch das Aufgabenfeld der Landfriedenswahrung.
Zweites wichtiges Reichsgremium war der Reichstag. Der Kurfürst war im Kurfürstenkollegium auf dem Reichstag vertreten.
Der Kurfürstentag war ein weiteres unregelmäßig tagendes Gremium an dem der sächsische Kurfürst seine Stimme vertrat.
Mit der Kurwürde besaßen die Wettiner auch das Reichserzmarschallamt. Mit diesem Reichsamt waren das Reichsvikariat für die Reichsgebiete nach sächsischem Recht, das Kreisoberstenamt des obersächsischen Reichskreises verbunden. Die Statthalterschaft übte der sächsische Kurfürst mehrfach aus. In Erinnerung an solche Interregnumsphasen ließ dieser so genannte Vikariatsmünzen prägen. Der Reichserzmarschall hatte bei Abwesenheit des Königs die Befehlsgewalt über die Reichsarmee. Er führte die Hauptfahne des Heiligen Römischen Reichs und trug bei der Kaiserwahl und den Krönungsfeierlichkeiten das Krönungsschwert voran.

### Landesfürst und Hofstaat

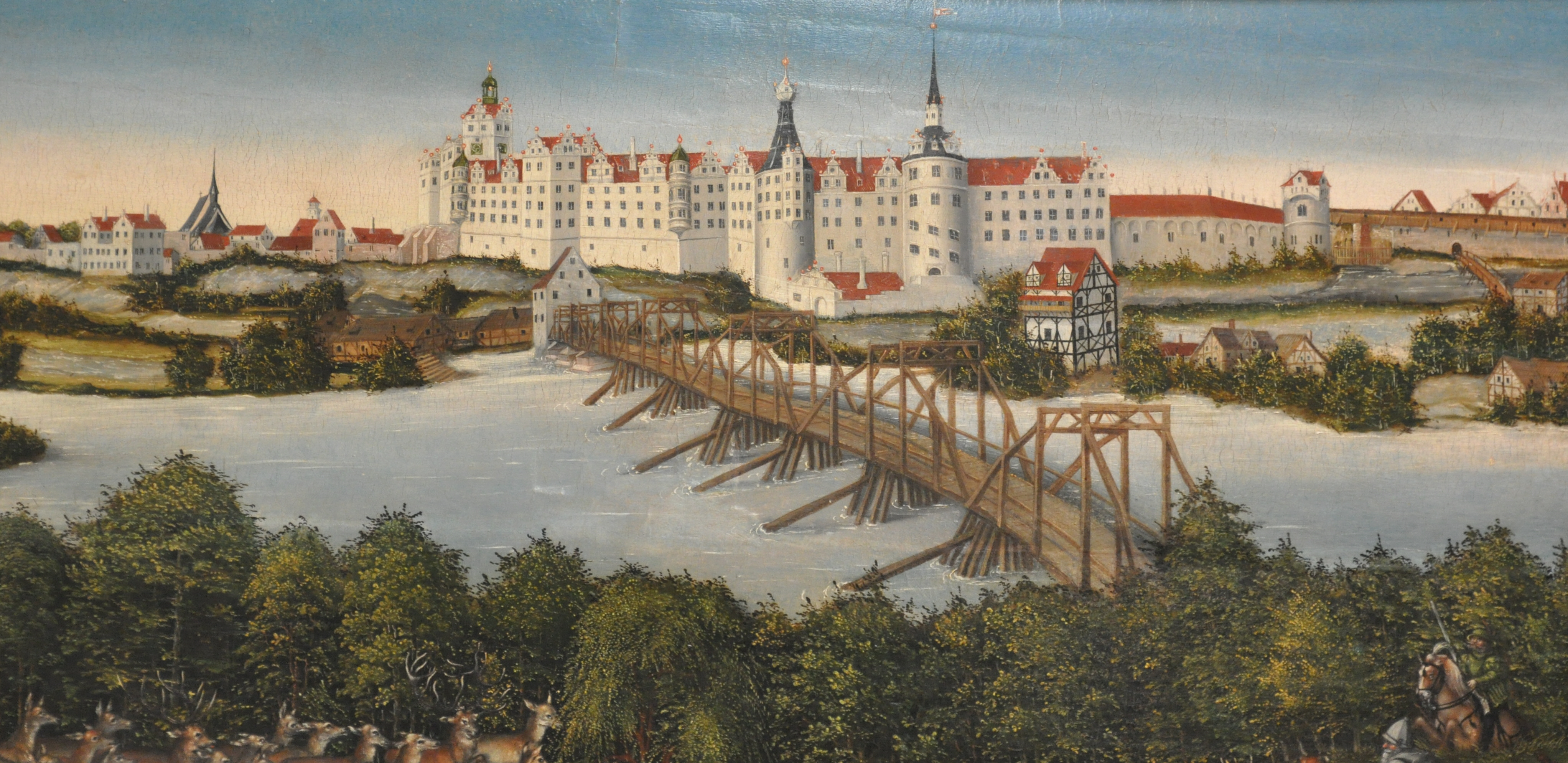
Schloss Hartenfels in Torgau auf einem Gemälde von Lucas Cranach d. J., 1544

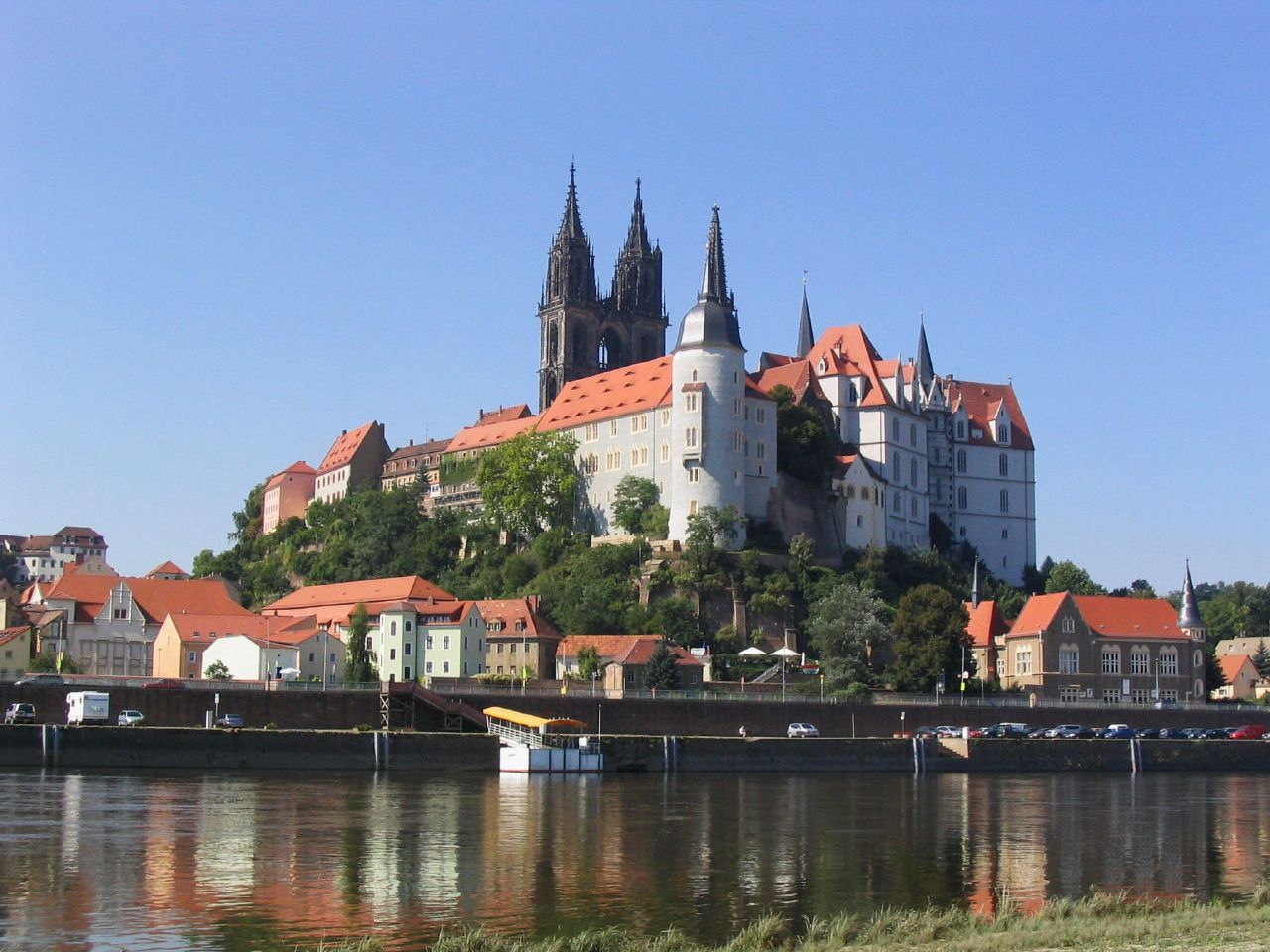
Albrechtsburg in Meißen

Der Kurfürst war der Landesherr. Er regierte als Reichsfürst sein Territorium als lehnsrechtliche und staatsrechtliche Reichsunmittelbarkeit. Die Kurwürde wurde vom Kaiser verliehen, seit 1356 war sie erblich. Der sächsische Kurfürst war der Präsident des Corpus Evangelicorum. Die Wettiner bildeten seit 1423 das Herrschaftsgeschlecht der sächsischen Kurfürsten bis zur Umwandlung des Kurfürstentums in ein Königreich. Von 1356 bis 1806 gab es fünf askanische und 18 wettinische sächsische Kurfürsten. Der Sitz des Kurfürsten, seine Residenz, waren im zeitlichen Verlauf Wittenberg, Torgau, Meißen und Dresden.
Der Kurfürst stand wie alle deutschen Fürsten mittelgroßer Territorialstaaten in einem Spannungsverhältnis zum Reich, zu ständischen Traditionen und deren Einwirkungen auf den eigenen Herrschaftsbereich sowie zu äußeren Mächten. Nach innen bildete der Kurfürst aufgrund des Fehlens einer Staatsverfassung die Exekutive, Legislative und auch der Judikative. Er verfügte für seine Regierungsführung über ein zentralbehördliches Verwaltungssystem. Gebunden war der Landesherr an die Beschlüsse der Landstände auf dem Landtag. Für seine persönlichen Bedürfnisse standen ihm die Einnahmen aus den Kammergütern und Regalien zur Verfügung, während er zur Deckung der direkten Staatsausgaben auf die Bewilligung der Stände angewiesen war.
Für die kurfürstlichen amtsbezogenen Angelegenheiten gab es eine Reihe von Hofinstitutionen: Hausmarschallamt, Hofbauamt, Oberhofjägermeisteramt, Oberhofmarschallamt, Oberkammerherrendepartement, Oberstallamt, Zeremonienmeister.

### Landtag
Der Landtag war das Legislativorgan im frühneuzeitlichen Ständestaat. Der Übergang vom Lehnswesen zum Ständestaat erfolgte in Kursachsen 1438, als der erste Landtag zusammenkam. Bereits zuvor konnten durch den zunehmenden Bargeldbedarf der Kurfürsten die Stände im Kurfürstentum durch den Erwerb von Rechten (Stadtrecht, Marktrecht, Gerichtsbarkeit) ihre Position ausbauen. Auf dem Landtag in Leipzig folgte der förmliche Zusammenschluss der Landstände zu einer Körperschaft, in der die Prälaten, Grafen, Ritter und Vertreter der Städte aller den Wettinern unterstehenden Länder das Recht erlangten, sich zu gemeinsamer Beratung zusammenzufinden.
Damit wurde die monarchische Gewalt der Kurfürsten durch ein kollektives Mitspracherecht der Stände eingeschränkt, wodurch sich Kursachsen in zeitlicher Hinsicht mit an die Spitze der Geschichte deutscher Ständevertretungen stellte. Die Stände kamen fortan 1440 in Grimma, 1445 in Weißensee, 1446 in Leipzig, 1451 in Grimma, 1454 in Leipzig, 1458 in Grimma, 1466 in Oschatz/Meißen und 1469 in Leipzig zusammen. „Jedesmal wurden die Privilegien der Stände, ihr Recht zu Zusammenkünften und ihre erforderliche Zustimmung für neue Steuerhebungen durch den Landesherrn bestätigt.“ Zwischen 1485 und 1525 trafen sich die Stände insgesamt dreißigmal. Angesichts der hohen Staatseinnahmen durch den Silberabbau verzichtete der Landesherr in der Mitte des 16. Jahrhunderts auf die Einberufung der Stände zur Bewilligung neuer Steuern. Im 17. Jahrhundert trafen sich die Stände in der Regel alle sechs Jahre oder bei Regierungsübernahme durch einen neuen Kurfürsten auf dem Landtag.
Die Herrschaftsgebiete der Kurfürsten besaßen bis weit in das 19. Jahrhundert unterschiedlichen staatsrechtlichen Charakter. So bestand in den verschiedenen Territorien, die nicht zur Kur- und Erblande gehörten, eine jeweils eigene landständische Organisation.
Die Repräsentativkörperschaften im Kurfürstentum Sachsen waren: Erzgebirgische Kreisdeputation 1495–1882, Fürstentumslandschaft Görlitz 1784–1949, Landeshauptdeputation 1756–1762, Landstände der preußischen Oberlausitz 1425–1940, Landstände der sächsischen Oberlausitz 1347–1942, Landtag 1546–1859, Meißner Kreisdeputation 1806–1864, Ritterschaft des Amtsbezirks Delitzsch 1682–1864, Stände des Erzgebirgischen Kreises 15. Jh. – 1929, Stände des Kurkreises 1731–1812, Stände des Leipziger Kreises 1660–1901, Stände des Meißner Kreises 1495–1945, Stände des Vogtländischen Kreises 1583–1918, Vogtländische Kreisdeputation 1763–1820.
Durch die Ausbreitung der staatlichen Bürokratie und der Durchsetzung der Amtsherrschaft entwickelte sich die Landesherrschaft zu einem Landesstaat. Die Kurfürsten verstanden es seit 1500, durch eine anhaltende Institutionalisierung die Rolle der Landtage und der Landstände zurückzudrängen. Die Stände wurden in das sächsische Behördensystem eingebettet, verzahnt und umhegt, wobei die Zentralverwaltung die unterschiedlichen Interessen absorbierte und als Schmelztiegel fungierte. Die Ständestrukturen bestanden fort. Der Konflikt wurde nicht zwischen Landesherrn und Ständen ausgetragen, sondern auf der unteren Ämterebene. Die Stände versuchten sich dem zumindest im 16. Jahrhundert zu entziehen. Dennoch wurde die Macht der Stände in Sachsen zu keiner Zeit gebrochen und sie behielten sich eine gewisse Beeinflussung der Regierungspolitik vor.

### Landstände
Die sächsischen Landstände waren die politischen Vertretungen der gesellschaftlichen Stände im sächsischen Landtag (wovon der Dritte Stand im 18. Jahrhundert ausgeschlossen blieb). Kursachsen gehörte innerhalb des Reiches zu den Staaten, in denen die Stände eine verhältnismäßig starke Stellung besaßen. Die Landstände formierten den Landtag.
Adel, Geistlichkeit und amtsfreie (landsässige) Städte waren im Landtag formiert. Es gab mehrere Landschaften in Sachsen, also eigene Landstände, da sich das Kurfürstentum neben den Erb- und Kurlanden, also der ehemaligen Markgrafschaft Meißen und dem Herzogtum Sachsen-Wittenberg, auch noch aus den beiden Lausitzen zusammensetzte.

#### Adel

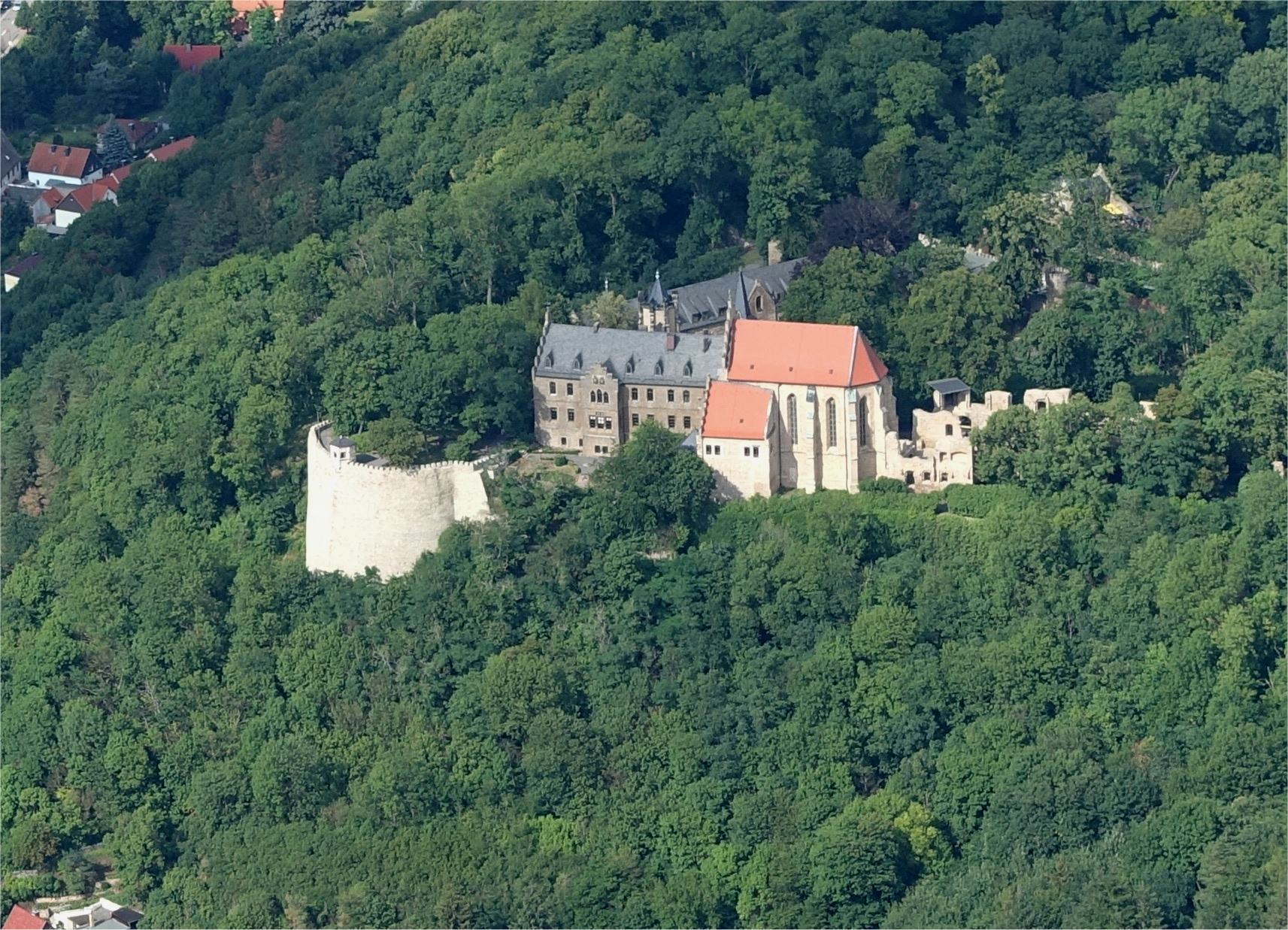
Schloss Mansfeld im Besitz derer von Mansfeld, einer Familie kursächsischer Adels

Der Adel war weitgehend in die Landesherrschaft eingegliedert. Neben dem Hochadel gab es den niederen Adel. Die erste Kurie des Landtages umfasste die Grafen und Herren sowie die Stiftsherren von Wurzen. Dazu gehörten ebenso die Vertreter der beiden Universitäten Leipzig und Wittenberg. Größere Bedeutung hatten die Stimmen der vom Kurfürsten lehnsabhängigen Grafengeschlechter derer von Hohnstein, Mansfeld, Stolberg und Schwarzburg sowie der Herren von Schönburg. Ebenso bedeutend waren die fürstlichen Vertreter der Sekundogeniturfürstentümer. Sie repräsentierten die adelige Oberschicht in Sachsen ebenso wie die Großgrundbesitzer mit einem Besitz von 1000 bis 10.000 Hektar. Dazu zählten etwa 30 Familien, beispielsweise die Herren von Arnim, Carlowitz, Friesen, Lüttichau, Nostitz, Trützschler, Werthern, Zehmen und einige andere.
Die Masse der kursächsischen Rittergutsbesitzer gehörte zum niederen Adel. Die Durchschnittsgröße ihrer Güter lag zwischen 50 und 300 Hektar. Sie konzentrierten sich im Meißner, Leipziger und Kurkreis sowie in den Lausitzen.

#### Landeskirche
Sachsen war das Geburtsland der Reformation. Von hier wurden die Erneuerungsideen des christlichen Glaubens verbreitet. Sachsen selbst geriet mehrfach in die Glaubenskonflikte des 16. und 17. Jahrhunderts hinein. Die Konfliktkraft in der Glaubensfrage wurde maßgeblich von der zeitgenössischen Vorstellung geleitet, dass nur die konfessionelle Einheit des Staates politische Stabilität garantiere. Die meisten europäischen Fürsten folgten im Zeitalter der Reformation diesem Grundsatz und verlangten von ihren Untertanen, sich entweder zur offiziellen landeseinheitlichen Glaubensrichtung zu bekennen oder zu emigrieren.
Nach dem Tode Kurfürsts Friedrichs der Weisen am 5. Mai 1525 wurde das ernestinische Kursachsen formell für evangelisch erklärt. Jedoch, die Gründung einer selbständigen evangelisch-lutherischen Landeskirche erfolgte 1527 unter Kurfürst Johann dem Beständigen. Ebenfalls wurde er zum Landesbischof (summus episcopus). Die katholischen Kirchengüter wurden durch den sächsischen Kurfürsten eingezogen und unterschiedlichen Bestimmungen zugeführt. 1527/1528 wurden eine Visitationsordnung und eine Kirchenordnung für Kursachsen von Martin Luther und Philipp Melanchthon verfasst. Die Schaffung einer Kirchenordnung wurde zum systematisierten Vorgehen in protestantischen Länder und die für Kursachsen vollendete Urkunde galt als Vorbild. In Kursachsen dominierte seit 1539 das orthodoxe Luthertum.
Erst durch die Einführung der Reformation 1539 in dem von Heinrich der Frommen beherrschten albertinischen Herzogtum wurde Sachsen als Ganzes lutherisch. Jedoch, wurde sie in seinen Ämtern Freiberg und Wolkenstein schon 1537 eingeleitet. Ab 1539 errichtete Kurfürst Johann Friedrich I. neue Konsistorien um die Verwaltung der Kirchengüter zu regeln. Schließlich gelang es ihm die neuentstandene Kirchenwesen zu konsolidieren. Somit erhielt Kurfürst Moritz bei der Wittenberger Kapitulation 1547 (von der Kurwürde und erheblichen Gebietszugewinnen abgesehen) eine bereits befestigte, gesetzlich und strukturell gut organisierte Landeskirche zur Verwaltung.
Der sächsische Landesherr war zum Oberhaupt der sächsischen Landeskirche geworden. Als geistliche Aufsichtsbehörden wurden die Inspektion Tennstedt und die Inspektion Pforta eingerichtet. Am Übergang 16./17. Jahrhundert entfalteten sich heftige Auseinandersetzungen zwischen den Anhängern der lutherischen Orthodoxie und Calvinisten. Schließlich wurde der Calvinismus durch sächsische Staatsbehörden niedergeschlagen. 1635 kamen mit der Oberlausitz auch katholisch dominierte Gebiete hinzu. Die protestantische Dominanz änderte sich auch nicht, nachdem Kurfürst August der Starke 1697 für seine polnische Königsbewerbung zum Katholizismus konvertierte. Die sächsischen Stände ließen sich mit dem Religionsversicherungsdekret vom 29. September 1697 die Vorherrschaft der lutherischen Konfession verbriefen und achteten peinlich darauf, dass das Kurfürstentum trotz katholischen Herrscherhauses nicht schleichend rekatholisiert wurde. Es wurden aber für die katholische Minderheit vermehrt Kirchen eingerichtet und erlaubt, so zum Beispiel die Katholische Hofkirche in Dresden.
Das Thorner Blutgericht 1724 in dem vom sächsischen Juniorpartner regierten Polen-Litauen sorgte für weitreichende Empörung und führte zum weiteren Befestigung der lutherischen Orthodoxie innerhalb sächsischen Kurstaates. 1736 kam es zur Verbannung des Grafen von Zinzendorf aus dem Kurfürstentum Sachsen, da seine Herrnhuter Brüdergemeine der lutherischen Orthodoxie zu selbständig geworden war und als Bedrohung der einheitlichen Landeskirche angesehen wurde.
Die Protestanten in Kursachsen gliederten sich in Anhänger der lutherischen Orthodoxie und in zeitgenössische protestantischen Frömmigkeitsbewegungen wie dem Pietismus mit Zentrum in Halle. Die Ausdifferenzierung der protestantischen Strömungen bewirkte, dass vor allem Pietisten und Vertreter der religiösen Toleranz das politisch-soziale Reformhandeln in Kursachsen nach dem Siebenjährigen Krieg mitprägten.

#### Amtsfreie Städte
Der Rat war das vorherrschende Verwaltungsgremium der Städte. Größere Städte, die eine Ratsverfassung und damit eine eigene Gerichtsbarkeit besaßen, waren landsässig und damit amtsfrei. Sie unterstanden damit direkt den Landesherren. Dies berechtigte die Städte zur Teilnahme an den Landtagen. Amtsfreie Städte bildeten also einen eigenen Stand. Der Rat setzte sich aus mehreren aus der ratsfähigen Bürgerschaft gewählten Ratsherren mit dem Bürgermeister, zum Teil einem Stadtrichter an der Spitze, zusammen. Der bedeutendste Stadtrat war der Stadtrat von Leipzig, der sogar eigene Ämter im Umland besaß und verwaltete und damit auch landesherrliche Aufgaben übernahm.
Amtszugehörige Städte unterstanden weiter dem jeweiligen Amt. Kleinere Städte blieben unter der Verwaltung eines landesherrlichen Stadtrichters (Schultheißen) und eines Schöffenkollegiums. Einige Vasallenstädte fielen unter die Herrschaft benachbarter Rittergüter. Durch Kauf, Pacht oder über Verpfändung der Erb- oder Obergerichtsbarkeit konnten Städte ihre eigene Patrimonialgerichtsbarkeit erlangen.

### Exekutive

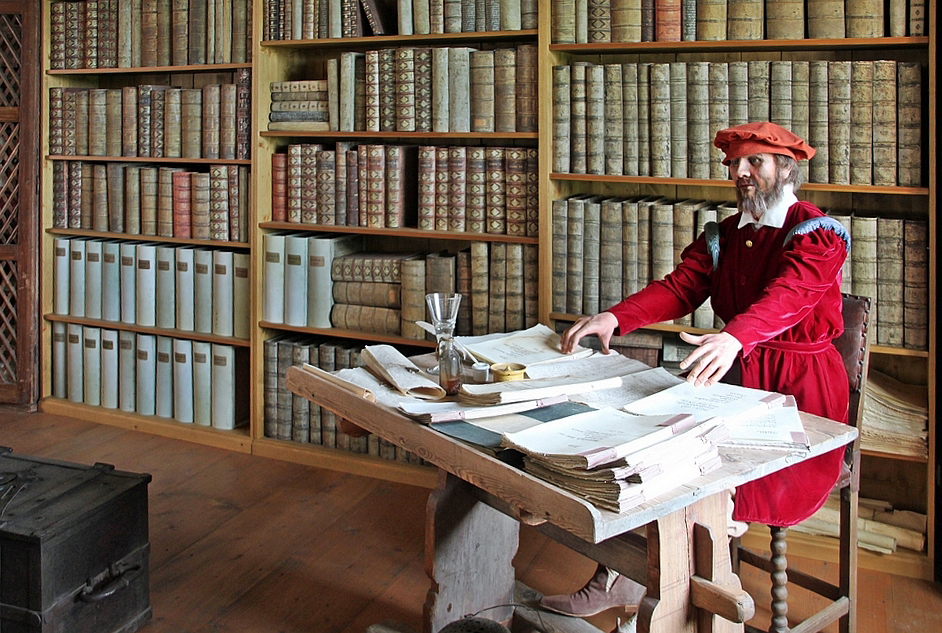
Nachbildung eines sächsischer Amtmannes in der Amtsstube in der Burg Mildenstein des Amtes Leisnig. Bürokratisches Regieren wurde in Sachsen bereits im 16. Jahrhundert zur Norm. Die vielen abgebildeten Amtsbücher sind Ausdruck der Bedeutung der Wichtigkeit der Schriftführung.

Eine vom Landesherren losgelöste Exekutive gab es seit 1500 in Sachsen. Dies markiert den Anfang des sächsischen Behördenwesen, das sich nun als neue Form staatlicher Gewalt landesweit durchsetzte. Es verdrängte das mittelalterliche Lehnswesen. Die feudale mittelalterliche Herrschaftsausübung basierte auf personenbezogenen Treuegelöbnissen. Dieses neu entstehende Behördenwesen ermöglichte die Errichtung dauerhafter institutioneller Strukturen in Sachsen, die auch über den Tod von Amtspersonen Bestand hatten. Die persönliche Willkür der Belehnten konnte eingedämmt und der Einfluss des Landesherren auch in andere Landesregionen ausgedehnt werden. Dies war durch die Verrechtlichung, Bürokratisierung, Verschriftlichung, Kameralistik, Professionalisierung und Differenzierung der Gesellschaft durch Schaffung von Amtstiteln und Hierarchisierung möglich geworden. Das frühneuzeitliche Staatswesen in Sachsen war genau durch diesen Transformationsprozess geprägt.
Es gab in Sachsen einen dreigliedrigen Instanzenzug, bestehend aus der obersten, mittleren und unteren Ebene der Landesbehörden. Städte hatten unter gewissen Voraussetzungen eine eigene kommunale Selbstverwaltung.

#### Oberste Landesbehörden
→Siehe: Liste der kursächsischen Behörden

Das älteste Siegel des Oberhofgerichtes Leipzig, um 1500

Oberstes Gremium der Landesbehörden war die Kursächsische Landesregierung, die sich 1547 aus der Hofkanzlei entwickelte. Sie war eine rechtlich selbständige Institution, die losgelöst von der Person des Herrschers mit dem Kanzler an der Spitze für alle Zweige der Landesverwaltung zuständig war. Mitglieder dieser Behörde waren die Hofräte.
Das Kurfürstentum bildete frühzeitig landesweite Behörden, die im 16. Jahrhundert eine flächendeckende Verwaltung erreichten. Der Drang des frühneuzeitlichen Staates nach Vereinheitlichung, Beseitigung von Sonderinteressen und Unterordnung aller Untertanen unter die Idee des einen Staates führte zu einer starken Ausbreitung der Zentralbehörden. Es gab Gesamtbehörden, Kommissionen und Gesandtschaften, Kreis- und Amtshauptmannschaften, Ämter die vor allem territoriale Exekutivaufgaben übernahmen. Spezialbehörden gab es im Justizbereich, im Finanzbereich, es gab eine Berg- und Hüttenverwaltung, Behörden im Bereich Kultus und Unterricht, eine Verwaltung im Gesundheits- und Wohlfahrtsbereich und eine Militärverwaltung. Die so gebildete bürokratisch organisierte frühneuzeitliche Behördenorganisation war in ihrer Gliederung den grundsätzlichen Ressorts einer neuzeitlichen Landesregierung, wie beispielsweise der des heutigen Freistaates Sachsen nicht unähnlich.
Von dieser aufgeführten Behördengliederung losgelöst stehen die 1635 eingegliederten beiden Lausitzen, die nur formal dem Kurfürsten und den Geheimen Rat unterstanden und eigene Behörden gebildet hatten.

#### Mittlere Landesbehörden

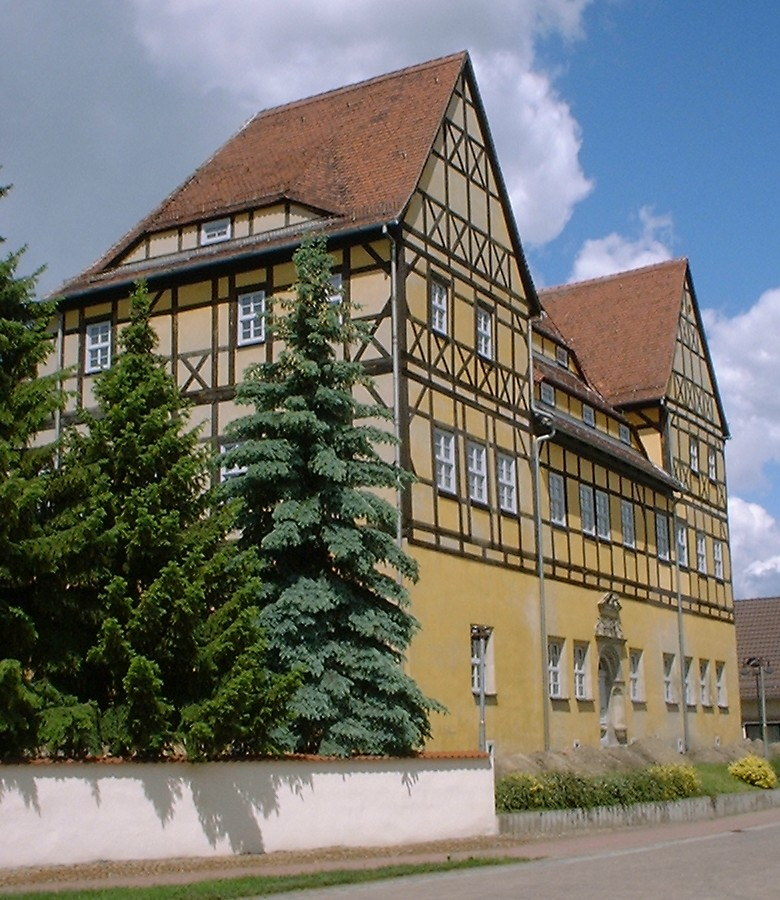
Das Amtshaus Seyda des Amts Seyda von 1605. Viele Orte der ehemaligen sächsischen Amtssitze erhielten bis heute die groß angelegten sächsischen Amtshäuser. Das Amtshauses von Seyda entstand aus den Baustoffen der ehemaligen Burg Sydow, auf deren Grund es steht. Dies ist ein Symbol des um 1600 vollzogenen landesherrschaftlichen Kulturwandels, der weg von der Trutz- und Verteidigungshaltung, hin zu rationaler Verwaltungsführung führte.

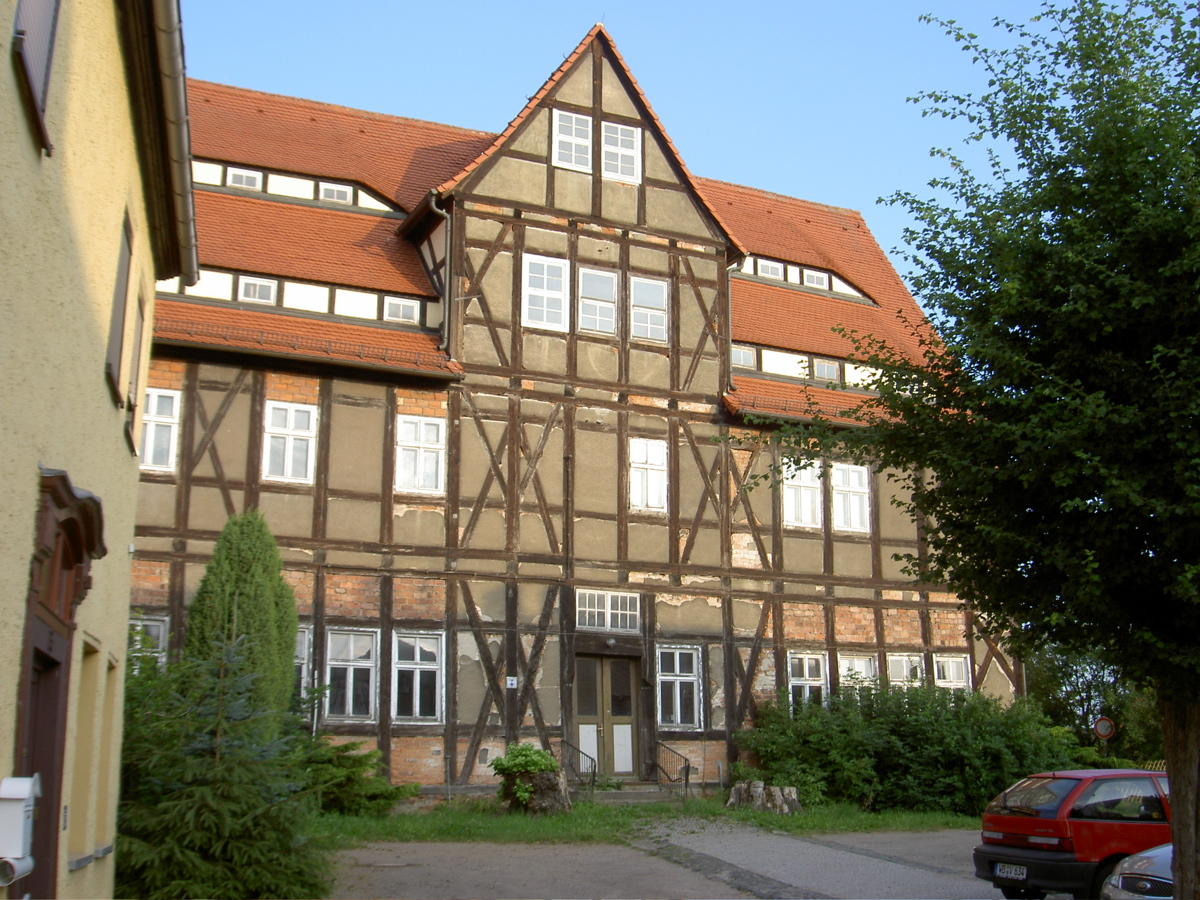
Amtshaus Schweinitz des Amts Schweinitz von 1600

Weil die Kontrolle des Landes durch die Visitationen der Kontrollkommissionen des gesamten ernestinischen Kurfürstentums zu umfangreich wurde, entschloss man sich 1527, das Land in vier Kreise zu teilen. Dabei entstanden Kurkreis, Meißnischer Kreis, Thüringer Kreis und Fränkischer Kreis. Dabei wurde der Meißnische Kreis in einen oberen und unteren unterschieden, wie man auch den Thüringischen Kreis im Bereich der Saale und in den restlichen aufteilte. Nach der Schlacht bei Mühlberg des einst ernestinischen Kurfürstentums Sachsen wurde im Naumburger Vertrag eine Neuaufteilung Sachsens beschlossen. Dabei fand eine Neuaufteilung des gesamten Kurfürstentums in sieben Kreise statt. Spätere Erbteilungen änderten in der Folge die geografische Zuordnung der Ämter und fielen durch fehlende Nachkommenschaft wieder an Kursachsen zurück. Auch neu erworbene Besitzungen wie beispielsweise Gebietsteile des Erzstifts Magdeburg 1635 erweiterten die vorhandenen Verwaltungsstrukturen.
Seit dem 16. Jahrhundert war das Kurfürstentum in sieben kursächsische Kreise mit insgesamt 144 Ämtern zusammengefasst, die bis zur Bildung des Königreichs Sachsen 1816 Bestand hatten: Erzgebirgischer Kreis, Kurkreis, Leipziger Kreis, Meißnischer Kreis, Neustädtischer Kreis, Thüringer Kreis, Vogtländischer Kreis.
Daneben bestanden in den Markgrafschaften Ober- und Niederlausitz eigene Verwaltungsstrukturen; ebenso waren die an Kursachsen gefallenen Stiftsgebiete (Meißen, Merseburg, Naumburg-Zeitz, Wurzen) und Fürstentümer (Querfurt sowie die Harzgrafschaften Mansfeld und Stolberg) nicht „eingekreist“.
Die Kreise waren keine Verwaltungsbezirke, sondern ständische Steuerbezirke und Gebiete, aus denen sich die städtischen und ritterschaftlichen Kreis- und Landstände zusammensetzten. Der Staat begann erst 1764, die Kreise zu Mittelbehörden auszubauen.

#### Untere Landesbehörden
Die unterste Stufe der Verwaltungsorgane im Kurfürstentum waren die Ämter. Sie bestanden seit dem Mittelalter. Es waren kleinere Bezirke, die auch Vogteien oder Pflegen genannt wurden. Neben den Ämtern gab es geistlichen Besitz und die Gebiete ritterlicher Grundherren. Mitten zwischen diese hinein waren die Ämter des Kurfürsten wie Inseln eingestreut.

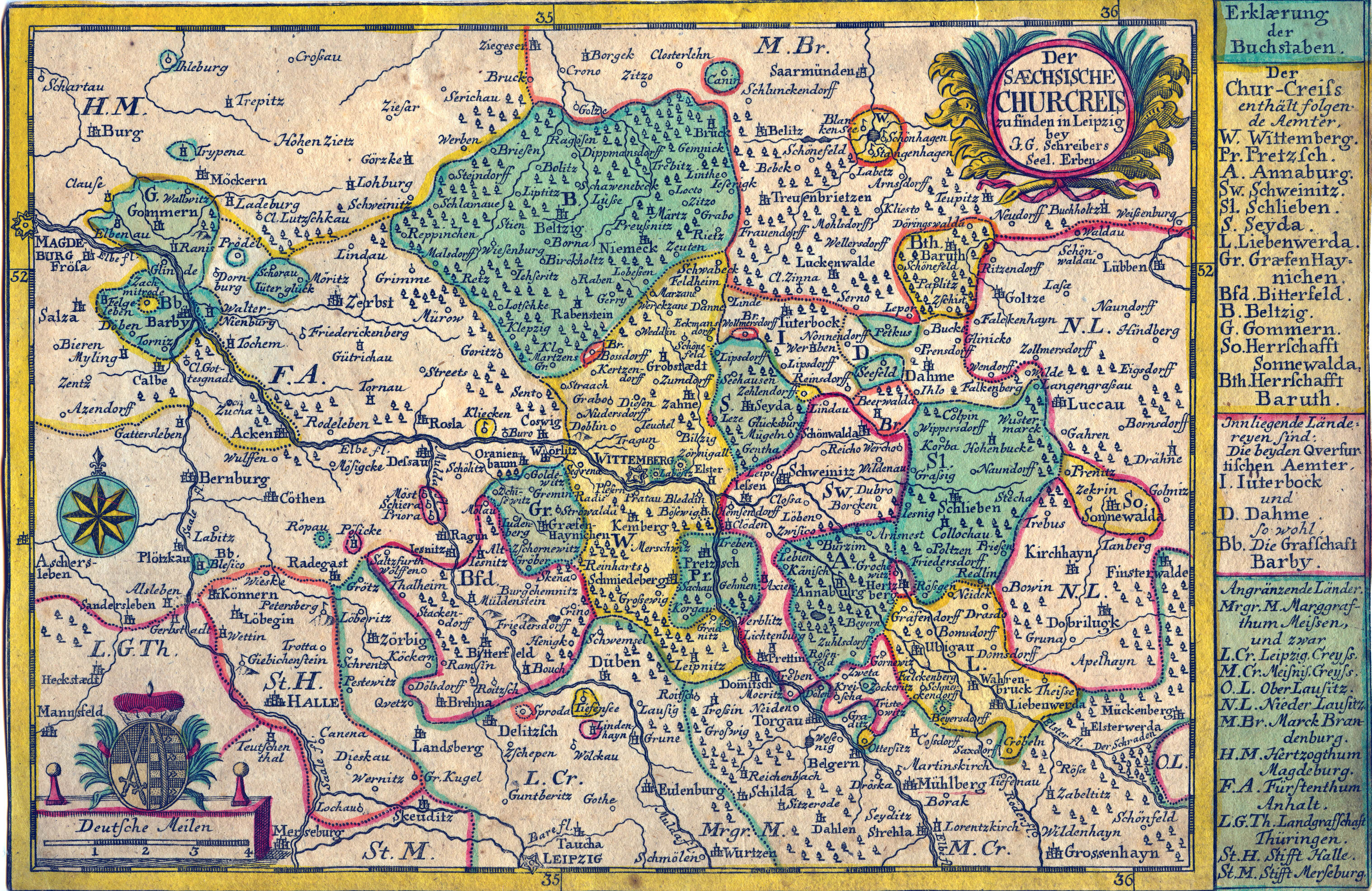
Der Kurkreis nach Schreiber

Um die Einkünfte zu sichern und straffer zu organisieren, wurden ab 1506 allmählich Amtserbbücher für die einzelnen Ämter angelegt. In ihnen wurden alle landesherrlichen Besitzungen, Rechte und Einkünfte aufgeschrieben und verschafften dem Kurfürsten und seinen Räten einen Überblick über die Ämter. Geleitet wurde das Amt ursprünglich von einem dem Ritterstand angehörigen Vogt (Vocatus). Seit dem Ende des 15. Jahrhunderts bürgerte sich der Titel Amtmann (auch Hauptmann) ein. Neben dem Amtmann findet sich seit dem 15. Jahrhundert in einzelnen Ämtern noch der Schösser, der für die Wirtschafts- und Finanzverwaltung zuständig war. Nötigenfalls vertrat er den Amtmann, ja mitunter war er der Leiter eines Amtes.
Die Vogtei hatte er auf dem Wege einer „freien, reinen Bestallung“ erhalten. Eine Amtsentsetzung war jederzeit möglich. Seit dem 14. Jahrhundert war die Übertragung immer häufiger aus finanziellen Gründen erfolgt, und zwar konnte ein Amt entweder als Pfand für eine größere Geldsumme oder zur Tilgung einer älteren Schuldforderung vergeben werden. Auf diesem Wege kamen schließlich auch Bürgerliche in die Verwaltung eines Amtes. Die Dauer der Vergabe wurde häufig bei der Verpfändung festgesetzt. Bei besonderen Verdiensten konnte ein Amt auch als Eigentum übertragen werden.

Administrative Gliederung Sachsens im 18. Jahrhundert

Mit den Amtmännern an der Spitze waren die Ämter die ausführenden Organe des Kurfürsten in Sachsen. Sie handelten im Auftrag und an Stelle des Landesherrn. Die Amtmänner waren für ihren jeweiligen Bereich Verwaltungs-, Finanz- und Gerichtsbeamte, hatten militärische Funktionen und die Polizeigewalt. Ihnen unterstanden die einzelnen Behörden des Amtes, in den Städten die Bürgermeister, die mitunter den Titel eines Richters trugen, auf den Dörfern die Schulzen. Diese wurden vom Amtmann ernannt und bestätigt und hatten ihrerseits für ihren Bereich die ihnen zukommenden Verwaltungs-, Gerichts- und Polizeiaufgaben wahrzunehmen. Wo Ritter als Grundherren die volle, d. h. auch die hohe Gerichtsbarkeit, erworben hatten, traten sie bei ihren Hintersassen an die Stelle des Amtmanns. Ihre Untertanen waren auch deren finanzieller Zuständigkeit und militärischer Macht entzogen. Und hier vermittelte nicht mehr der Amtmann zwischen dem Grundherrn und der landesherrlichen Zentralbehörde, sondern die Edelleute standen in unmittelbarer Verbindung mit ihr. Man bezeichnete sie als Schriftsassen. Sie erhielten nämlich nötige schriftliche Mitteilungen unmittelbar von der kurfürstlichen Kanzlei. Diejenigen, die die volle Gerichtsbarkeit nicht erlangt hatten, die also im Verwaltungsbereich des Amtmanns verblieben, waren die Amtssassen. Der Schriftverkehr mit ihnen ging von der Zentrale über die Ämter. Schriftsassen konnten nicht nur Adlige, sondern auch Städte sein. Mitunter leisteten Amtmänner zugleich bestimmte Dienste etwa als kurfürstliche Räte oder als Gesandte. Dadurch bestand eine enge Verbindung von Zentralverwaltung und Ämterverwaltung, oft nicht nur hinsichtlich der Person, sondern auch der Besoldung.
Um die Lokalbeamten zu überwachen, wurden regelmäßig in bestimmten Zeitabständen schriftliche Rechnungslegungen verlangt. Dafür waren Rechnungskommissionen ernannt, die Rechnung „abzuhören“ hatten. Mitglieder der Kontrollkommissionen waren in der Hauptsache die obersten Hofbeamten und landesherrliche Räte. Sie waren somit unmittelbare Vorgesetzte der Amtmänner, die auch verpflichtet waren, ihnen alle Mängel und Gebrechen in ihren Amtsbezirken anzuzeigen. Die Räte hatten dort, wo es bei Differenzen zwischen Untertanen und Ämtern um Herrschaftsrechte wie Gerichtshoheit oder Jagdherrlichkeit ging, die Interessen des Kurfürsten zu vertreten und dessen Rechte zu wahren. Wenn nötig hatten sie den Amtmännern in solchen Streitfällen mit ihrem Rat zur Seite zu stehen.

### Judikative

#### Kriminalgerichtsbarkeit
Der Besitz der Gerichtsbarkeit bildete die Grundlage für die Ausübung obrigkeitlicher Befugnisse durch die jeweiligen Herrschaften. In Sachsen erfolgte die Ausprägung der Kriminalgerichtsbarkeit dezentral verteilt auf die Landesherrschaften. Die Gerichtsbarkeit beruhte in Sachsen um 1500 auf drei Ebenen: es gab die Ämter, die Städte mit Patrimonialgerichtsbarkeit und die belehnten Kleingrundherrschaften. Seit dem 13. Jahrhundert bekamen erste Städte die Gerichtsbarkeit verliehen. Diese Würde wurde zunächst pachtweise ausgesprochen und später dann endgültig verliehen.
Für 1600 wird die Zahl der Gerichtsverwalter, Stadt- und Amtsrichter und Schösser in Sachsen mit zumindest niederer Gerichtsbarkeit auf 2000 geschätzt. Die Universität Leipzig gründete 1409 eine Juristenfakultät, so dass sich neben der Obergerichtsbarkeit auch für Städte und Ämter die Möglichkeit ergaben die einzelnen Posten mit geeigneten Kandidaten zu besetzen. Die Stadtrichter waren bereits ab dem 15. Jahrhundert Absolventen juristischer Fakultäten und halfen durch ihre gehobene Qualifizierung bei der Durchsetzung des Römischen Rechts. Es wurde zwischen niederer und oberer Gerichtsbarkeit unterschieden. Mit der Obergerichtsbarkeit war das Recht auf eigene Ahndung von Verbrechen verbunden, die über die niedere Gerichtsbarkeit hinausgingen. Zu den Verfahrensarten der damaligen Zeit gehörten unter anderen Eigentums- und Gewaltdelikte, aber auch Zauberei und Hexerei.

##### Hexenprozesse im Kurfürstentum Sachsen
Insgesamt konnten 614 vor Ämtern verhandelte Hexenprozesse in Sachsen nachgewiesen werden, von denen 200 mit der Verhängung der Todesstrafe endeten. 1689 wurde auf dem Rittergut Ostrau das letzte Todesurteil wegen angeblicher Hexerei vollstreckt. Nach einem Todesurteil durch den Schöffenstuhl in Halle wurde Anna Maria Braune vom Rittergutsgericht in Ostrau der Prozess gemacht. Wenige Tage vor ihrer Hinrichtung widerrief Anna Maria Braune in der Beichte ihr Geständnis. Gleichwohl wurde sie bei lebendigem Leib auf dem Scheiterhaufen verbrannt.

#### Landesrecht
Im mittelalterlichen Reichsverständnis konnten alle Rechtsstreitigkeiten vor den Römisch-deutschen Kaiser als obersten Richter des Reiches oder ein von diesem eingesetztes Gericht gebracht werden. Im Jahre 1423 war es dem Kurfürstentum gelungen, vom König das Privilegum de non evocando und damit eine vom Reich rechtlich exemte Stellung zu erlangen.
Bis hierhin war das sächsische Hofgericht an den Kurfürsten gebunden und je nach Erfordernis im Lande beweglich. 1483 richteten der Kurfürst Ernst und sein Bruder Herzog Albrecht ein Gericht mit festem Sitz in Leipzig als Oberhofgericht Leipzig ein. Es war mit Adligen und Bürgerlichen besetzt. Es war die erste selbständige, vom Fürsten und Hof losgelöste Behörde Kursachsens. Das Oberhofgericht in Leipzig war als gesamtsächsisches gegründet worden, aber nach der Leipziger Teilung der Wettinischen Länder von 1485 bis 1493 und ab 1547 war es nur noch nur für die albertinischen Länder einschließlich der Nebenlinien zuständig. Davon ausgenommen war der Kurkreis, für den 1529 das Hofgericht zu Wittenberg eingerichtet wurde.
Das Constitutio Criminalis Carolina von 1532 besaß keine Gültigkeit mehr in Sachsen. Es ergab sich in der Folgezeit die Notwendigkeit einer Anpassung der sächsischen Rechtsordnungen an das erlassene Reichsgesetz. Mit der Gründung der Universitäten Leipzig (1409) und Wittenberg (1502) waren gleichzeitig Juristenfakultäten entstanden, die die Lehre im Zivil-, Straf- und Kirchenrecht absicherten. Die Juristenfakultäten von Leipzig und Wittenberg erarbeiteten unter der maßgeblichen Mitwirkung von Leonhard Badehorn, Johannes Reiffschneider, Jacob Thoming (1524 bis 1576), Matthäus Wesenbeck und Michael Teuber und im Auftrag von Kurfürst August ein neues Landesgesetz. Im Jahre 1572 erlangten die kursächsischen Constitutionen dann Gesetzeskraft. Darin wurden alle Fragen zum Zivil- und Strafrecht sowie zum Prozessverlauf erneut geregelt.

## Politik

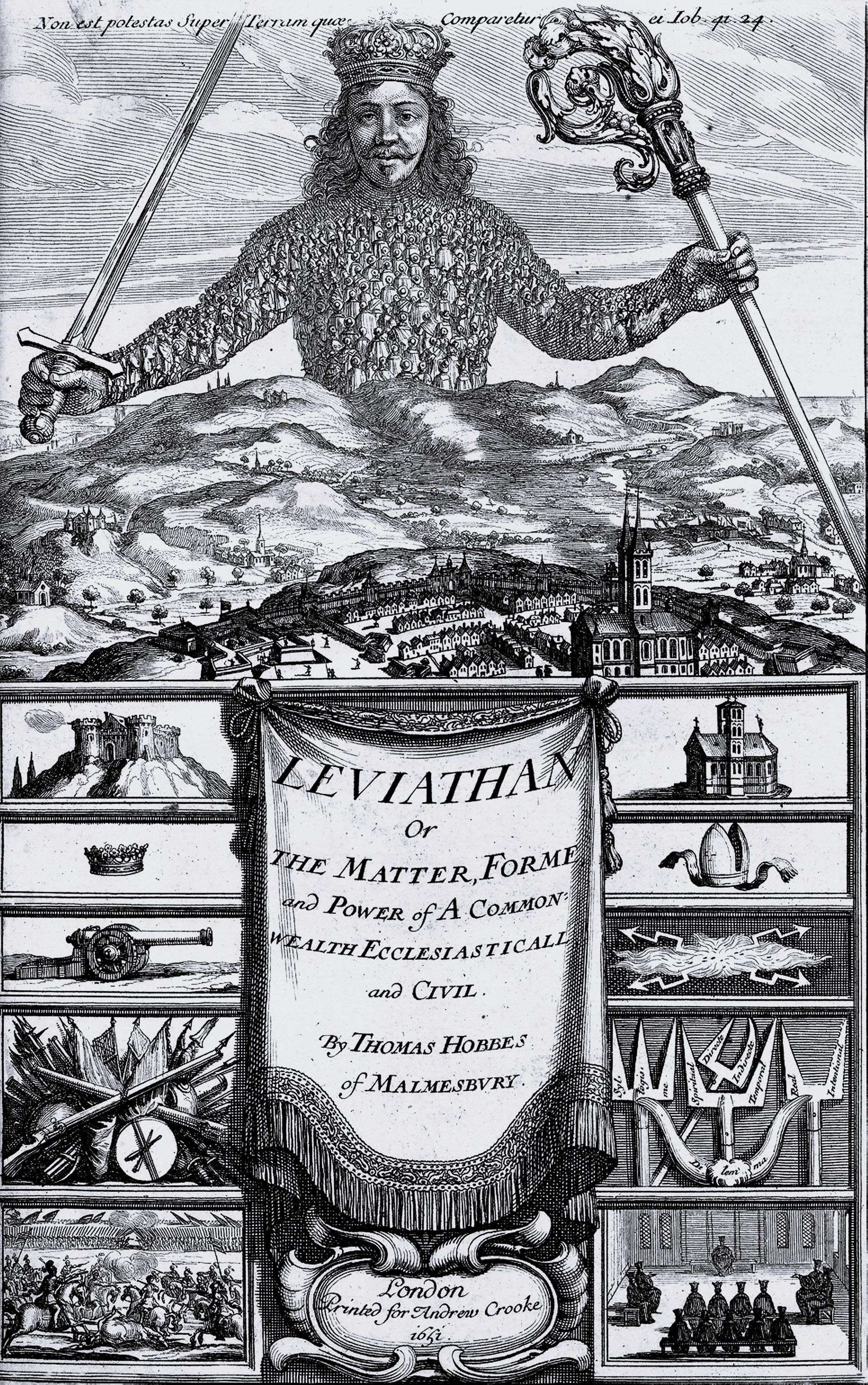
Titelblatt von Thomas Hobbes’ Leviathan. Zu sehen ist der Souverän, der über Land, Städte und deren Bewohner herrscht. Sinnbild für eine allgemeine frühneuzeitliche Staats- und Ordnungsauffassung

Politik teilt sich in einzelne Policyfelder auf. Sozialpolitik spielte im frühneuzeitlichen Staatswesen kaum eine Rolle und war eher auf Eindämmung der inneren Rechtsunsicherheit beschränkt. Das wichtigste Policyfeld war die Finanzpolitik mit der Münzpolitik, da sie dem Landesherren erst die Möglichkeiten zum Handeln ermöglichten. Die äußere Sicherheit, also die Armee, war das zweitwichtigste Politikfeld. Als zeitgemäßer „Leviathan“ sahen sich die Landesherren in der Pflicht, die Untertanen vom Naturzustand zu befreien und eine übergeordnete Ordnung zu gewährleisten. Dieser Politikbereich kommt durch die „Innere Sicherheit“ zum Tragen. Auswärtige Beziehungen wurden seit 1700 konstant gepflegt und wurden so zu einem eigenen Politikfeld mit eigenen Strukturen. Im Verbund mit der Finanzpolitik formierte sich so etwas wie die Innenpolitik. Dieses band die gesellschaftlichen Kräfte ein, sorgte für eine Erfassung und Einhegung des Territoriums und die Durchsetzung der kurfürstlichen Statuten. Im 18. Jahrhundert wurde der Verkehrsbereich wichtiger und wurde aufgewertet. Im Rahmen des Merkantilismus formte sich auch in Sachsen eine staatliche Wirtschaftspolitik mit einer integrierten Handelspolitik aus den Ansätzen des einnahmebasierten Kameralismus heraus.

### Außenpolitik

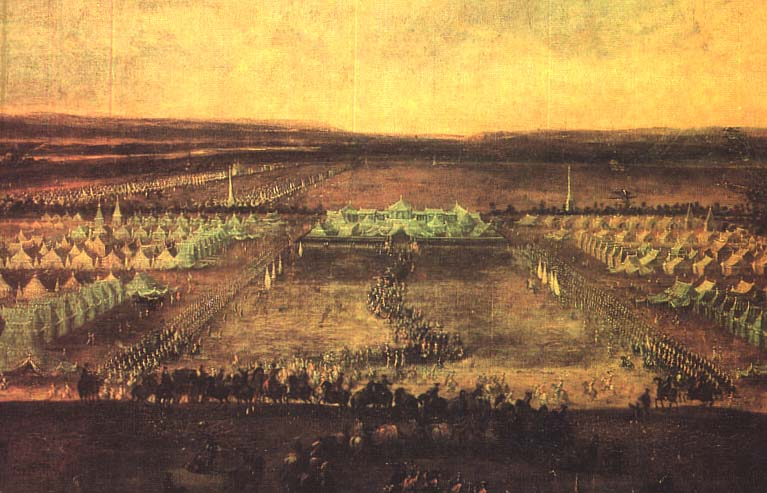
Zeithainer Lustlager, Gemälde von Johann Alexander Thiele 1730. Im benachbarten Preußen war die Armee das wichtigste Landesgut. In Sachsen veranstaltete der Kurfürst anlassbezogen ein barockes Lustlager, ließ einen 1,8 Tonnen schweren Riesenstollen backen und Komödien aufführen. Das Militär hatte in Sachsens Gesellschaft im Vergleich zum Nachbarn im Norden eine geringe Bedeutung.

Die Außenpolitik dieser Zeit beinhaltete neben der Staatspolitik die Familienbelange der Herrscherhäuser. Dies waren Heiratspolitik und Erbfolgeansprüche. Hauspolitik und Staatspolitik sind in der Zeit vor der Konstituierung folglich auch in Sachsen nicht zu trennen.
Sachsen vertrat im 16. und 17. Jahrhundert eine kaisertreue Reichspolitik und verstand sich als Schutzmacht der protestantischen Fürstentümer im Heiligen Römischen Reich. Wichtigster Konkurrent der Wettiner im Rangstreit um Macht und Ansehen im Reich waren die Hohenzollern, deren Besitzungen im Norden und Süden an die der Wettiner grenzte. Die Beziehungen zu Brandenburg gestalteten sich ab dem 17. Jahrhundert zunehmend schwieriger. Letztlich obsiegte Preußen. Im 18. Jahrhundert suchte Kursachsen eine neutrale Politik zu verfolgen, um nicht in den deutschen Dualismus zwischen Preußen und Österreich hineingezogen zu werden. Dieser Ansatz scheiterte gänzlich.
Die Leitlinien kurfürstlicher Außenpolitik wurde innerhalb des Geheimen Rates von einem Referat für Außenpolitik erarbeitet. August der Starke führte 1706 das Geheime Kabinett zusätzlich als Gremium ein, dem drei Geschäftsbereiche unterstanden. Dazu gehörte auch der Geschäftsbereich der auswärtigen Angelegenheiten. Während der Geheime Rat vom Adel bestimmt wurde, war die 1706 geschaffene Institution eine auf den Kurfürsten selbst zugeschnittene Behörde, die aber im Einfluss unterhalb des Geheimen Rates blieb, da die Minister nur beratende Kompetenzen hatten im Gegensatz zu den befehlsgebenden Kompetenzen des Geheimen Rates, der fortan „Geheimes Konzilium“ hieß.
Im 17. Jahrhundert unterhielt Kursachsen direkte Beziehungen zu einigen Reichsfürsten. Eigene Vertreter und Missionen wurden aber an Höfen von europäischem Rang – außer am Wiener Hof – nicht unterhalten. Um 1700 erweiterte August das diplomatische Netz Kursachsens in ganz Europa, so dass in fast allen Staaten Europas sächsische Gesandte dauerhaft vertreten waren (vgl. Kategorie:Liste (sächsische Gesandte)).

### Äußere Sicherheit
| Regimentsstruktur der sächsischen Armee vom 20. Juni 1717 | Regimentsstruktur der sächsischen Armee vom 20. Juni 1717 | Regimentsstruktur der sächsischen Armee vom 20. Juni 1717                                             |
| Waffengattung                                             | Regimenter                                                | Regimentsnamen                                                                                        |
| --------------------------------------------------------- | --------------------------------------------------------- | --- |
| Garde                                                     | zwei                                                      | Chevaliers-Garde, Garde du Corps                                                                      |
| Kürassiere                                                | vier                                                      | Königlicher Prinz, Prinz Alexander, Pflugk, Criegern                                                  |
| Dragoner                                                  | sechs                                                     | Baudissin, Unruh, Bielke, Birkholz, Klingenberg                                                       |
| Husaren                                                   | ein                                                       | kein Eigenname                                                                                        |
| Infanterie                                                | neun                                                      | Erste Garde, Zweite Garde, Königlicher Prinz, Weißenfels, Diemar, Fietzner, Pflugk, Droßky, Marschall |
| Artillerie                                                |                                                           | Hausartillerie, Feldartillerie, Artillerie-Bataillon                                                  |
| Spezialtruppen                                            |                                                           | eine Kompanie Pontoniers, eine Kompanie Mineurs                                                       |

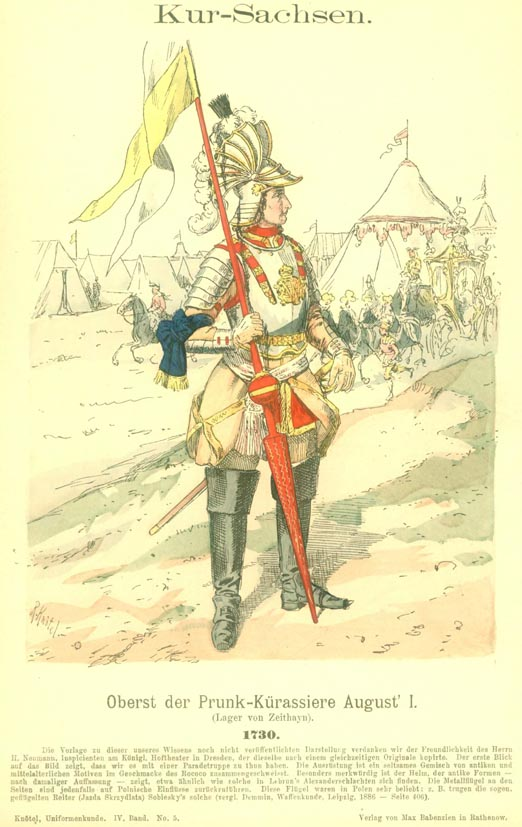
Kurfürstlich Sächsischer Oberst der Prunk-Kürassiere beim Lager von Zeithain

Sachsen hielt seit 1682 eine stehende Armee. Die Sächsische Armee hatte zunächst eine Stärke von 10.000 Mann.
1717 bestand die Armee aus den Waffengattungen der Kavallerie (Garde, Kürassiere, Dragoner, Husaren), der Infanterie, der Artillerie und den Spezialtruppen. Die Kavallerie besaß 13 Kavallerieregimenter, die Infanterie bestand aus neun Infanterieregimentern. Zusammen waren das etwa 30.000 Mann. Die Ausrüstung, Armeeorganisation und Ausbildungsstandards entsprachen dem organisatorischen und technischen Stand der jeweiligen Zeit. Sachsen hatte damit im Vergleich zu anderen Mittelmächten eine gehobene Verteidigungskraft aufzuweisen. Im Vergleich zur Preußischen Armee, die 1719 aus 54.000 Mann bestand und stark expandierte, waren die Möglichkeiten der Sächsischen Armee aber beschränkt. Eine weitergehende Militarisierung wurde von den Ständen wie vom Herrscherhaus abgelehnt. Nach 1763 reduzierte der Staat seine Heeresstärke. Diese betrug 1778 noch 23.400 Mann.
Kriegseinsätze erfolgten im Großen Nordischen Krieg, Polnischen Erbfolgekrieg, Ersten Schlesischen Krieg, Zweiten Schlesischen Krieg, Siebenjährigen Krieg, im Bayerischen Erbfolgekrieg und im vierten Koalitionskrieg. Die Anzahl der militärischen Siege war gering, die der Niederlagen hingegen groß.
Bedingt durch die mäßigen militärischen Erfolge der Armee in den Kriegen erkannten die sächsischen Verantwortungsträger, „dass der geschichtliche Auftrag Sachsens nicht in der Entfaltung militärischer Stärke und in der Teilnahme am Wettlauf um die Macht beruht, sondern in der Entwicklung seiner inneren Kräfte und im Hervorbringen von Leistungen in den Bereichen von Wirtschaft, Wissenschaft und Kultur.“ So wurde die Armee immer wieder im Wachstum und Aufbau begrenzt und ein Wettrüsten zum Beispiel mit Preußen im Ansatz unterbunden.

### Innere Sicherheit

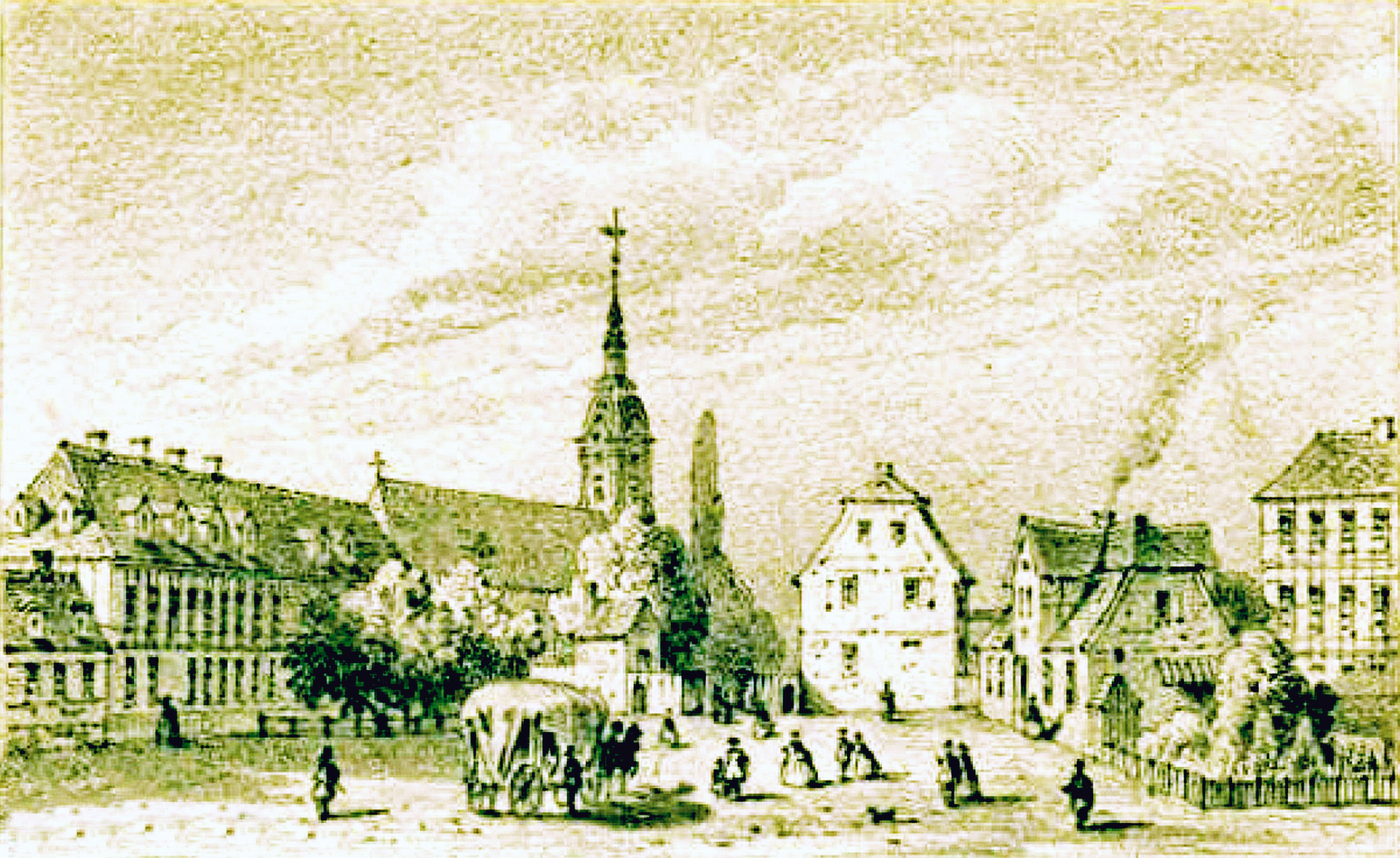
Das Zucht- und Waisenhaus (Georgenhaus; links) vor dem Äußeren Grimmaischen Tor in Leipzig

Eine Polizei zur Wahrung der Gesetzlichkeit im heutigen Sinn gab es nicht. Es gab dafür eine Gerichtsbarkeit, die bei den Ämtern und den Städten lag. Grundherren hatten ebenso das Recht der Gerichtsbarkeit. Das in Sachsen maßgebliche Rechtsbuch für Strafverfolgung war der Codex Augusteus der 1572 in Kraft trat. Im vierten Abschnitt des Buchs werden die Leib- und Körperstrafen behandelt. Am Ende des Mittelalters war das Bandenwesen auf den Landstraßen ein verbreitetes Phänomen in Sachsen. Es kam zu häufigen Beschwerden der Bürgerschaften über die Rechtsunsicherheit auf den Landesstraßen.
Gefängnisstrafen spielten noch zu Beginn des 18. Jahrhunderts nur eine untergeordnete Rolle in Sachsen. Gefängnisstrafen gehörten in die Kategorie der Leibesstrafen, da sie nicht auf eine Resozialisation ausgerichtet waren. Gefängnisse wurden meist in Türmen von Festungen oder Burgen oder im Rathaus untergebracht. Sie dienten in erster Linie als Verwahrort, um ein Entziehen des Verdächtigten zu verhindern, bis es zur Verurteilung zu einer Körperstrafe kam. Sie hatten in der Frühen Neuzeit die Funktion von Untersuchungsgefängnissen und als Verhör- und Folterort.
Die Zuchthausstrafe gehörte in der zweiten Hälfte des 18. Jahrhunderts zu den verbreitetsten Strafen, hatte sich also auch in Sachsen endgültig durchgesetzt. Die Leibes- und Ehrenstrafen führten nicht zu einer Verringerung der Delinquenz, sondern die Zahl der Personen, die ohne festen Wohnsitz und Arbeit bettelnd und stehlend durch das Land zogen, stieg an. Der Wandel wurde durch die Aufklärung ermöglicht, die Strafen nun mit Besserungsmotiven ausrichteten.
Als Mittel gegen die soziale Not und zur Erhaltung der öffentlichen Sicherheit kam es gegen Ende des 17. und zu Beginn des 18. Jahrhunderts zu einer erneuten Gründungswelle von Zucht- und Arbeitshäusern im gesamten Reich.
Im 17. Jahrhundert gründeten auch die Städte eigene Zuchtanstalten, um dem Gesindetum entgegenzuwirken. Sie wirkten als Zwangseinrichtungen ähnlich wie Gefängnisse. Das Leipziger Zuchthaus wurde 1660 als eine Anstalt „für Wahnsinnige, zur Bändigung liederlicher Leute und Verpflegung armer Waisen“ gegründet. Die Zahl der Insassen stieg von 13 (1701) auf 88 (1799), blieb aber damit weit hinter den Zahlen der Landeszuchthäuser zurück. Ebenfalls noch im 17. Jahrhundert erfolgte die Gründung des Dresdener Zucht- und Waisenhauses. Züchtlinge waren zunächst aufsichts- und zuchtbedürftige Kinder, dann aber auch erwachsene Personen, in erster Linie Bettler und Arbeitsscheue, keine Kriminalverbrecher. Die Durchschnittszahl betrug 60 bis 80 Züchtlinge.
Die drei großen Zuchthäuser in Sachsen (in Zuchthaus Waldheim, Torgau und dem Zuchthaus Zwickau) waren staatlich; sie unterstanden einer kurfürstlichen Kommission. Die Zahl der Insassen schwankte im gesamten 18. Jahrhundert sehr stark, nahm aber insgesamt zu. Untergebracht waren sie meist in großen Schlafsälen, in denen zum Teil tagsüber auch gearbeitet wurde. Zellen für jeden einzelnen Gefangenen gab es nicht.
Bekanntestes Staatsgefängnis Sachsens war die Festung Königstein. Dort wurden vor allem Staatsgefangene, also politische Gefangene, untergebracht. Auf Schloss Rochlitz und in der Fronfeste in Oschatz sind die Folterkammern der damaligen Zeit erhalten geblieben. Auf der Burg Stolpen ist die Verbindung von Gerichtssaal und Verlies zu besichtigen.

### Münzwesen
Seit 1356 verfügten die Kurfürsten über das uneingeschränkte Münzregal. Das deutsche Münzwesen war daher zersplittert. So gab es immer wieder Versuche, reichseinheitliche Münzregelungen zu treffen. Der erste Versuch einer einheitlichen Münzordnung war die Esslinger Reichsmünzordnung, danach folgte die Augsburger Reichsmünzordnung von 1551 und schließlich die Augsburger Reichsmünzordnung von 1559, die endlich zum Erfolg führte.
Die Sächsische Talerwährung von 1500 bis 1571 umfasst den ersten Abschnitt der Talerwährung von den ersten Prägungen der Großsilbermünzen (Talermünzen) bis zur Prägung der Reichstaler.
Kurfürst August ließ die Landeshauptmünzstätte Freiberg 1556, die Münzstätte Annaberg 1558 und die Münzstätten Schneeberg und Leipzig 1571 schließen. Die Münzstätte in Zwickau war bereits seit 1534 und die in Buchholz seit 1553 geschlossen. Die Münzstätte Dresden wurde zentrale Münzstätte für das gesamte Kurfürstentum.
Der Kurfürst trat im August 1571 der Augsburger Reichsmünzordnung von 1559 bei. Während der Kipper- und Wipperzeit von 1620 bis 1623 wurden unter Kurfürst Johann Georg I. (1611–1656) sogenannte Kippermünzen in den Kippermünzstätten geprägt. Danach folgte die Rückkehr zur Münzprägung nach der Reichsmünzordnung.
Mit den Verträgen von Zinna 1667 und Leipzig 1668 verließ Sachsen die Reichs- und Münzordnung. Damit setzte Sachsen die Ordnung des Obersächsischen Reichskreises außer Kraft.

### Fiskalwesen

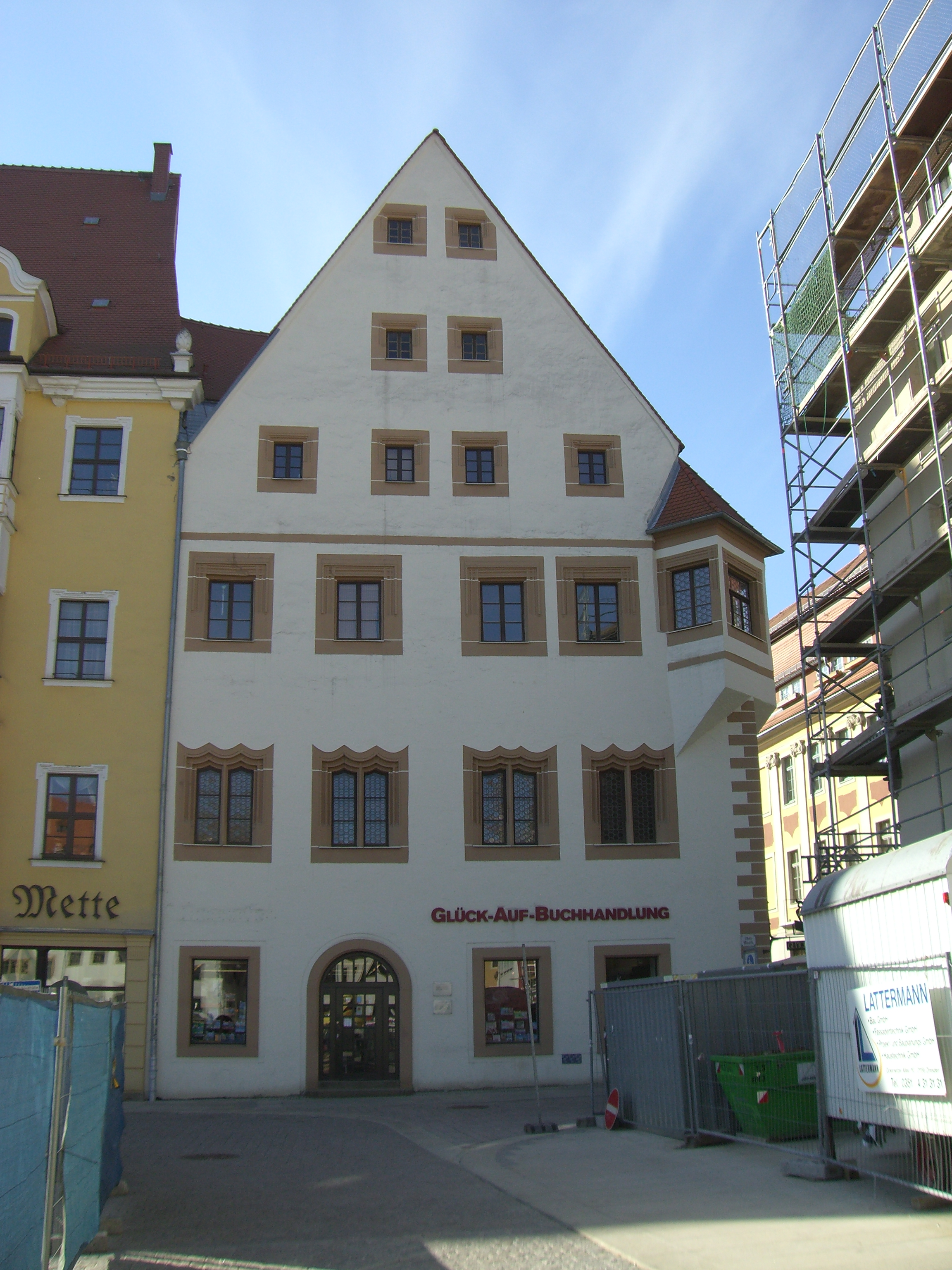
Im Jahr 1556 verlegte Kurfürst August die Landeshauptmünzstätte von Freiberg (abgebildet) nach Dresden

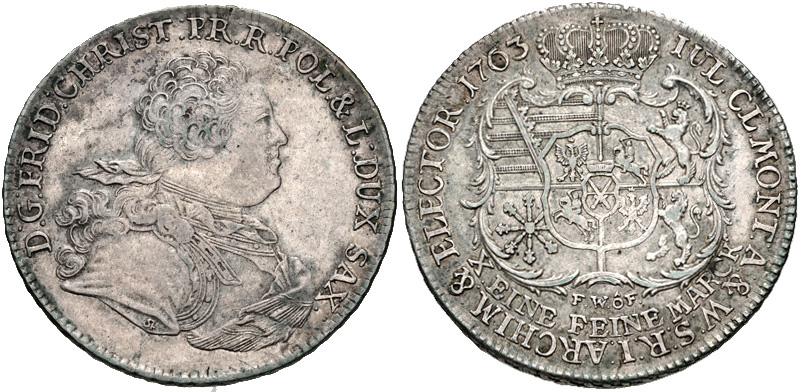
Kurfürst Friedrich Christian, Konventionsspeciestaler 1763, mit Umschrift X EINE FEINE MARCK, Münzstätte Dresden

Die Entwicklung der Finanzverwaltung in Sachsen ermöglichte die organisierte Einnahme von Bargeld, durch die ein modernes Staatswesen mit dauerhaften Institutionen und festen Ausgabe- und Einnahmepositionen entstehen konnte. Anders als die politische Verfassung des Kurfürstentums, die bis 1806 feudal geprägt blieb, waren die materiellen Grundlagen bereits modern geldwirtschaftlich ausgerichtet. Es entwickelte sich ein auch für spätere Zeiten modernes Finanzwesen in einem ständegeprägten vormodernen Staatswesen in Sachsen.
Der Fiskalisierungsprozess setzte bei den Kurfürsten nach 1450 ein und beschleunigt sich um 1470. Der 1490 verstorbene Leipziger Bürger Jakob Blasbalg begründete die einheitliche Finanzkasse des albertinischen Herzogtums Sachsen. Sein Mitbürger Hans Leimbach war der Vertrauensmann des Kurfürsten Friedrich des Weisen in Finanzfragen und begründete die Landeszentralkasse des ernestinischen Kurfürstentums Sachsen. Seit dem 16. Jahrhundert war Sachsen zum größeren Teil nicht mehr auf feudal begründete Einkünften (u. a. Domäneneinkünfte) angewiesen. Stattdessen setzte das sächsische Finanzwesen auf regelmäßige Einnahmen, die auf Basis eines geordneten Kassenwesens und durch ein landesweites Netz an Finanzstrukturen abgesichert waren. Dieser hohe Grad an herrschaftlicher Durchdringung auf Basis geordneter Strukturen des Staates unterschied das Finanzwesen des Kurfürstentums fortan von den Finanzstrukturen eines geringer ausdifferenzierten Feudalstaats.
Organisatorisch untergliederte sich die Finanzverwaltung fortan in mehrere Zentralbehörden. Seit 1586 war das Geheime Kammerkollegium für die Einnahmen, Ausgaben und Vermögensstände des Staates zuständig. Vermögenswerte des Staates waren seine Ämter, Kammergüter, Forsten, Flößereien, Berg- und Hüttenwesen und die Münze. Zur Verwaltung der Steuern entwickelte sich seit 1570 das Obersteuerkollegium. 1706 folgte die Einführung des Generalakziskollegiums das für die allgemeine Verbrauchssteuer die Generalkonsumtionsakzise zuständig war. 1782 folgte eine Zentralisierung der Finanzverwaltung durch Bildung des Geheimen Finanzkollegiums.
Die staatlichen Einnahmestrukturen des Haushalts Ende des 15. Jahrhunderts war in mehrere Einnahmearten differenziert. Beispielhaft für ein Haushaltsjahr dieser Zeit war mit 23 Prozent Anteil am Gesamthaushalt der größte Einnahmeposten die Aufnahme von Anleihen. Direkte Steuern wurden noch unregelmäßig gefordert, hatten aber bereits einen Anteil von 13 Prozent am Gesamthaushalt. Indirekte Steuern machten einen Anteil von 7,5 Prozent aus. Weitere Einnahmearten waren: städtische Jahrrenten (5 Prozent), erzgebirgischer Silberabbau (13 Prozent), die traditionellen Einnahmen aus Regalien und Domänen hatten einen Anteil von 32 Prozent, sonstige Abgaben (Tuch-, Gerichts- und Schutzgeld, Leipziger Goldmünze) (4 Prozent).
Insbesondere die Personalunion mit Polen seit 1697 führte während des Augusteischen Zeitalters (1694–1763) zu einer enormen Steigerung des sächsischen Finanzbedarfs. Beständig war daher der Staat bemüht, sich neue Geldquellen zu erschließen, seine Finanz-, Geld- und Schuldenpolitik zu modernisieren und an die gestiegenen Anforderungen einer europäischen Mittelmacht anzupassen. Dies führte zur Gründung der ersten Staatsbank im deutschen Raum mit Sitz in Leipzig 1698, die Depositbank. Die Bank wurde sechs Jahre später wieder liquidiert. Die Errichtung einer Landeslotterie folgte 1715.
Die staatlichen Ausgaben in der ersten Hälfte des 18. Jahrhunderts waren aber deutlich höher als die Einnahmen, so dass die Schuldenquote beständig stieg. Die Auszahlungen der Gehälter und Begleichungen der Rechnungen erfolgten immer ungeordneter. Beim Tod Augusts des Starken 1733 hatte der öffentliche Haushalt eine Schuldenlast von fünf Millionen Taler. Diese stieg während der sogenannten Brühlschen Misswirtschaft bis 1750 auf 27 Millionen Taler und unter August III. auf 45 Millionen Taler. Dies glich einem faktischen Staatsbankrott, zudem hatte Sachsen Kriegskontributionen von mehreren Millionen Reichstaler zu leisten. Dem folgte ein systematischer Schuldenabbau in den folgenden Jahrzehnten.
Die größten Ausgabeposten des Staatshaushalts von 1773 waren die Heeresausgaben mit 28,5 Prozent der Ausgaben, gefolgt von den Zinskosten mit 27,5 Prozent Anteil am Haushalt. Die Schuldenlast ging bis 1804 aber wieder deutlich zurück. 1804 nahm der sächsische Staat 12 Millionen Reichstaler ein und gab im selben Zeitraum 11,5 Millionen Gulden (1778: 6.634.153 Reichstaler) aus. Trotz dieses Überschusses betrugen die Staatsschulden 27 Millionen Reichstaler (1798: 21.961.941 Reichstaler, 1764: 41.028.424 Reichstaler), also deutlich mehr als das Doppelte der jährlichen Staatseinnahmen. In dem Jahr wurden allerdings die Schulden um zwei Millionen Reichstaler abgetragen.

### Wirtschaftspolitik
Die Land- und Forstwirtschaft bildete im 16. Jahrhundert den Schwerpunkt kursächsischer Wirtschaftspolitik. Melchior von Ossa verfasste 1556 im Auftrag des Kurfürsten August sein „Politisches Testament“. Es wurde 50 Jahre nach seinem Tode in Auszügen und 1717 durch Christian Thomasius in vollem Wortlaut veröffentlicht und gilt als das erste grundlegende Werk des deutschen Kameralismus. Die Förderung der Kammergüter bildeten den Grundpfeiler der Agrarpolitik des Kurfürsten. Durch die Erweiterung der Kammergüter und den Ausbau der Musterwirtschaften gab der Kurfürst ein Beispiel für rationale Landwirtschaft und entfachte so eine Ausstrahlungswirkung auf andere Landwirtschaftsbetriebe. Kurfürst August ging durch sein Wirken als erster deutscher Staatswirt in die Wirtschaftsgeschichte ein. Sein Wirtschaftsdenken beschränkte sich aber noch auf die Versorgungsfunktion und die Produktion wichtiger Güter zur Konsumtion.
„Der Münzstreit der Wettiner im 16. Jahrhundert signalisierte den Beginn des Nachdenkens über gesamtwirtschaftliche Zusammenhänge und in der Münzpolitik wurde die Staatswirtschaftspolitik zuerst unmittelbar volkswirtschaftlich.“
Im 18. Jahrhundert war durch die Entwicklung der Produktionsfaktoren die Bedeutung des gesamten Wirtschaftslebens angestiegen. Der Staat sah nach herrschender Auffassung des Merkantilismus die Dirigierung der Wirtschaft als seine eigene Aufgabe an. In sächsischen Diensten stehende Kameralisten wie Julius Bernhard von Rohr, Johann Georg von Leib, Paul Jacob Marperger propagierten das merkantilistische Wirtschaftskonzept.
Bereits 1703 und 1708 hatte August der Starke ein Kommerzienkollegium berufen, dem jedoch infolge des Großen Nordischen Krieges kein Erfolg beschieden war. Im April 1735 wurde von Friedrich August II. zur Verbesserung des Handels und der Förderung von Manufakturen die Kommerziendeputation mit eigener Kanzlei ins Leben gerufen. Ihre Tätigkeit hatte vor allem anleitenden und berichtenden Charakter. Seit Anfang des 17. Jahrhunderts gab es Bestrebungen, die Zunftverfassungen zu reformieren, doch blieb es bei unentschlossenen Versuchen, gegen die Auswüchse der Innungssordnungen und der Zunftverfassungen vorzugehen. Die zweite Phase der sächsischen Wirtschaftspolitik endete in der legendären „Brühlschen Misswirtschaft“.
„Die Vorschläge der Restaurationskommission im Rétablissement leiteten eine neue Phase staatlicher Wirtschaftspolitik ein, die nur noch bedingt merkantilistisch war“ und in die die Ideen der westeuropäischen Staats- und Wirtschaftslehren des 18. Jahrhunderts einflossen. „Im Zentrum standen die Wiederherstellung und Modernisierung der Landwirtschaft und die Förderung [von] Manufakturen […] wie die Woll- und Tuchherstellung oder die Eisen- und Stahlproduktion.“
Durch Reskript vom 11. Februar 1764 wurde die Kommerziendeputation in die „Landes-Ökonomie-, Manufaktur- und Kommerziendeputation“ umgewandelt. Ihr Aufgabengebiet wurde auf alle Wirtschaftsangelegenheiten ausgedehnt. Sie hatte aber weiterhin keine Entscheidungsbefugnisse, sondern konnte wirtschaftliche Maßnahmen beraten und vorschlagen. Sie schob beim Aufbau der sächsischen Wirtschaft in den Jahrzehnten vor der industriellen Revolution wichtige Entwicklungen an.

### Verkehrswesen

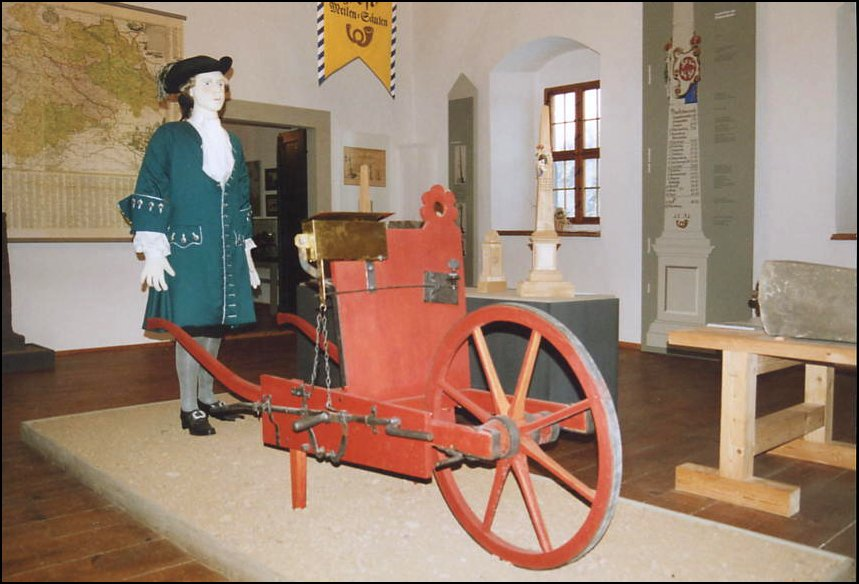
Figurine mit Kondukteur und Einzelrad zur Entfernungsbestimmung in der Dauerausstellung zu den Kursächsischen Postmeilensäulen im Osterzgebirgsmuseum Schloss Lauenstein

Früher chursächsischer Postwagen, ungefedert

Das Kurfürstentum Sachsen war eine wichtige Verkehrsdrehscheibe zwischen allen Himmelsrichtungen. Die Via Imperii wie auch die Via Regia durchkreuzten Sachsen. Beide waren zentrale Handelsrouten Europas.

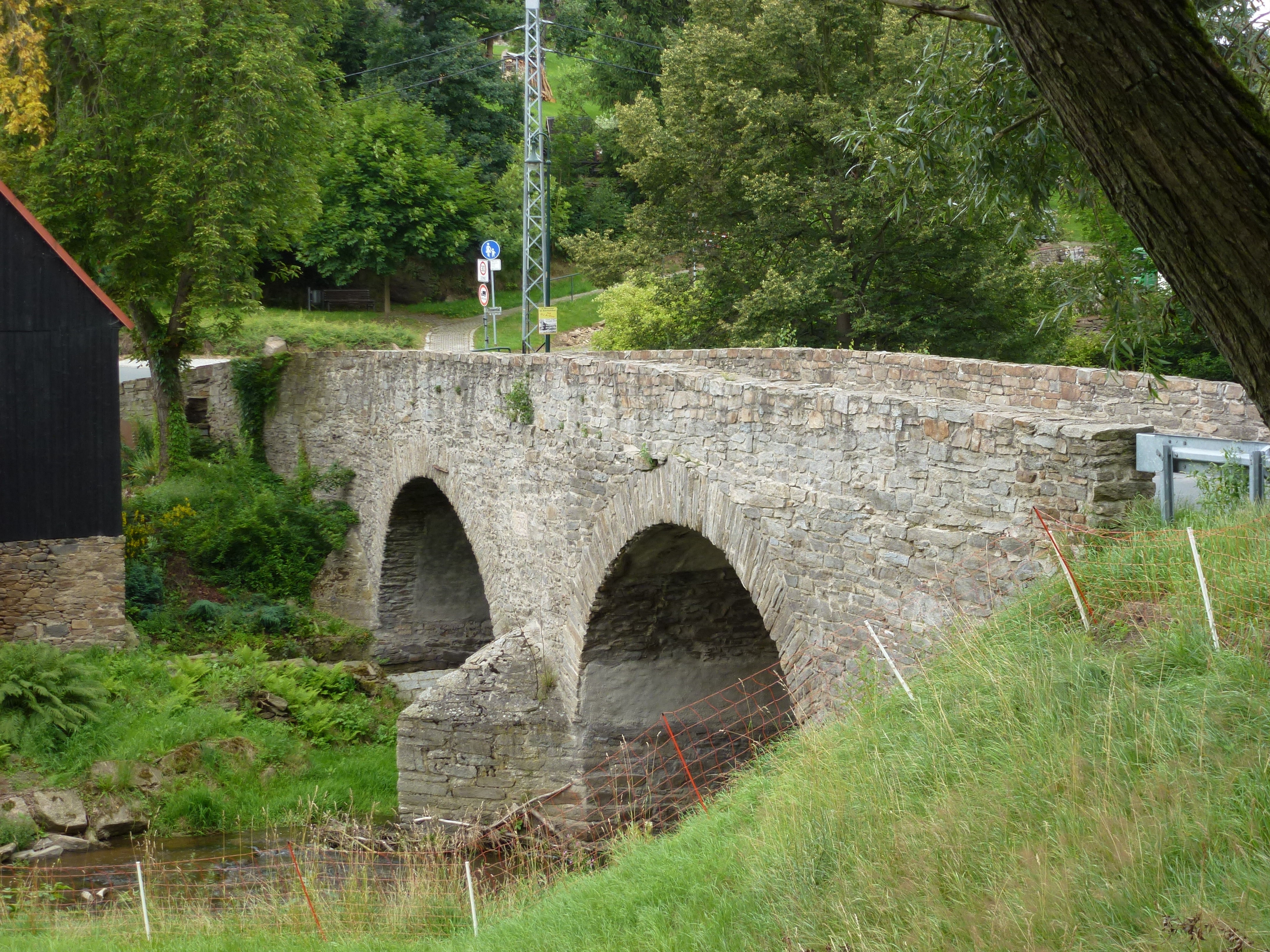
Bogenbrücke in Falkenberg aus dem Jahr 1567

Das Straßenwesen im Kurfürstentum war zeitgemäß in einem schlechten Zustand. Außer fürstlichen Anweisungen zur Verbesserung der Straßen gab es keinen geeigneten behördlichen Unterbau, der die Umsetzung hätte koordinieren und überwachen können. Viele Anordnungen scheiterten vor allem an der fehlenden Finanzierung. Für sie hätten die örtlichen Gemeinden alleine aufkommen müssen. Feste Staatsbudgets für den Straßenbau kamen erst viel später auf.
Infrastrukturelle Neuerungen kamen mit der Verzeichnung der Landesstraßen in einem Kataster von 1691 bis 1694. Das erste allgemeine Straßenbaumandat von 1706 hatte eine Vereinheitlichung der Bautechnik zum Ziel und schrieb die Straßenbreite fest. 1713 wurde die Zweite sächsische Landesvermessung unter Leitung von Adam Friedrich Zürner begonnen. Die Erste Kursächsische Landesaufnahme fand zwischen 1586 und 1633 statt. Die Meilenblätter von Sachsen sind das Ergebnis der kursächsischen topografischen Landesaufnahme, die mit Unterbrechungen zwischen 1780 und 1825 durchgeführt wurden.
In der „Generalinstruktion vor die Straßenkommission“ vom 25. Januar 1765 gelang es, die Wende im Straßenbau herbeizuführen.
Mit dem Straßenbaumandat vom 28. April 1781 wurden die Organisation und die technische Bauausführung geregelt. Der Zustand der Straßen besserte sich gegen Ende des 18. Jahrhunderts, als auch in Sachsen mehr Chausseestraßen als Bauform mit festem Untergrund errichtet wurden und die Rückständigkeit im Straßenbau allmählich überwunden wurde. Bis dahin waren Ausbesserungen nicht systematisch erfolgt.
Als zentralistischer Fürstenstaat konnte Sachsen Postorganisation, Landesvermessung, Kartografie und Straßenbau besser koordinieren als partikular organisierte Staatswesen. Das Ergebnis war eine landesweit organisierte sächsische Post. Sie gab es ähnlich wie in anderen Territorien ab dem 16. Jahrhundert, wurde beständig ausgebaut und verbessert.
Zum Vorbild für andere Territorien wurden die sächsischen Wegweiser entlang der Hauptstraßen, die in regelmäßigen Abständen errichtet wurden. Die Postmeilensäulen wurden in den 1720er Jahren landesweit errichtet und zeigten das Straßennetz für Fahrende und Reisende im Straßenverlauf an. Beim Brückenbau gab es in Sachsen frühzeitig eine zentralbehördliche Überwachung und Steuerung. Viele dieser Brücken werden heute noch benutzt.

## Erinnerungskultur

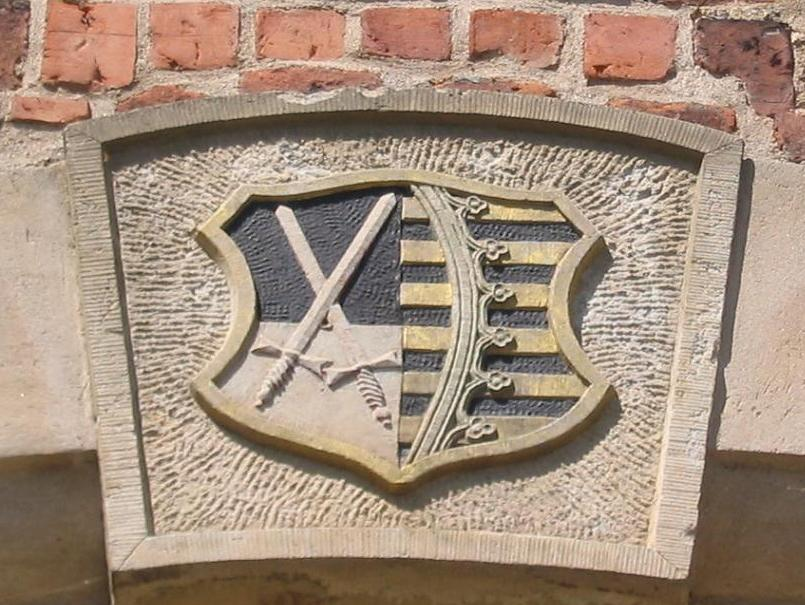
Schlussstein: Das Wappen des Kurfürstentums Sachsen auf der Burg Eisenhardt in Bad Belzig, Brandenburg

Bis heute erinnern zahlreiche Gebäude und Denkmäler in Sachsen und den Anrainerländern Thüringen und Brandenburg an das Kurfürstentum (vgl. Liste der Kulturdenkmale in Sachsen). Zahlreiche Wappen finden sich über historischen Torbögen, an Türmen, Burgen oder Schlössern. Historische Postmeilensäulen zieren die Marktplätze vieler kleiner Orte. Die sächsischen Herrscher hatten ein flächendeckendes System an Residenzen und Verwaltungsgebäuden aufgebaut. Die erhaltenen Schlösser, aber auch Amtshäuser und Rathäuser sind bis heute dominante Bauten in vielen ländlichen Orten. Gleiches gilt für die oft noch intakten Brücken, die teils für den Verkehr freigegeben sind. Die Bauten der Altstadt Dresdens und das Flair von Elbflorenz zeugen vom einstigen Glanz der Elbstadt unter den Kurfürsten.
Renaissancefeste wie das Lutherfest in Wittenberg und andere historische Reenactments knüpfen an die Kurfürstentumzeit in folkloristischer Weise an. Beispiele sind die historisch nachempfundenen Feste und Veranstaltungen auf Festung Königstein, Sachsens bedeutendster Festung.
Zahlreiche Ausstellungen und Museen in Sachsen widmen sich der Kurfürstenzeit. In der Dresdner Rüstkammer gibt es seit 2017 eine Dauerausstellung zum Thema: „Auf dem Weg zur Kurfürstenmacht“ im Ostflügel und „Kurfürstliche Garderobe“. Im Reformationsjubiläum 2017 stehen 500 Jahre Reformation im Mittelpunkt, die wesentlich für die Entwicklung des Kurfürstentums war. Der Besuchermagnet Luther 1517 zeigt im 360°-Panorama von Yadegar Asisi die Gesellschaft vor 500 Jahren in der Lutherstadt Wittenberg. Die Eröffnung erfolgte im Oktober 2016. Ein vergleichbares 360°-Panorama zeigte bereits das augusteische Dresden. Die Panoramen vermittelten einem breiten Publikum in einer räumlichen Perspektive die städtischen Lebenswelten im damaligen Sachsen.
Ein großer Literaturapparat beschäftigt sich mit allen Themen zur Geschichte dieses Staatswesens. Der Forschungsstand ist umfassend und zeitaktuell aufbereitet. Die Archive der Ämter sind erhalten und bieten Einblick in die zeithistorischen Dokumente, wodurch umfassende Auswertungen und Analysen zu jeglichen Fragestellungen möglich sind.
Bezogen auf die Frühgeschichte des Kurfürstentums fanden in Wittenberg umfangreiche Ausgrabungen statt. 2009 wurde das Grab von Kurfürst Rudolf II. wiederentdeckt. Auch Reste der Burg Wittenberg, Kern und ältester Schauplatz sächsischer Geschichte, wurde 2005 wiedergefunden.

## Forschungen

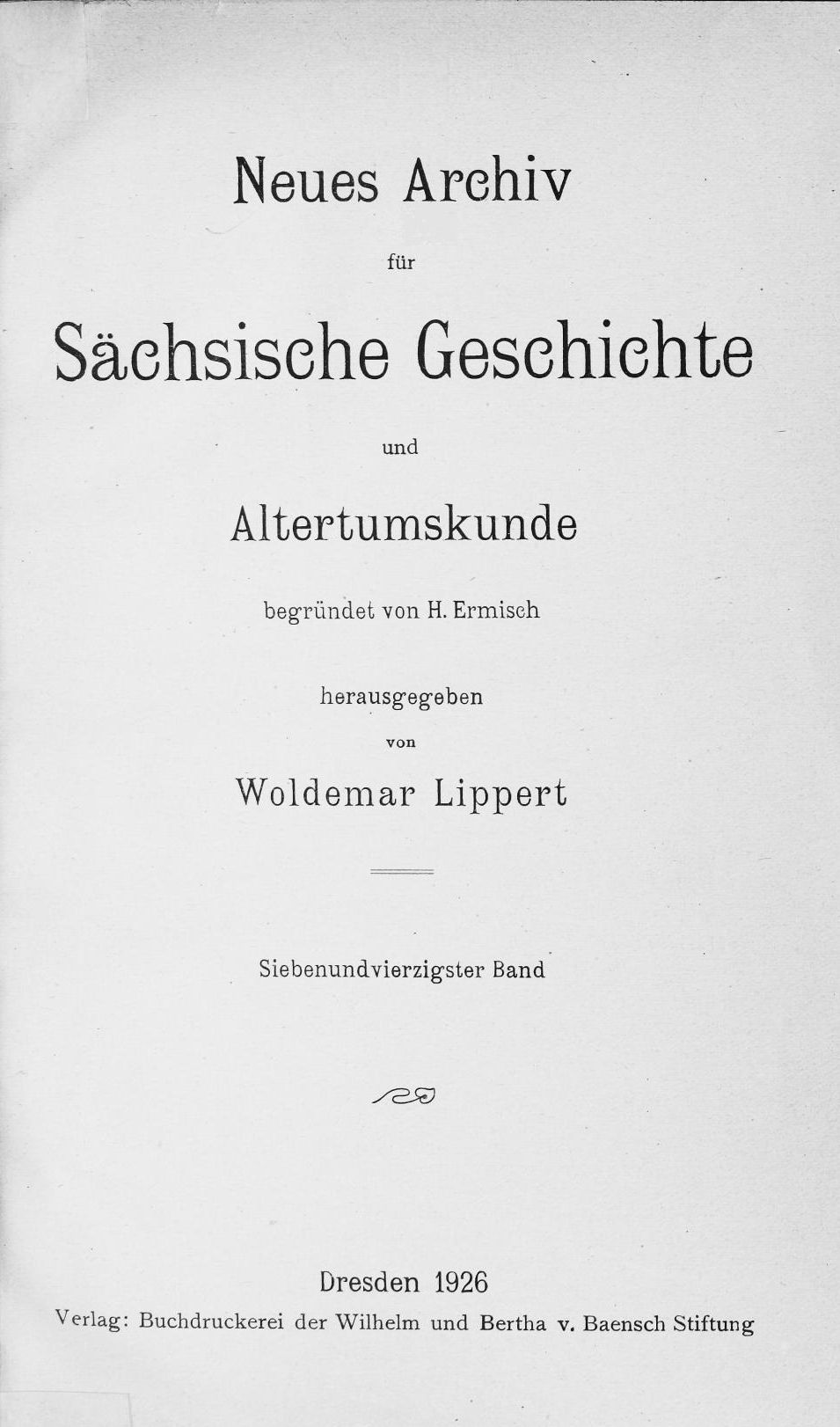
Titelblatt des 47. Bandes der HZ, Dresden 1926

Mehrere renommierte Einrichtungen in Sachsen beschäftigen sich mit historischen Themenstellungen aus der Zeit des Kurfürstentums. Das Institut für Sächsische Geschichte und Volkskunde e. V. (ISGV) ist eine seit 1997 bestehende Forschungseinrichtung mit Sitz in Dresden, die sich der Erforschung Sachsens in landesgeschichtlicher sowie in volkskundlich-kulturanthropologischer Perspektive annimmt. Diese Einrichtung bewältigt landesgeschichtliche und kulturanthropologische Langzeitprojekte wie die „Sächsische Biografie“ oder das „Lebensgeschichtliche Archiv für Sachsen“ und bietet Fachtagungen an.
Die TU Dresden unterhält einen Lehrstuhl zur sächsischen Landesgeschichte. Forschung und Lehre sind epochenübergreifend angelegt und betreffen die Zeit vom Mittelalter bis in die Zeitgeschichte. Aktuelle Schwerpunkte sind weibliche Herrschaftspartizipation in der Vormoderne (Regentschaften), der Dreißigjährige Krieg in Sachsen, die sächsisch-polnische Union, August der Starke, Tiergeschichte, Adels- und Landtagsgeschichte, Kulinarik und Ernährungsgeschichte in der Moderne, DEFA-Filmgeschichte sowie sächsische Erinnerungskulturen.
Die Sächsische Landesbibliothek – Staats- und Universitätsbibliothek Dresden und das Hauptstaatsarchiv Dresden bewahren und betreuen zentrale Sammlungen zur Geschichte Sachsens und des mitteldeutschen Raumes.
Das Neue Archiv für sächsische Geschichte (kurz NASG) ist eine jährlich erscheinende deutschsprachige Fachzeitschrift für die Sächsische Landesgeschichte.

## Filme
- Leitung Guido Knopp und Peter Arens, Autoren Jan Peter und Yury Winterberg: Die Deutschen II., 6 Teil, August der Starke und die Liebe, ZDF Enterprises GmbH, Gruppe 5 Filmproduktion GmbH, Köln 2010, ISBN 978-3-8312-9952-2.
- Sachsens Glanz und Preußens Gloria, eine sechsteilige Fernsehproduktion der DDR aus den Jahren 1985 und 1987.
- August der Starke, Abenteuer, Historienfilm, 84 Minuten, ZDF Fernsehfilm, BRD 1984, Link
- Gräfin Cosel – Aufstieg und Fall einer Mätresse, deutscher Fernsehfilm von 2005 mit Julia Reinecke, Julia-Maria Köhler und Silvia Riegler als Titelheldinnen (Regie: Dirk Otto)
- Lutherfilme